# Liste der Biografien/Tra
Liste der Biografien |
Portal Biografien |
Personensuche
# |
A |
B |
C |
D |
E |
F |
G |
H |
I |
J |
K |
L |
M |
N |
O |
P |
Q |
R |
S |
T |
U |
V |
W |
X |
Y |
Z |
?
 
Ta |
Tc |
Te |
Tf |
Tg |
Th |
Ti |
Tj |
Tk |
Tl |
Tm |
To |
Tq |
Tr |
Ts |
Tu |
Tv |
Tw |
Tx |
Ty |
Tz
 
Tra |
Trb |
Trc |
Trd |
Tre |
Trg |
Trh |
Tri |
Trj |
Trk |
Trm |
Trn |
Tro |
Trp |
Trs |
Trt |
Tru |
Try |
Trz
Die Liste der Biografien führt alle Personen auf, die in der deutschsprachigen Wikipedia einen Artikel haben. Dieses ist eine Teilliste mit 1262 Einträgen von Personen, deren Namen mit den Buchstaben „Tra“ beginnt.

## Tra

### Traa
- Traa, Kari (* 1974), norwegische SkisportlerinKari Traa (* 1974)

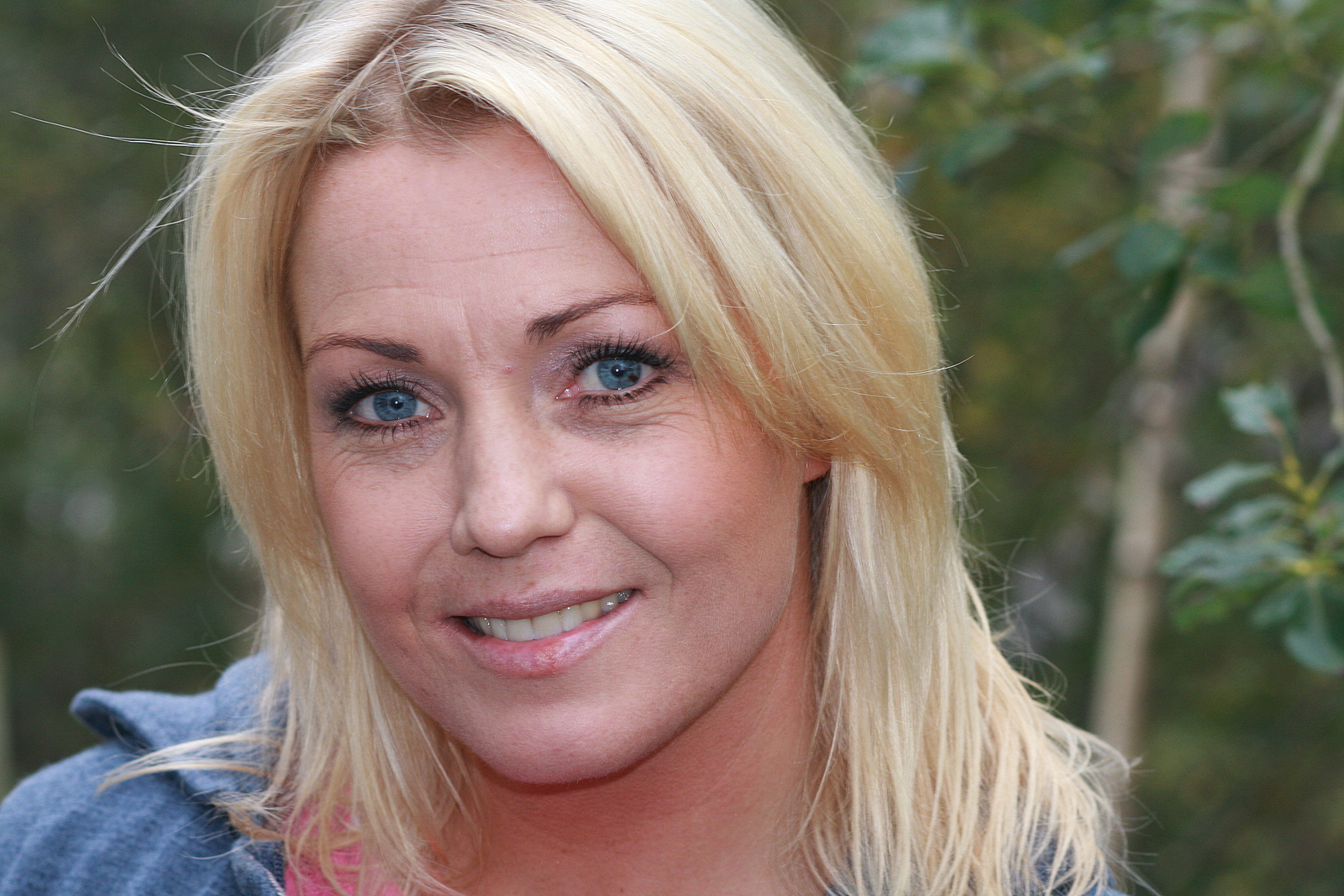
Kari Traa (* 1974)

- Traar, Georg (1899–1980), österreichischer Pfarrer
- Traaserud, Heidi Dyhre (* 2003), norwegische Skispringerin
- Traat, Mats (1936–2022), estnischer Dichter, Schriftsteller und Übersetzer
- Traats, Laura (* 1998), bulgarische Rhythmische Sportgymnastin
- Traavik, Stig (* 1967), norwegischer Judoka und Diplomat

### Trab
- Traba, Marta (1930–1983), argentinische Schriftstellerin und Kunsthistorikerin
- Trąba, Mikołaj († 1422), polnischer römisch-katholischer Erzbischof
- Traba, Robert (* 1958), polnischer Historiker, Politologe und Kulturwissenschaftler
- Trabaci, Giovanni Maria († 1647), neapolitanischer Komponist
- Trabadelo, Natalia, argentinische Handballspielerin
- Trabado, Colomán (* 1958), spanischer Mittelstreckenläufer
- Trąbalski, Franciszek (1870–1964), polnischer sozialistischer Politiker, Mitglied des Sejm
- Trabalski, Karl (1923–2009), deutscher Politiker (SPD), MdL
- Trabalski, Stanislaw (1896–1985), sozialistischer Politiker
- Trabalski, Ursula (1921–1992), deutsche Kommunalpolitikerin (SPD)
- Trabalza, Ciro (1871–1936), italienischer Grammatiker, Dialektologe, Ethnologe und Literaturkritiker
- Trabalza, Folco (1913–1993), italienischer Diplomat
- Trabalzini, Dino (1923–2003), italienischer Geistlicher, römisch-katholischer Erzbischof von Cosenza-Bisignano
- Trabandt, August-Wilhelm (1891–1968), deutscher Offizier, zuletzt SS-Brigadeführer und Generalmajor der Waffen-SSAugust-Wilhelm Trabandt (1891–1968)

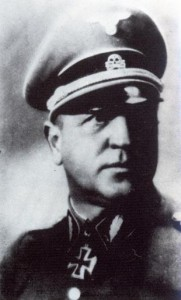
August-Wilhelm Trabandt (1891–1968)

- Trabant, Hildegard (1927–1964), deutsches Todesopfer der Berliner Mauer
- Trabant, Jürgen (* 1942), deutscher Sprachwissenschaftler und Hochschullehrer
- Trabant, Michel (* 1978), deutscher Boxer
- Trabant, Stephan (* 1981), deutscher Boxer
- Trabant-Haarbach, Anne (* 1949), deutsche Fußballspielerin und -trainerin
- Trabattoni, Franco (* 1956), italienischer Philosoph, Philosophiehistoriker und Schachspieler
- Trabelsi, Hatem (* 1977), tunesischer Fußballspieler
- Trabelsi, Saad (* 1991), französisch-tunesischer Fußballspieler
- Traben, Tina von, deutsche Filmregisseurin und Drehbuchautorin
- Traber, Barbara (* 1943), Schweizer Schriftstellerin, Journalistin und Lektorin
- Traber, Bodo (* 1965), deutscher Schriftsteller, Synchron- und Hörspiel-Regisseur, Filmjournalist und Herausgeber
- Träber, Clemens (1862–1938), deutscher Politiker
- Traber, Falko (* 1959), deutscher ArtistFalko Traber (* 1959)

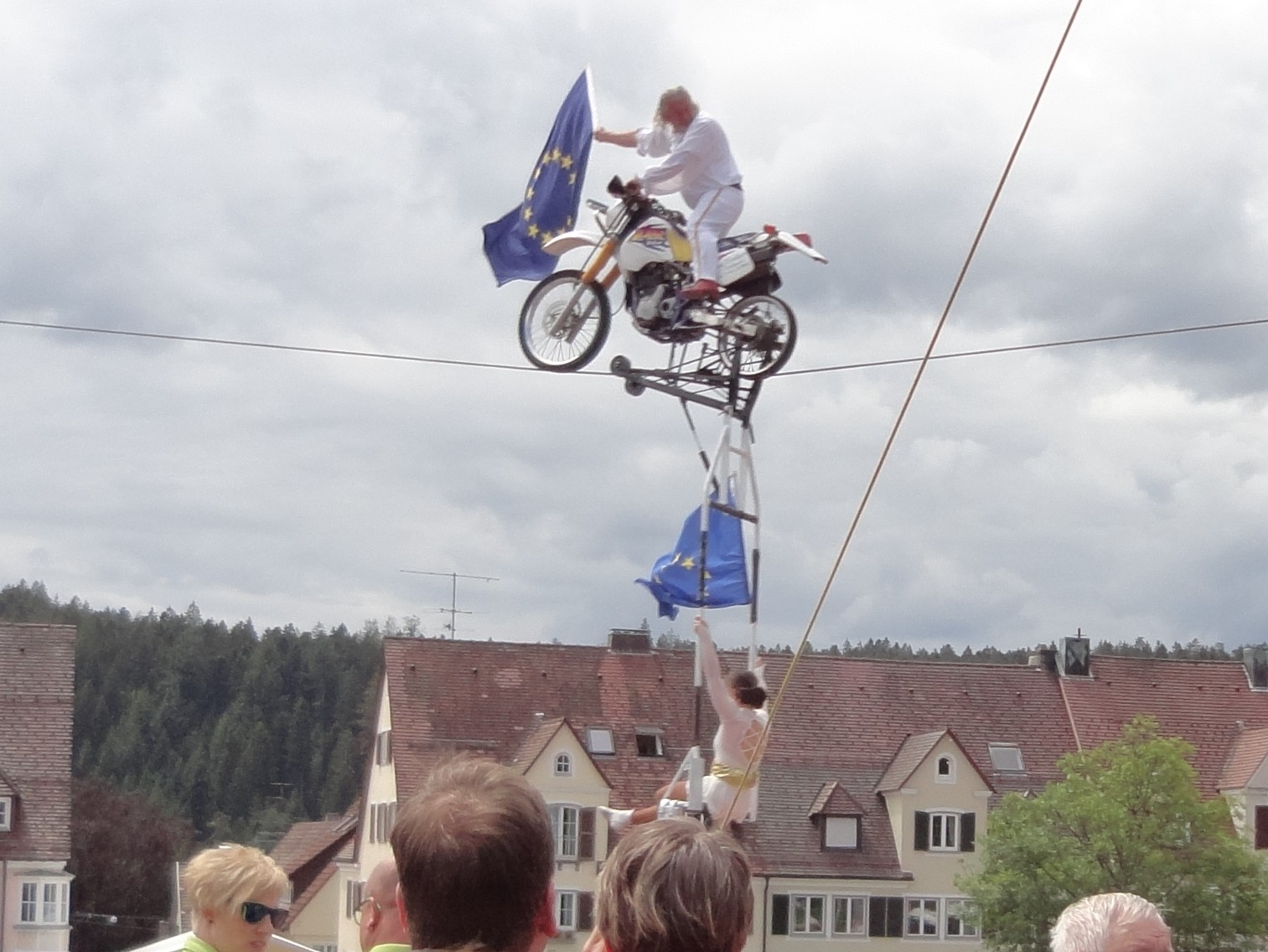
Falko Traber (* 1959)

- Traber, Gregor (* 1992), deutscher Leichtathlet
- Traber, Hans A. (1921–1986), Schweizer Naturforscher und TV-Moderator
- Traber, Ilja Iljitsch (* 1950), russischer Unternehmer und Antiquitätenhändler
- Traber, Johann (1854–1930), Schweizer Bankenpionier
- Traber, Lars (* 2000), liechtensteinischer Fußballspieler
- Traber, Linda (* 1971), deutsche Reality-TV-Teilnehmerin und Sängerin
- Traber, Markus (1946–2010), Schweizer Liedermacher und Mitglied der Berner Troubadours
- Traber, Michael (1929–2006), katholischer Geistlicher, Medienwissenschaftler und Verleger
- Traber, Otmar (* 1954), deutscher Kabarettist
- Traber, Tim (* 1993), kanadisch-schweizerischer Eishockeyspieler
- Trabert, Adam (1822–1914), deutscher Schriftsteller und Jurist
- Trabert, Angelika (* 1967), deutsche Dressurreiterin im Behindertenreitsport
- Trabert, Bettina (* 1969), deutsche Schachgroßmeisterin der Frauen
- Trabert, Eduard (1890–1969), deutscher Gewerkschafter und Politiker (CDU), MdL
- Trabert, Gerhard (* 1956), deutscher Allgemeinmediziner und ArmenarztGerhard Trabert (* 1956)

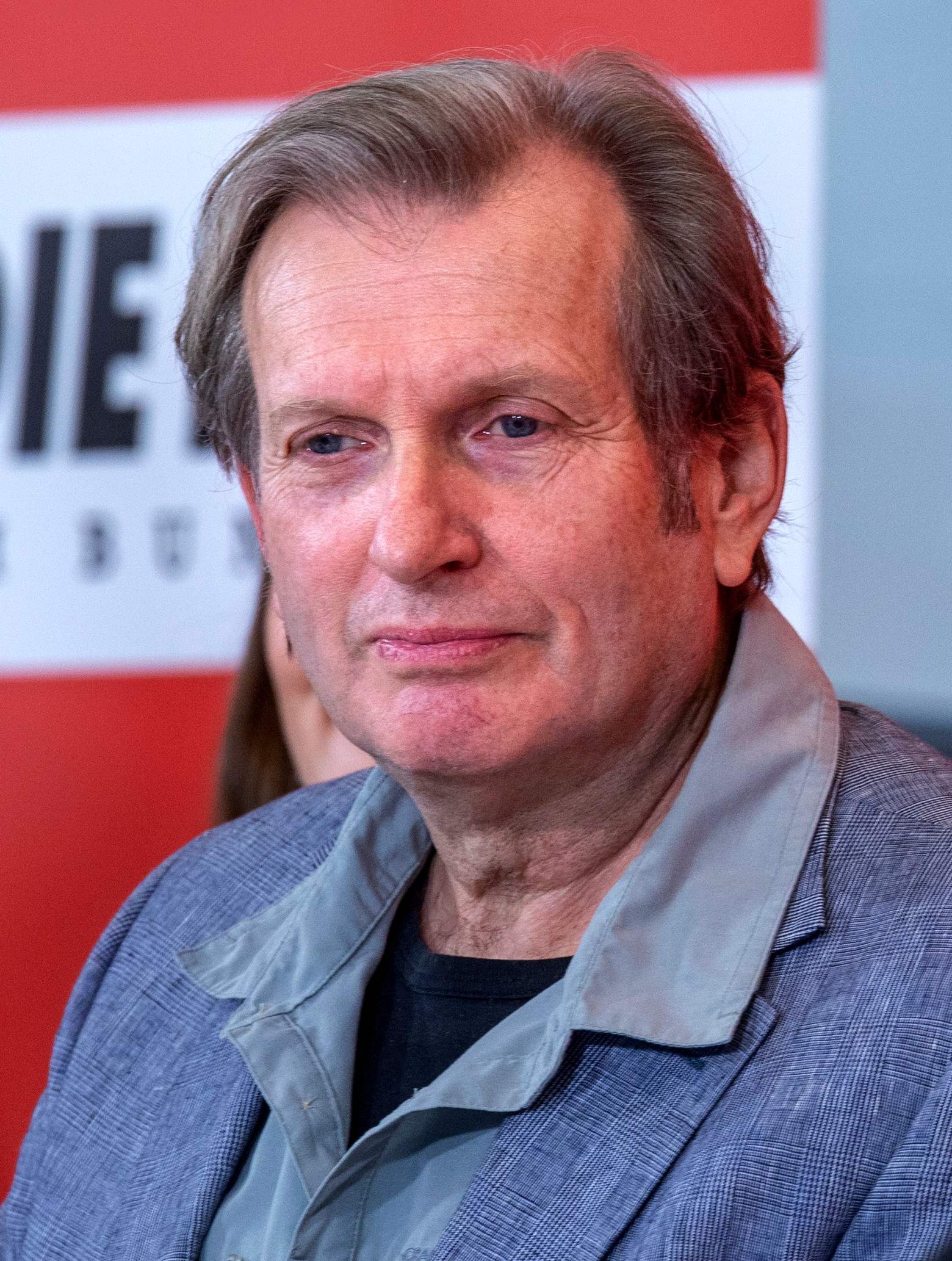
Gerhard Trabert (* 1956)

- Trabert, Hannelore (* 1938), deutsche Leichtathletin
- Träbert, Helmut (1920–1974), deutscher Arzt und Wissenschaftler
- Trabert, Johann (1784–1865), deutscher evangelischer Theologe und Politiker
- Trabert, Tony (1930–2021), US-amerikanischer Tennisspieler
- Trabert, Wilhelm (1863–1921), deutscher Metrologe und Hochschullehrer
- Traberth, Julie (1817–1887), Kindergärtnerin
- Trabesinger, Ina (* 1982), österreichische Musicaldarstellerin
- Trabichet, Teddy (* 1987), französischer Eishockeyspieler
- Trabitsch, Karl (1929–2003), österreichischer Politiker (ÖVP), Landtagsabgeordneter
- Trabitsch, Klaus (* 1962), österreichischer Gitarrist
- Trabitsch, Thomas (* 1956), österreichischer Theaterwissenschaftler
- Trabitsch, Tom (* 1981), österreichischer Fernsehmoderator, Autor und Podcaster
- Trabluslu Ali Pascha († 1804), osmanischer Gouverneur von Ägypten
- Trabner, Peter (* 1969), deutscher SchauspielerPeter Trabner (* 1969)

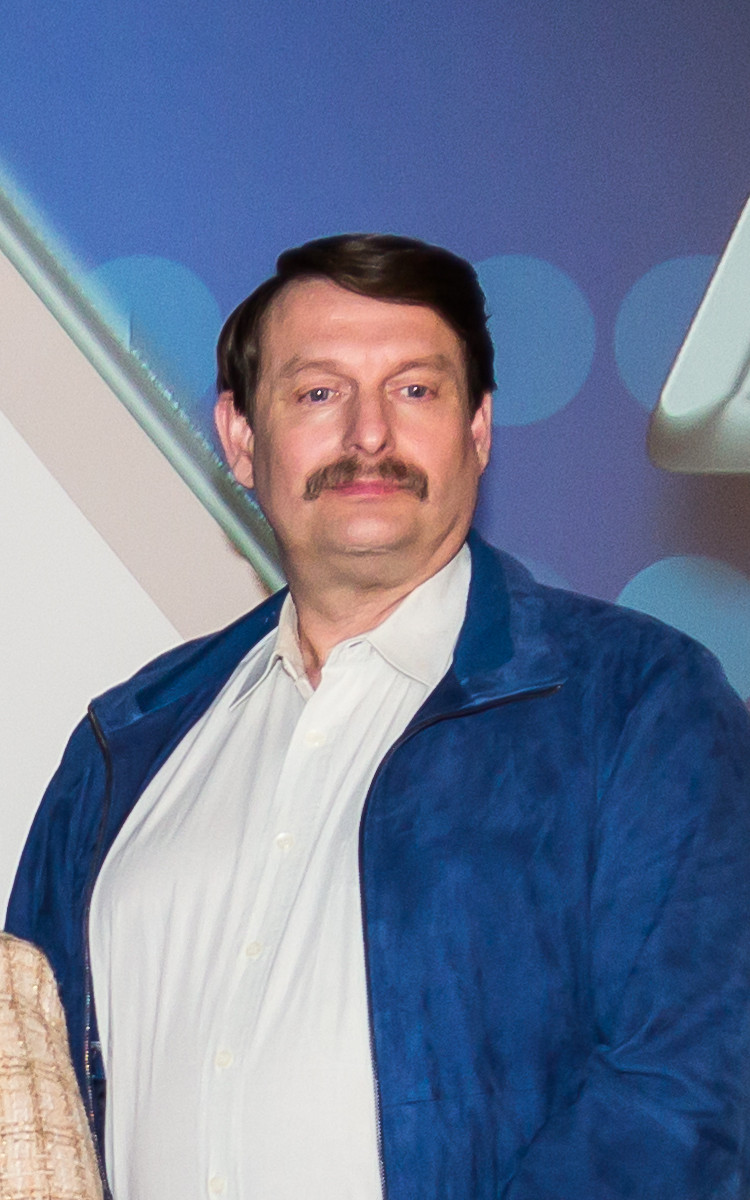
Peter Trabner (* 1969)

- Trabold, Carl (1899–1981), deutscher Verwaltungsjurist
- Trabold, Eduard (1877–1949), deutscher römisch-katholischer Pfarrer
- Traboulsi, Fawwaz (* 1941), libanesischer Historiker, Journalist und Politiker
- Trabucchi, Alberto (1907–1998), italienischer Rechtswissenschaftler, Richter und Generalanwalt
- Trabucchi, Beatrice (* 2000), italienische Biathletin
- Trabucchi, Giuseppe (1904–1975), italienischer Rechtsanwalt und Politiker der Democrazia Cristiana
- Trabucchi, Martina (* 2002), italienische Biathletin
- Trabucco Zerán, Alia (* 1983), chilenische Schriftstellerin
- Trabucco, Alois Paul (1744–1782), österreichischer Mediziner
- Trabusch, Markus (* 1962), deutscher Opern- und Theaterregisseur
- Traby, Laila (* 1979), französische Langstreckenläuferin

### Trac
- Trac, Franz († 1579), Siegburger Kunsttöpfer
- Tracanelli, François (* 1951), französischer Stabhochspringer
- Tracanna, Tino (* 1956), italienischer Jazzmusiker
- Trace, Al (1900–1993), US-amerikanischer Musiker
- Tracewell, Robert J. (1852–1922), US-amerikanischer Politiker
- Tracey, Adelle (* 1993), britische Leichtathletin
- Tracey, Bradford (1951–1987), deutscher Pianist und Cembalist
- Tracey, Charles (1847–1905), US-amerikanischer Politiker
- Tracey, Clark (* 1961), britischer Jazz-Schlagzeuger
- Tracey, Conor (* 1997), neuseeländischer Fußballtorhüter
- Tracey, Cora (* 1878), kanadische Sängerin (Alt)
- Tracey, Hugh (1903–1977), britischer Musikethnologe
- Tracey, Ian (* 1964), kanadischer Schauspieler
- Tracey, John Plank (1836–1910), US-amerikanischer Politiker
- Tracey, Keenan (* 1991), kanadischer Schauspieler
- Tracey, Olivia (* 1960), irisches Model
- Tracey, Raphael (1904–1975), US-amerikanischer Fußballspieler
- Tracey, Ristananna (* 1992), jamaikanische Hürdenläuferin
- Tracey, Stan (1926–2013), britischer Jazz-Pianist und -komponist
- Tracey, Tyquendo (* 1993), jamaikanischer Leichtathlet
- Trach, George Franz von († 1770), preußischer Landrat
- Trach, Johann Wenzel von († 1767), preußischer Landrat
- Trach, Maike (* 1991), deutsche Fußballspielerin
- Trachaniot, Juri († 1513), Höfling, Diplomat und möglicherweise Schriftsteller und Übersetzer
- Trachanow, Pawel Sergejewitsch (1978–2011), russischer Eishockeyspieler
- Trachbrodt, Arno (1848–1911), deutscher Sekretär
- Trachbrodt, Emil (1852–1905), deutscher Buchhändler
- Trache, Rudolf (1866–1948), deutscher Kriegs-, Pferde- und Landschaftsmaler
- Trachsel, Albert (1863–1929), Schweizer Maler, Architekt und Schriftsteller
- Trachsel, David (* 1994), Schweizer Politiker (SVP)
- Trachsel, Doris (* 1984), Schweizer Skilangläuferin
- Trachsel, Gottfried (1907–1974), Schweizer Dressurreiter
- Trachsel, Hansjörg (* 1948), Schweizer Politiker und ehemaliger Bobfahrer
- Trachsel, Peter (1949–2013), Schweizer Künstler
- Trachsel, Rudolf (1804–1894), Schweizer Tierarzt, Politiker und Philanthrop
- Trachsel, Rudolf (1927–2017), Schweizer Ingenieur und ehemaliger Präsident der Generaldirektion der PTT
- Trachsel, Sereina (* 1981), Schweizer Radsportlerin
- Trachsel, Thomas (* 1972), Schweizer Komponist und Dirigent
- Trachsler, Morris (* 1984), Schweizer Eishockeyspieler
- Tracht, Danyjil (* 2003), ukrainischer Eishockeyspieler
- Trachte, Tim (* 1976), deutscher Filmregisseur
- Trachtenberg, Alexander (1884–1966), US-amerikanischer marxistischer Verleger
- Trachtenberg, Dan (* 1981), US-amerikanischer Film- und FernsehregisseurDan Trachtenberg (* 1981)

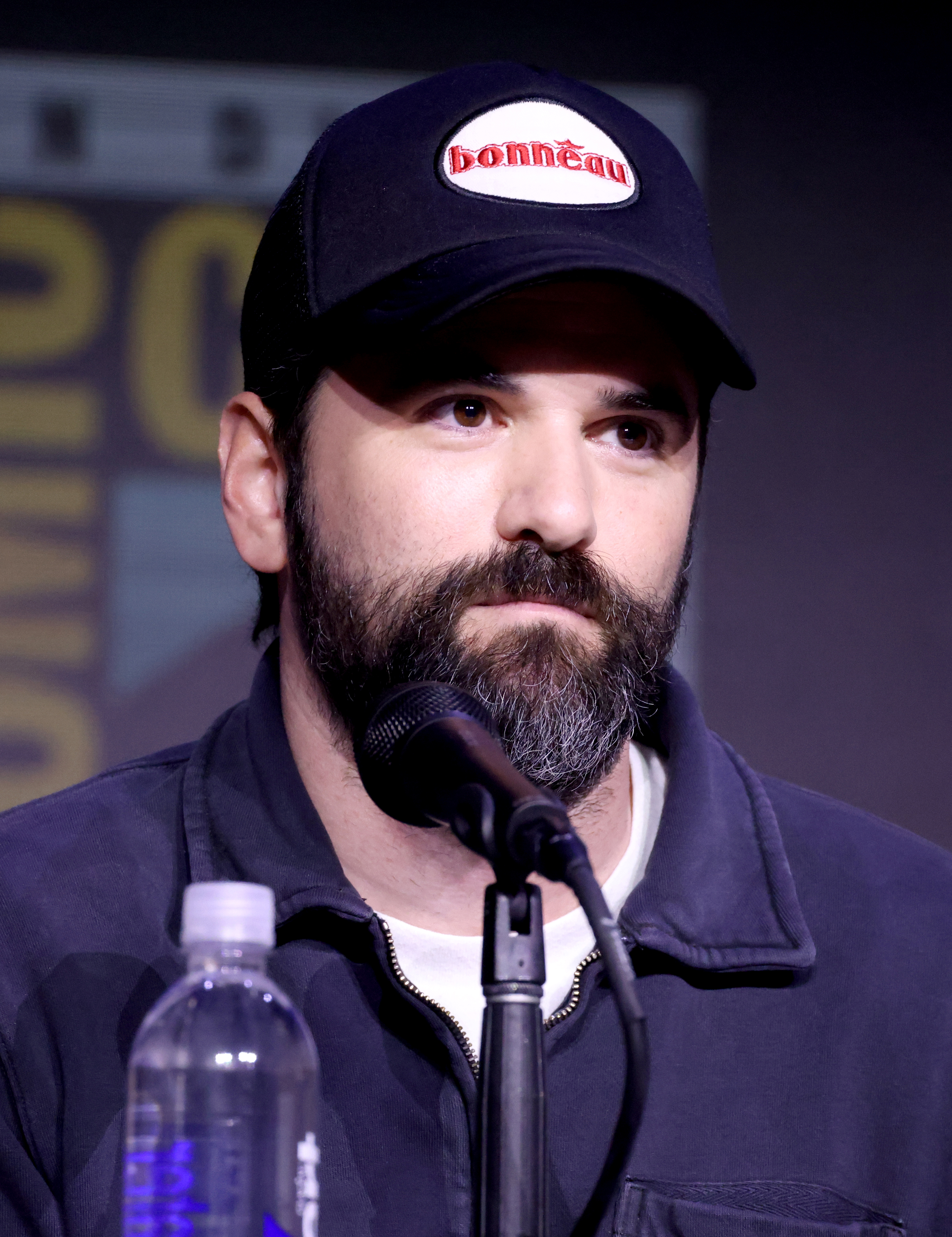
Dan Trachtenberg (* 1981)

- Trachtenberg, Iossif Adolfowitsch (1883–1960), sowjetischer Wirtschaftswissenschaftler
- Trachtenberg, Jakow (1888–1951), russischer Ingenieur und der Erfinder der Trachtenberg-Schnellrechenmethode
- Trachtenberg, Joshua (1904–1959), US-amerikanischer Rabbiner
- Trachtenberg, Marc (* 1946), US-amerikanischer Politikwissenschaftler und Historiker
- Trachtenberg, Michelle (1985–2025), US-amerikanische SchauspielerinMichelle Trachtenberg (1985–2025)

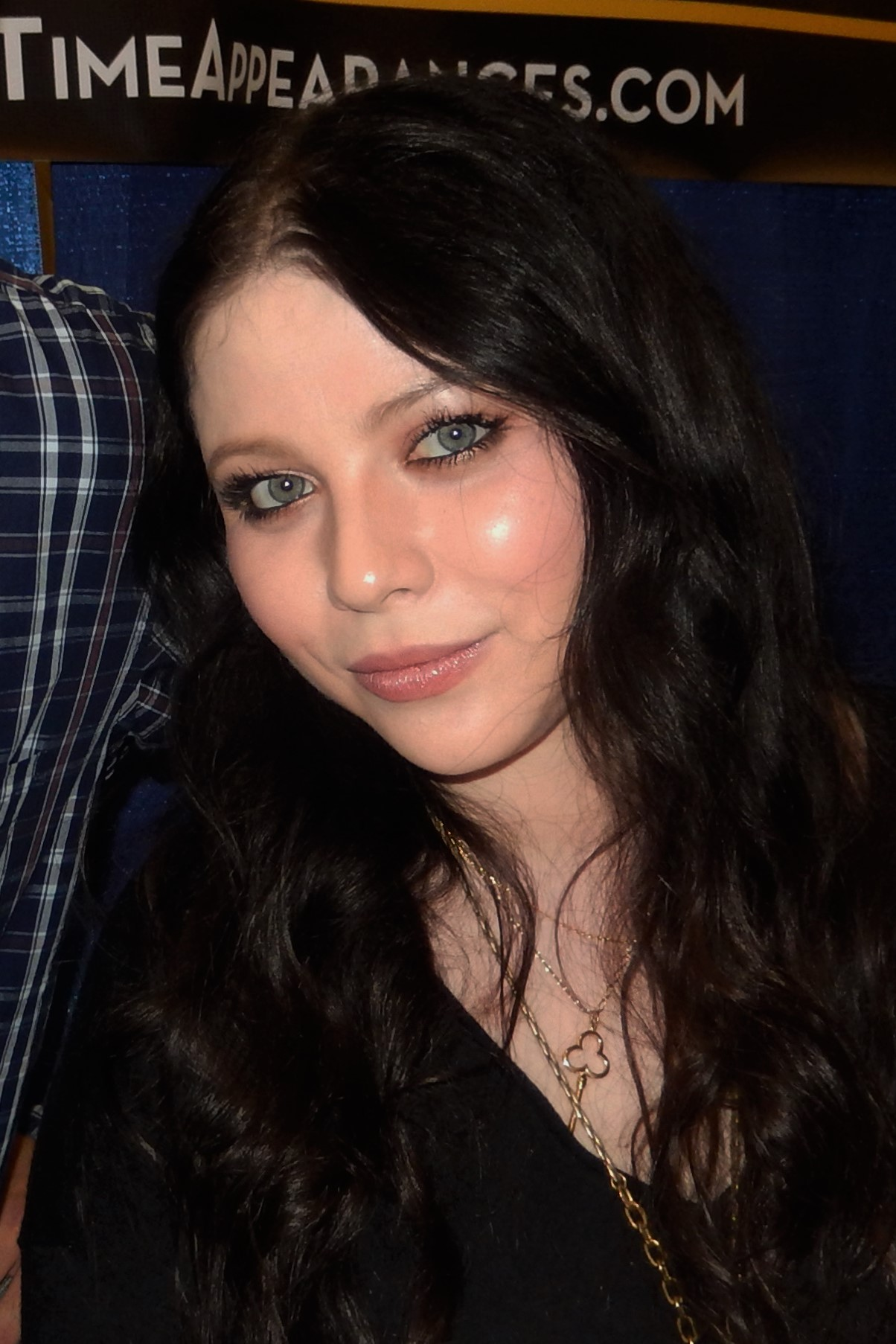
Michelle Trachtenberg (1985–2025)

- Trachtenberg, Naum Jefimowitsch (1910–1977), sowjetischer Architekt, Stadtplaner
- Trachtenberg, Wassili Filippowitsch (1881–1940), russischer Abenteurer und Hochstapler sowie Autor eines Wörterbuchs der Gefängnissprache
- Trächtler, Ansgar (* 1964), deutscher Ingenieur und Hochschullehrer
- Traci, Rafael (* 1981), brasilianischer Fußballschiedsrichter
- Tracid, Kai (* 1972), deutscher DJ und Musikproduzent
- Track, Ernst (1911–1987), österreichischer Kabarettist
- Track, Gerhard (1934–2022), österreichischer Komponist und Chorleiter
- Track, Joachim (1940–2023), deutscher Theologe, Professor für Systematische Theologie an der Augustana-Hochschule Neuendettelsau
- Track, Julian (1983–2023), deutscher Pokerspieler
- Track, Stefan (* 1971), deutscher Sänger
- Tracka, Maja (* 2004), polnische Radsportlerin
- Tracki, Alfons (1896–1946), deutscher katholischer Priester, Märtyrer
- Tracy, Albert H. (1793–1859), US-amerikanischer Jurist und Politiker
- Tracy, Andrew (1797–1868), US-amerikanischer Politiker
- Tracy, Benjamin F. (1830–1915), US-amerikanischer Jurist und Politiker (Republikanische Partei)
- Tracy, Brian (* 1944), US-amerikanischer Sachbuch-Autor
- Tracy, Craig (* 1945), US-amerikanischer Mathematiker
- Tracy, David (1939–2025), US-amerikanischer katholischer Theologe
- Tracy, Henry Wells (1807–1886), US-amerikanischer Politiker
- Tracy, Jack (1926–2010), US-amerikanischer Musikredakteur, Autor und Musikproduzent
- Tracy, JJ (* 2002), US-amerikanischer Tennisspieler
- Tracy, John (1783–1864), US-amerikanischer Rechtsanwalt und Politiker
- Tracy, Joseph T. (1865–1952), US-amerikanischer Politiker
- Tracy, Keegan Connor (* 1971), kanadische Schauspielerin, Filmregisseurin und DrehbuchautorinKeegan Connor Tracy (* 1971)

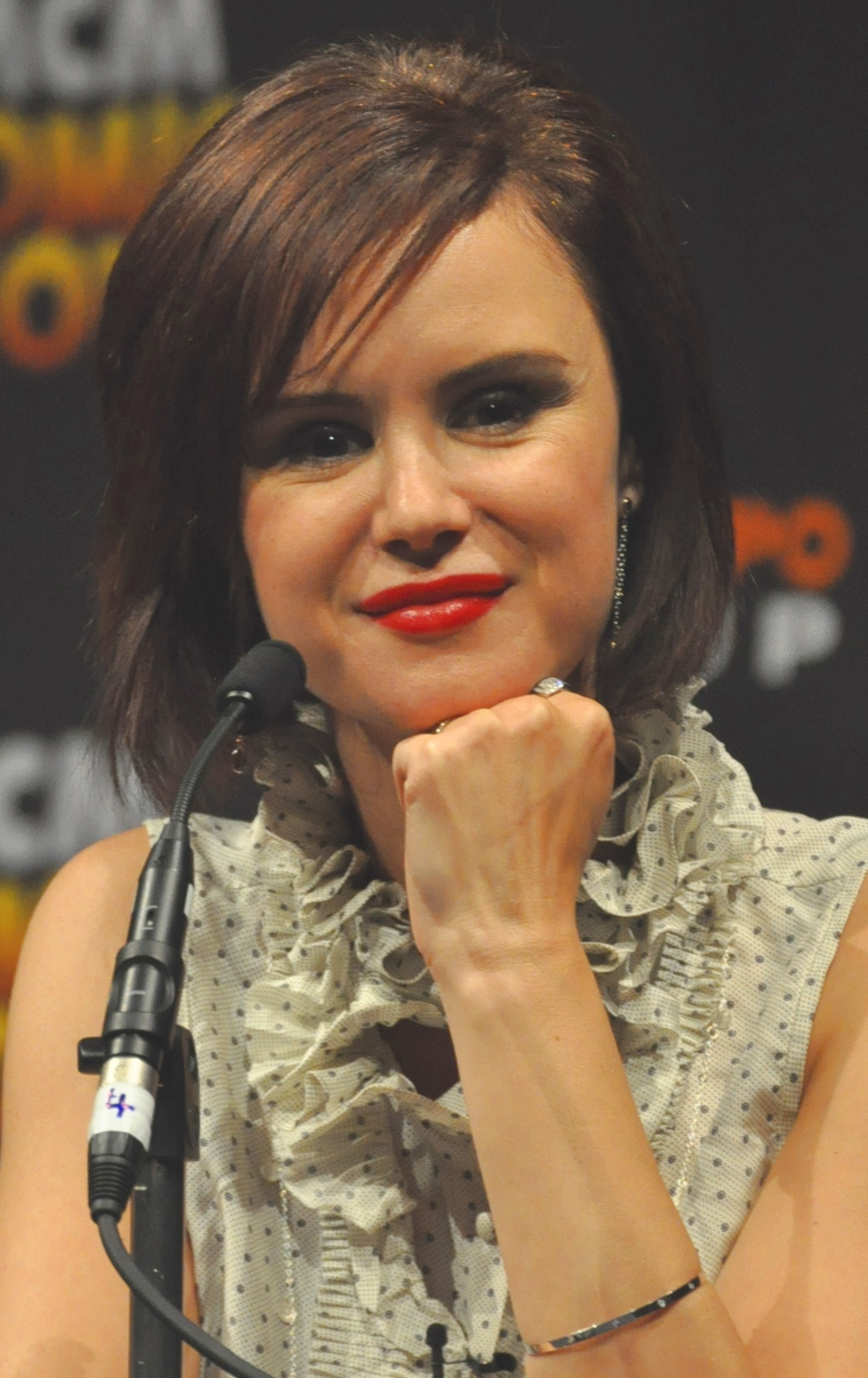
Keegan Connor Tracy (* 1971)

- Tracy, Lee (1898–1968), US-amerikanischer Film- und Theaterschauspieler
- Tracy, Marcus (* 1986), US-amerikanischer Fußballspieler
- Tracy, Mona (1892–1959), neuseeländische Journalistin und Autorin von Gedichten, Kurzgeschichten sowie Romanen
- Tracy, Paul (* 1968), kanadischer Rennfahrer
- Tracy, Peter (1955–2024), neuseeländischer Stabhochspringer
- Tracy, Phineas L. (1786–1876), US-amerikanischer Politiker
- Tracy, Robert (1955–2007), US-amerikanischer Tänzer und Autor
- Tracy, Roger W. (1903–1964), US-amerikanischer Politiker
- Tracy, Rosemarie (* 1949), deutsche Anglistin und Linguistin
- Tracy, Sheila (1934–2014), britische Fernsehsprecherin, Hörfunkmoderatorin, Autorin, Jazzmusikerin und Sängerin
- Tracy, Spencer (1900–1967), US-amerikanischer FilmschauspielerSpencer Tracy (1900–1967)

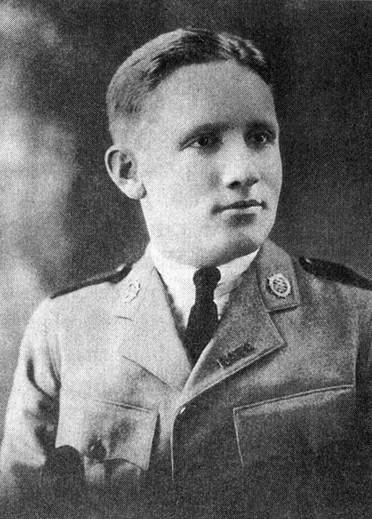
Spencer Tracy (1900–1967)

- Tracy, Steve (1952–1986), US-amerikanischer Schauspieler
- Tracy, Uri (1764–1838), US-amerikanischer Jurist und Politiker
- Tracy, Uriah (1755–1807), US-amerikanischer Politiker
- Tracy, William (1917–1967), US-amerikanischer Filmschauspieler
- Tracz, Małgorzata (* 1985), polnische Politikerin
- Traczykówna, Janina (1930–2022), polnische Schauspielerin

### Trad
- Trad, Fábio (* 1969), brasilianischer Rechtsanwalt und Bundesabgeordneter
- Trad, Petro (1886–1947), libanesischer Politiker griechisch-orthodoxen Glaubens
- Träder, Lothar Emil (* 1932), deutscher Historiker, Pädagoge und Publizist sowie Herausgeber
- Träder, Willy (1920–1981), deutscher Musikpädagoge, Dirigent, Chorleiter und Hochschullehrer
- Tradescant, John der Ältere († 1638), englischer Gärtner und Botaniker
- Tradescant, John der Jüngere (1608–1662), englischer Gärtner und Botaniker
- Tradonico, Pietro († 864), Doge von Venedig (836–864)
- Tradonicus, Johannes († 863), Mitdoge von Venedig
- Tradowsky, Peter (1934–2019), deutscher Anthroposoph

### Trae
- Trae (* 1980), US-amerikanischer Rapper
- Traebert, Wolf Ekkehard (1932–2016), deutscher Hochschullehrer für Technikdidaktik
- Trædal, Nils (1879–1948), norwegischer Politiker (Bauernpartei), Mitglied des Storting und Priester
- Træen, Torstein (* 1995), norwegischer Radrennfahrer
- Traeg, Georg (1899–1978), deutscher Politiker (NSDAP), MdR
- Traeger, Albert (1830–1912), deutscher Politiker und Geheimer Justizrat (DFP, FVP, FVp), MdR
- Traeger, Alfred (1895–1980), australischer Erfinder
- Traeger, Brigitte (* 1973), deutsche Sängerin der volkstümlichen Musik
- Traeger, Charles (1925–2016), US-amerikanischer Jazzmusiker und Musikinstrumentenbauer
- Traeger, Eugen (1855–1901), deutscher Geograph und Bibliothekar
- Traeger, Jörg (1942–2005), deutscher Kunsthistoriker, Künstler und Hochschullehrer
- Traeger, Josef (1923–1998), deutscher römisch-katholischer Theologe
- Traeger, Ludwig († 1927), deutscher Rechtswissenschaftler und Hochschullehrer
- Traeger, Max (1887–1960), deutscher Gewerkschafter
- Traeger, Wilhelm (1907–1980), österreichischer Maler und Grafiker
- Traeger, William I. (1880–1935), US-amerikanischer Politiker
- Traenckner, Kurt (1901–1959), deutscher Ingenieur, Manager der Energiewirtschaft
- Traetta, Tommaso (1727–1779), italienischer Komponist

### Traf
- Trafelet, Stefan (* 1984), Schweizer Radrennfahrer
- Träff, Åsa (* 1970), schwedische Schriftstellerin und Psychologin
- Träff, Jesper Larsson (* 1961), dänischer Informatiker
- Traffelet, Friedrich (1897–1954), Schweizer Maler und Illustrator
- Trafficante, Santo Jr. (1914–1987), italienisch-amerikanischer MobsterSanto Trafficante, Jr. (1914–1987)

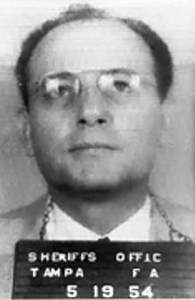
Santo Trafficante, Jr. (1914–1987)

- Trafficante, Santo Sr. (1886–1954), italienisch-amerikanischer Mobster
- Trafford, Anthony, Baron Trafford (1932–1989), britischer Mediziner, Politiker, Mitglied des House of Commons, Life Peer
- Trafford, Humphrey de, 4. Baronet (1891–1971), britischer Adliger und Pferderennstallbesitzer
- Trafford, James (* 2002), englischer FußballtorhüterJames Trafford (* 2002)

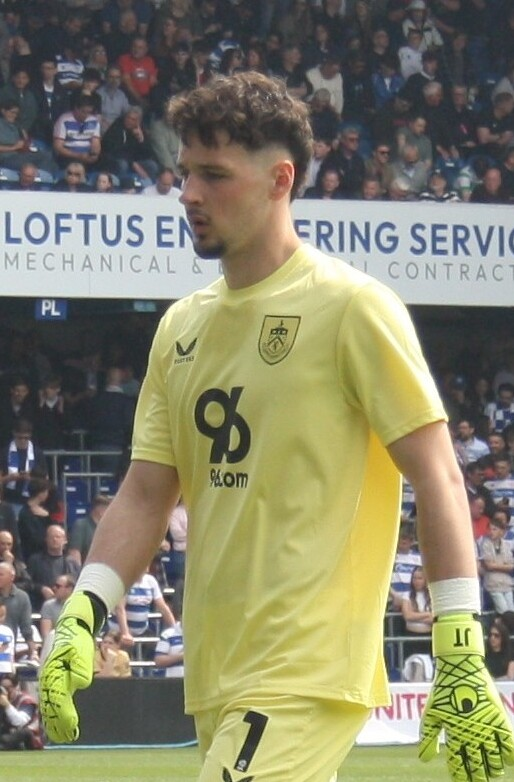
James Trafford (* 2002)

- Traficant, James (1941–2014), US-amerikanischer Politiker (Demokratische Partei)
- Traficante, Roberto (* 1984), italienischer Radrennfahrer
- Trafina, Jan (* 1999), tschechischer Sprinter
- Trafton, George (1896–1971), US-amerikanischer American-Football-Spieler und -Trainer, Canadian-Football-Trainer
- Trafton, Mark (1810–1901), US-amerikanischer Politiker

### Trag
- Träg, Anton (1819–1860), österreichischer Cellist und Komponist
- Träg, Heinrich (1893–1976), deutscher Fußballspieler
- Trägårdh, Bengt (* 1958), schwedischer Automobilrennfahrer
- Tragatsch, Erwin (1916–1984), tschechoslowakischer Journalist und Autor
- Tragatschnig, Siegfried (1927–2013), österreichischer Maler und Graphiker
- Tragbar, Klaus (* 1959), deutscher Bauhistoriker
- Trageboto, deutscher Benediktinerabt
- Trageiser, Horst (* 1937), deutscher Politiker (Republikaner), MdL Baden-Württemberg
- Tragelehn, B. K. (* 1936), deutscher Theater-Regisseur, Schriftsteller und Übersetzer
- Träger, Bernd (* 1939), deutscher Journalist, Radio- und Fernsehreporter, Moderator für Politik, Kultur, Sport und Aktuelles Zeitgeschehen
- Träger, Carsten (* 1973), deutscher Politiker (SPD), MdBCarsten Träger (* 1973)

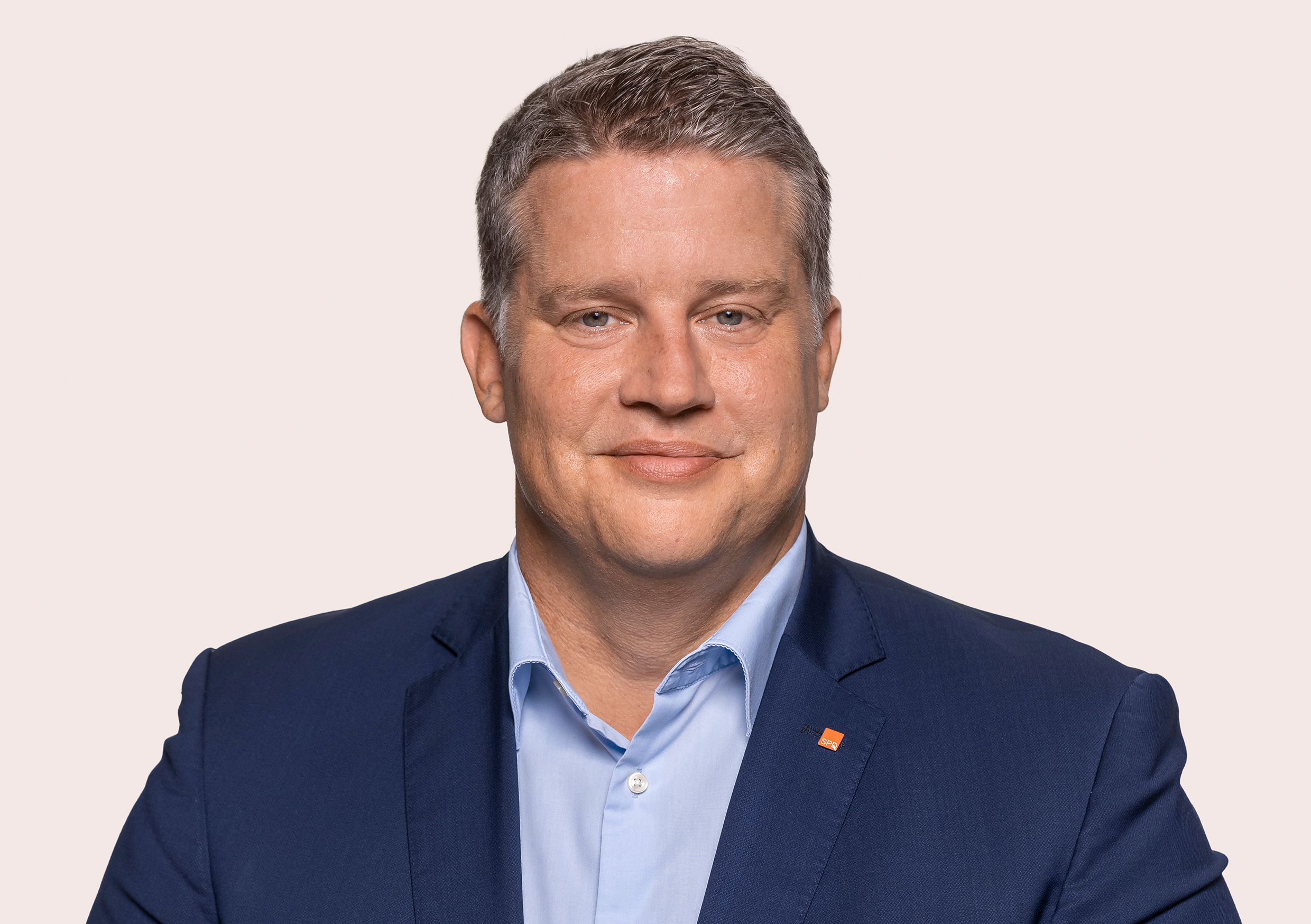
Carsten Träger (* 1973)

- Träger, Christine (* 1934), deutsche Literaturwissenschaftlerin
- Träger, Claus (1927–2005), deutscher Literaturwissenschaftler
- Träger, Ernst (1926–2015), deutscher Jurist, Richter des Bundesverfassungsgerichts
- Träger, Frank (1948–2022), deutscher Physiker und Hochschullehrer
- Träger, Frank (* 1968), deutscher Schauspieler
- Träger, Hartmut (1945–2011), deutscher Kommunalpolitiker (SPD)
- Träger, Kurt, deutscher Eishockeyspieler und Fußballspieler
- Träger, Volker (* 1936), deutscher Maler, Grafiker und Keramiker
- Trager, William (1910–2005), US-amerikanischer Parasitologe
- Trageser, Anna (* 1978), deutsche Schauspielerin und Hörspielsprecherin
- Trageser, Karl-Heinrich (1932–2009), deutscher Politiker (CDU), MdL, hessischer Staatsminister
- Trageser, Konrad (1884–1942), deutscher römisch-katholischer Priester und NS-Opfer
- Trageser, Martin (* 1943), deutscher Politiker (CDU), MdL
- Trageser, Tim (* 1969), deutscher Regisseur und DrehbuchautorTim Trageser (* 1969)

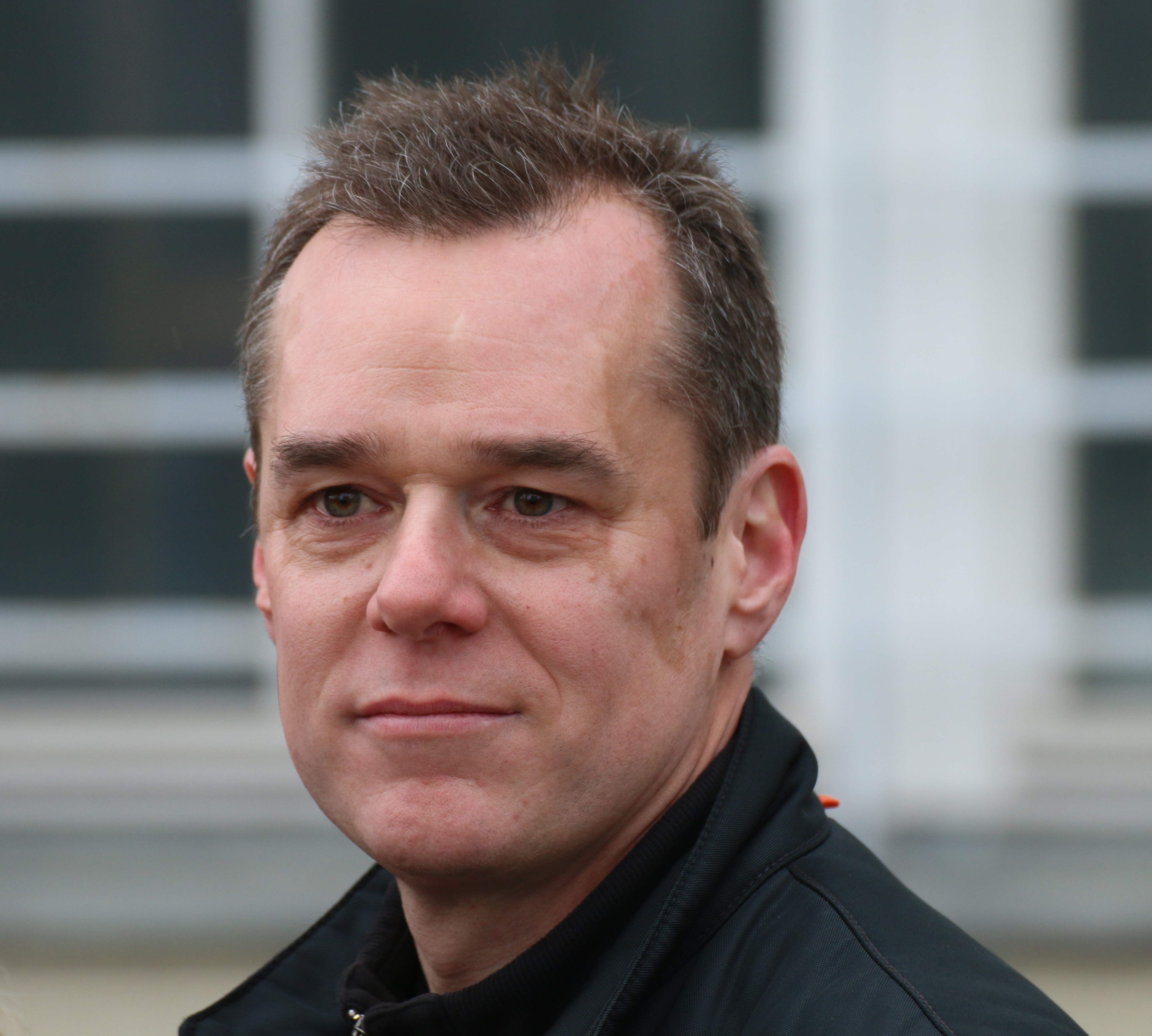
Tim Trageser (* 1969)

- Tragett, Margaret (1885–1964), englische Badmintonspielerin
- Tragl, Karl Heinz (1936–2023), österreichischer Internist, Wissenschaftler und Autor
- Tragl, Stephan (1845–1891), deutsch-böhmischer Architekt
- Traglia, Luigi (1895–1977), italienischer Geistlicher, Kurienkardinal der römisch-katholischen Kirche
- Tragousti, Marie (* 1999), deutsche Schauspielerin
- Tragtenberg, Maurício (1929–1998), brasilianischer Soziologe
- Tragust, Thomas (* 1986), italienischer Eishockeytorwart
- Tragut, Bernhard (* 1957), österreichischer Musiker, Maler und Bildhauer
- Tragy, Otto (1866–1928), deutscher Maler und Grafiker

### Trah
- Trahamunda, spanische Nonne aus dem Frühmittelalter, Volksheilige
- Trahan, Claude (1939–1975), kanadischer Skispringer
- Trahan, Elizabeth (1924–2009), rumänisch-amerikanische Literaturwissenschaftlerin
- Trahan, Lori (* 1973), US-amerikanische Politikerin
- Trahan, Ryan (* 1998), US-amerikanischer Influencer und UnternehmerRyan Trahan (* 1998)

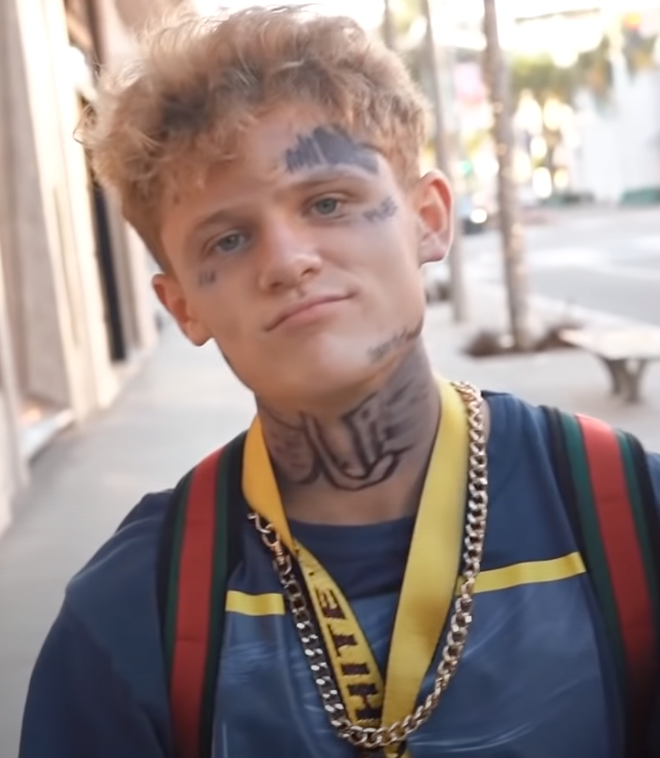
Ryan Trahan (* 1998)

- Trahard, Pierre (1887–1986), französischer Romanist und Literaturwissenschaftler
- Trahern ap Caradog († 1081), König des walisischen Fürstentums Gwynedd
- Traherne, Thomas (1636–1674), englischer Dichter, Theologe, Pfarrer und religiöser Schriftsteller
- Trahms, Gisela (1944–2024), deutsche Schriftstellerin und Literaturkritikerin
- Trahn, Carl Friedrich (1806–1888), deutscher Zimmermeister
- Trahn, Johannes (1930–2015), deutscher Kommunalpolitiker, Bürgermeister und Amtsvorsteher
- Trahn, Karl (1889–1964), deutscher Architekt
- Trahndorff, Ernst (1850–1914), deutscher Schriftsteller
- Trahndorff, Karl Friedrich Eusebius (1782–1863), deutscher philosophischer Schriftsteller

### Trai
- Traianos Patrikios, byzantinischer Historiker
- Traianus, Leibwächter des oströmischen Feldherrn Belisar
- Traidenis († 1282), Großfürst von Litauen
- Traïdia, Karim (* 1949), algerisch-niederländischer Filmregisseur
- Traidl-Hoffmann, Claudia, deutsche Ärztin und Universitätsprofessorin
- Traiger, Laurence (1956–2024), US-amerikanischer Komponist
- Traïkia, Lilas (* 1985), französische Fußballspielerin
- Traikovits, Milan (* 1992), zypriotischer Hürdenläufer
- Traikow, Christo (1947–2014), bulgarischer Ringer
- Trail, Armitage (1902–1930), US-amerikanischer Schriftsteller
- Trail, Buck (1921–1996), amerikanischer Country- und Rockabilly-Musiker sowie Songschreiber
- Trail, James William Helenus (1851–1919), schottischer Biologe
- Traill, Catharine Parr (1802–1899), britisch-kanadische Schriftstellerin und Botanikerin
- Traill, George (1787–1871), schottischer Politiker, Mitglied des House of Commons
- Traill, Henry Duff (1842–1900), britischer Schriftsteller und Journalist
- Traill, Phil (* 1973), US-amerikanischer Drehbuchautor und Filmregisseur
- Traill, Thomas Stewart (1781–1862), englischer Rechtsmediziner, Zoologe, Geologe, Chemiker
- Traimer, Heinz (1921–2002), deutscher und österreichischer Grafiker und Werbetexter
- Train, Andrew (* 1963), britischer Kanute
- Train, Arthur (1875–1945), US-amerikanischer Jurist und Schriftsteller
- Train, Charles R. (1817–1885), US-amerikanischer Politiker
- Train, George Francis (1829–1904), US-amerikanischer Kaufmann, Schriftsteller, Autor und exzentrischer ReisenderGeorge Francis Train (1829–1904)

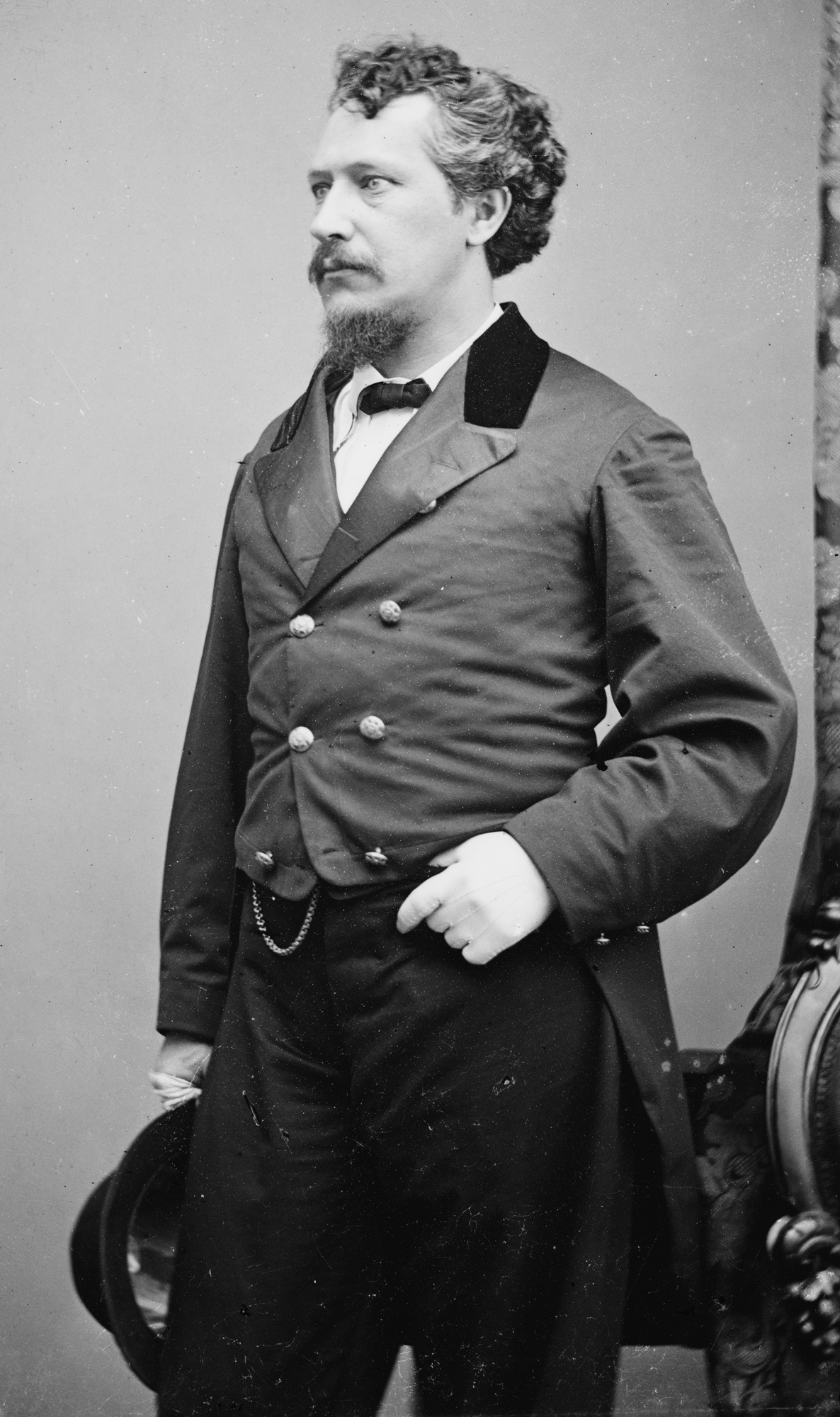
George Francis Train (1829–1904)

- Train, Kristina (* 1982), US-amerikanische Sängerin
- Train, Russell (1920–2012), US-amerikanischer Jurist, Gründungsvorsitzender des World Wildlife Fund (WWF)
- Train, Stephen (* 1962), britischer Kanute
- Train, William F. (1908–2006), US-amerikanischer Militär, Generalleutnant der US Army
- Traina, Giovanni (* 1983), italienischer Badmintonspieler
- Traina, Nick (1978–1997), US-amerikanischer Punksänger
- Traina, Trevor (* 1968), US-amerikanischer Unternehmer und Botschafter in Österreich
- Traindl, Josef (1947–2008), österreichischer Jazz- und Improvisationsmusiker (Posaune)
- Traineau, Stéphane (* 1966), französischer Judoka
- Trainer, Friedrich Carl (1765–1838), deutscher Verwaltungsjurist, erster Bürgermeister von Siegen
- Trainer, John (* 1943), australischer Politiker, Sprecher des South Australian House of Assembly
- Trainer, Karl (1816–1849), Landtagsabgeordneter Waldeck
- Traini, Francesco (1321–1365), italienischer Maler
- Traini, Luca, italienischer Attentäter
- Trainin, Aron Naumowitsch (1883–1957), sowjetischer Jurist, Mitunterzeichner des Londoner Viermächte-Abkommens
- Trainin, Ilja Pawlowitsch (1887–1949), sowjetischer Jurist und Völkerrechtler
- Trainor, Bobby (* 1934), nordirischer Fußballspieler
- Trainor, Jerry (* 1977), US-amerikanischer SchauspielerJerry Trainor (* 1977)

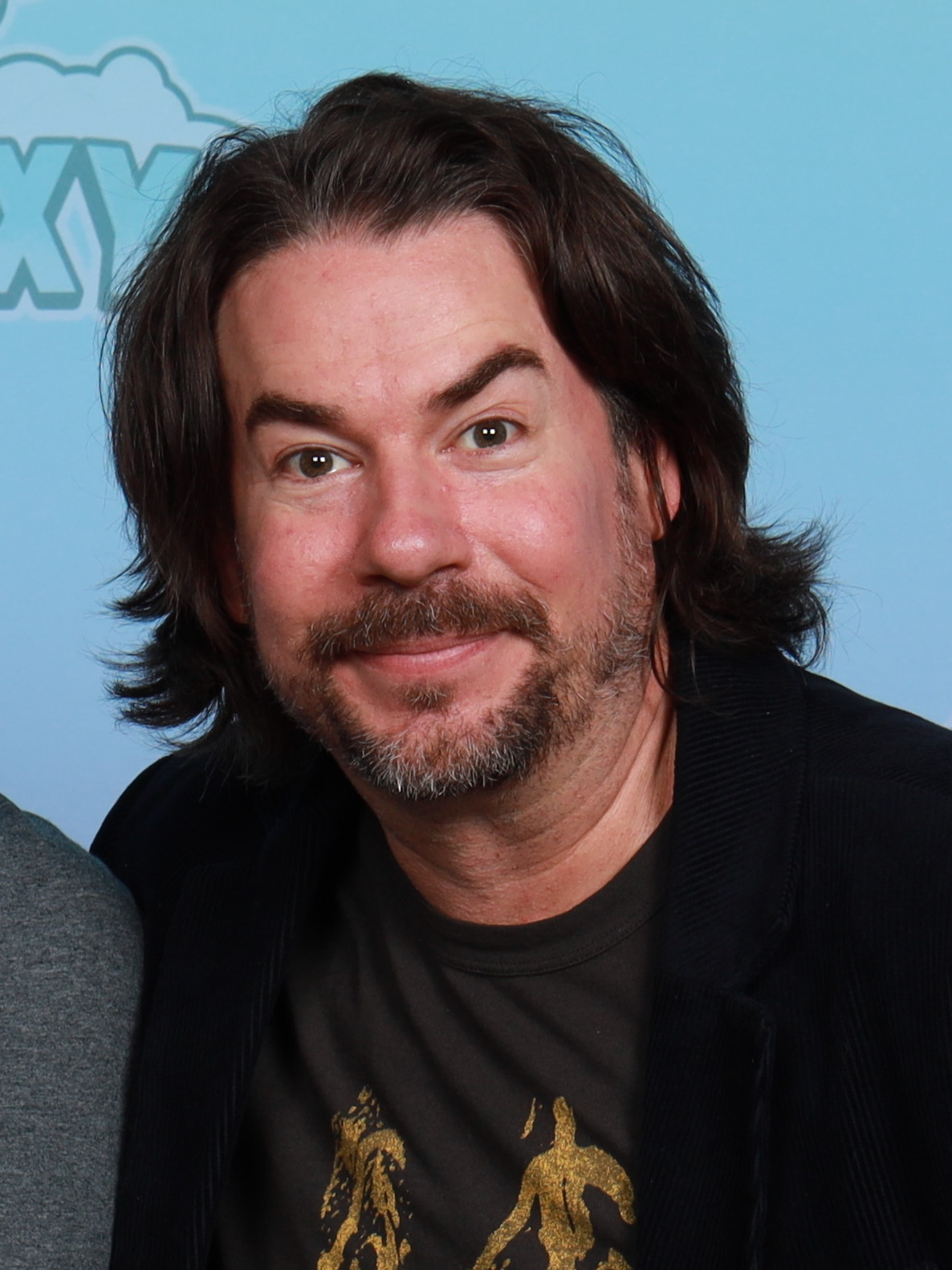
Jerry Trainor (* 1977)

- Trainor, Mary Ellen (1952–2015), US-amerikanische Schauspielerin
- Trainor, Meghan (* 1993), US-amerikanische Sängerin und Songwriterin
- Trainor, Tenzing Norgay (* 2001), US-amerikanischer Schauspieler, Kinderdarsteller und Synchronsprecher
- Traint, Alois (* 1970), österreichischer Koch
- Traiola, Renato (1924–1988), italienischer Wasserballspieler
- Trăistariu, Mihai (* 1976), rumänischer Sänger und Musiker
- Traité i Compte, Josep (1935–2022), katalanischer Bildhauer, Krippenkünstler und Aquarellist
- Traité i Figueras, Manel (1908–1996), katalanischer Bildhauer und Zeichner
- Traitteur, Irmgard Edle von (* 1926), deutsche Politikerin (CSU), MdL
- Traitteur, Johann Andreas von (1752–1825), deutscher Ingenieur
- Traitteur, Karl Theodor von (1756–1830), pfalz-bayerischer Hofbibliothekar und Historiograph, Dichter
- Traitteur, Karlheinz Ritter von (1925–2000), deutscher Kommunalpolitiker (CSU)
- Traitteur, Wilhelm von (1788–1859), deutscher Baumeister, Pionier der Eisenarchitektur und der Brückenbaukunst

### Traj
- Trajan (53–117), römischer Kaiser von Januar 98 bis August 117Trajan (53–117)

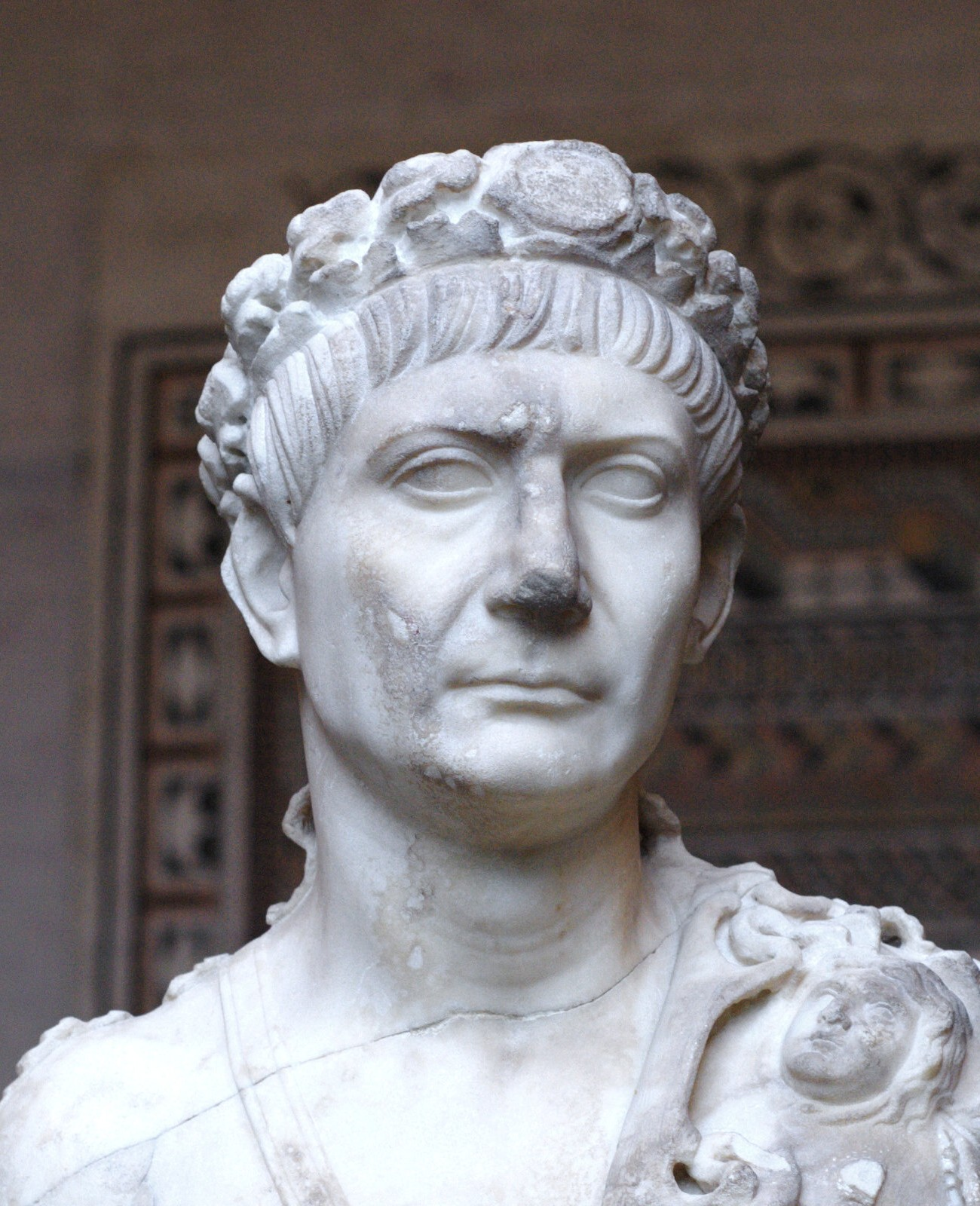
Trajan (53–117)

- Trajano, Luiza (* 1951), brasilianische Unternehmerin
- Trajano, Rosemarie, philippinische Entwicklungshelferin und Menschenrechtsaktivistin
- Trajanov, Vančo (* 1978), mazedonischer Fußballspieler
- Trajanow, Teodor (1882–1945), bulgarischer Dichter
- Trajdos, Martyna (* 1989), deutsche Judoka
- Trajdos, Wojciech (* 1981), polnischer Poolbillardspieler
- Trajectinus, Georgius († 1605), deutscher Lehrer, Poet und Humanist
- Trajkov, Ivo (* 1965), nordmazedonischer Regisseur und Autor
- Trajković, Branislav (* 1989), serbischer Fußballspieler
- Trajkovič, Ivan (* 1991), slowenischer Taekwondoin
- Trajkovski, Aleksandar (* 1992), nordmazedonischer Fußballspieler
- Trajkovski, Andreas (* 1993), dänisch und nordmazedonischer Leichtathlet
- Trajkovski, Boris (1956–2004), mazedonischer Politiker
- Trajkow, Dimitar (* 1952), bulgarischer Radrennfahrer
- Trajkow, Georgi (1898–1975), bulgarischer Politiker und Landwirtschaftsminister
- Trajkow, Nikola (* 1939), bulgarischer Radrennfahrer
- Trajkow, Trajtscho (* 1970), bulgarischer Politiker und Ökonom
- Trajkowitsch, Dimitar († 1880), bulgarischer Kaufmann und Politiker
- Trajtenberg, Manuel (* 1950), israelischer Politiker

### Trak
- Trakas, George (* 1944), kanadisch-amerikanischer Bildhauer und Landschaftsarchitekt
- Trakatellis, Antonios (* 1931), griechischer Biochemiker und Politiker
- Trakhtenbrot, Boris (1921–2016), israelischer Informatiker
- Trakhtman, Avraham (1944–2024), sowjetisch-israelischer Mathematiker
- Trakis, Gregor (* 1967), deutscher Theaterschauspieler
- Trakl, Georg (1887–1914), österreichischer DichterGeorg Trakl (1887–1914)

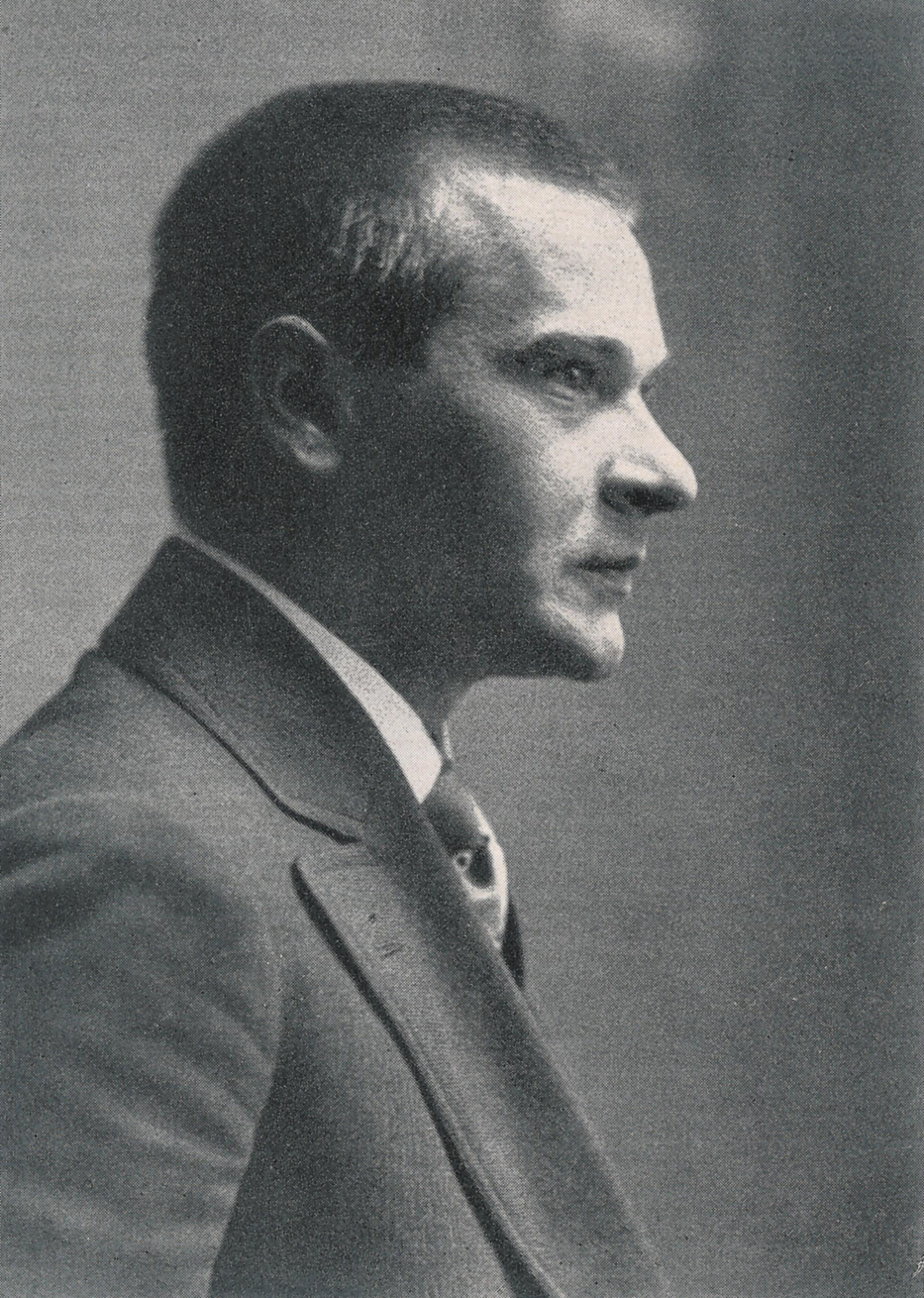
Georg Trakl (1887–1914)

- Trakl, Grete (1891–1917), österreichische Musikerin (Pianistin) und eine Schwester des Dichters Georg Trakl
- Trakofler, Willi (* 1973), italienischer Snowboarder
- Trakoolchat Thongbai, thailändischer Fußballspieler
- Trakranen, Nicolaas (1819–1890), niederländischer Kaufmann und Politiker
- Traksel, Bobbie (* 1981), niederländischer Radrennfahrer
- Trakys, Valdas (* 1979), litauischer Fußballspieler

### Tral
- Tralau, Marianne (1935–2022), deutsche Künstlerin und Galeristin
- Tralau, Walter (1904–1975), deutscher Architekt und Baubeamter
- Tralhão, João (* 1980), portugiesischer Fußballtrainer
- Tralins, Robert (1926–2010), amerikanischer Schriftsteller
- Trałka, Łukasz (* 1984), polnischer Fußballspieler
- Trall, Russell (1812–1877), US-amerikanischer Alternativmediziner, Vegetarier, Hydrotherapeut und Autor
- Tralles, Balthasar Ludwig (1708–1797), deutscher Mediziner, Arzt in Breslau
- Tralles, Johann Christian (1652–1698), deutscher Mediziner, Stadtphysikus in Breslau
- Tralles, Johann Georg (1763–1822), Mathematiker und Physiker
- Tralmer, Roland (* 1967), deutscher Politiker (CDU)
- Tralnberg, Ken (* 1956), kanadischer Curler
- Tralow, Johannes (1882–1968), deutscher Romanautor, Erzähler, Dramatiker und Publizist

### Tram
- Trama, Gennaro (1856–1927), italienischer Geistlicher, Bischof von Lecce
- Tramacchi, Peter (* 1970), australischer Tennisspieler
- Trambauer, Heinrich (1899–1942), Fahnenträger der Nationalsozialisten während des HitlerputschesHeinrich Trambauer (1899–1942)

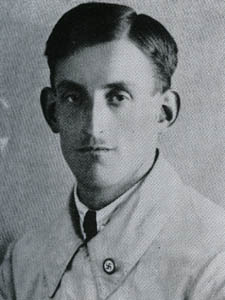
Heinrich Trambauer (1899–1942)

- Trambauer, Johann Leonhardt (* 1840), deutscher Holzstecher
- Trâmbițaș, Andreea Diana (* 2000), rumänische Skispringerin
- Trambowezki, Juri Alexandrowitsch (* 1987), russischer Sprinter
- Tramer, Georg (1871–1939), österreichischer Kunstpfeifer
- Tramer, Hans (1905–1979), deutsch-israelischer Publizist
- Tramèr, Lucas (* 1989), Schweizer Ruderer
- Tramer, Moritz (1882–1963), Schweizer Psychiater
- Tramezzani, Caterina (* 2005), Schweizer Fussballerin
- Tramezzani, Paolo (* 1970), italienischer Fußballspieler und -trainer
- Tramiel, Jack (1928–2012), US-amerikanisch-polnischer Unternehmer und Computerpionier
- Tramin, Peter von (1932–1981), österreichischer Schriftsteller
- Tramis, Muriel (* 1958), französische Informatikingenieurin und Videospielentwicklerin
- Tramitz, Christian (* 1955), deutscher Schauspieler, Komiker, Synchronsprecher und AutorChristian Tramitz (* 1955)

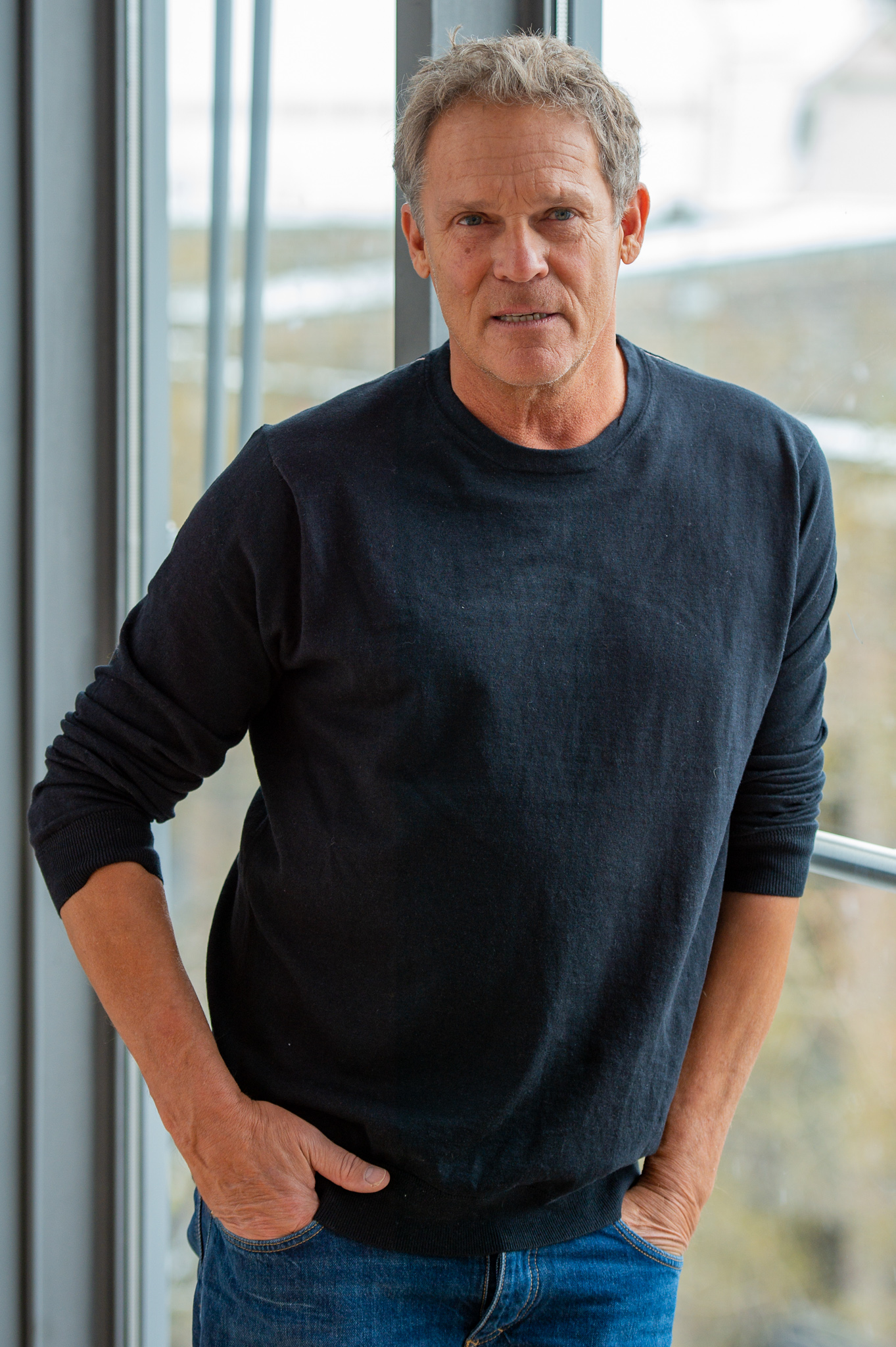
Christian Tramitz (* 1955)

- Tramitz, Christiane (* 1959), deutsche Verhaltensforscherin und Publizistin
- Tramitz, Tamo (* 2005), deutscher Schauspieler
- Tramm, Christian Heinrich (1819–1861), deutscher Architekt
- Tramm, Heinrich (1854–1932), deutscher Politiker und Verwaltungsbeamter
- Tramm, Johann (1689–1710), Hofzwerg
- Tramm, Peter Tade (* 1953), deutscher Erziehungswissenschaftler
- Tramm, Willy (* 1901), deutscher Jurist
- Tramma, Umberto (1931–2000), italienischer Geistlicher, Kurienbischof der römisch-katholischen Kirche
- Trammell, Alan (* 1958), US-amerikanischer Baseballspieler und -trainer
- Trammell, Bobby Lee (1934–2008), US-amerikanischer Rockabilly-Musiker und Politiker
- Trammell, Park (1876–1936), US-amerikanischer Politiker
- Trammell, Sam (* 1969), US-amerikanischer Schauspieler
- Trammell, Terrence (* 1978), US-amerikanischer Hürdenläufer
- Trammer, Heike (* 1960), österreichische Politikerin, Wiener Gemeinderätin und stellvertretende Parteichefin der BZÖ
- Tramnitz, Helmut (1917–2007), deutscher Organist
- Tramnitz, Tim (* 2004), deutscher AutomobilrennfahrerTim Tramnitz (* 2004)

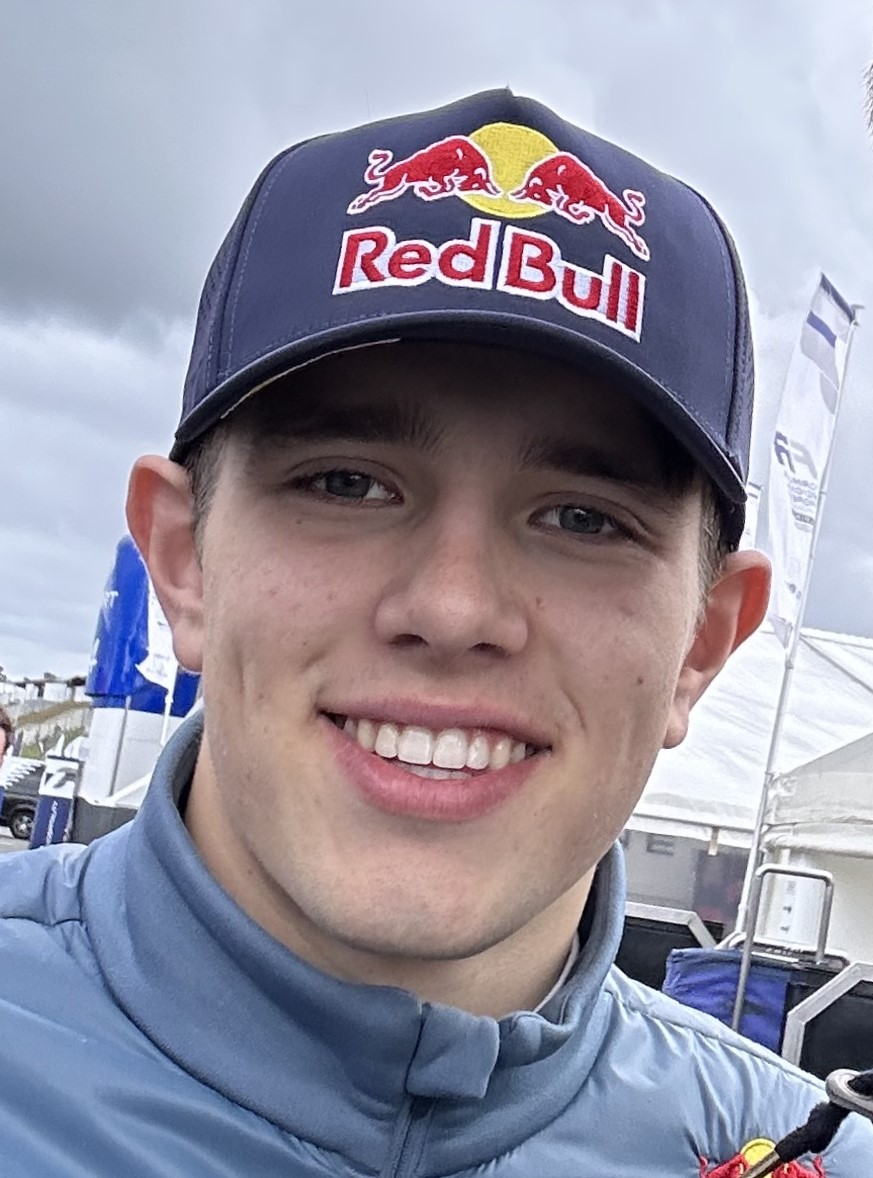
Tim Tramnitz (* 2004)

- Tramontana, Reinhard (1948–2005), österreichischer Journalist
- Tramontana, Sebi (* 1960), italienischer Jazz-Posaunist
- Tramonti, Tiziana (* 1954), italienische Sopranistin
- Tramp, Bernd (* 1952), deutscher Fußballspieler (DDR)
- Tramp, Mike (* 1961), dänischer Rocksänger
- Tramp, Wilhelm (1881–1940), deutscher Figuren- und Landschaftsmaler der Düsseldorfer Schule
- Trąmpczyński, Wojciech (1860–1953), polnischer Politiker, MdR, Mitglied des Sejm
- Trampe, Adam Friedrich von (1650–1704), dänischer General
- Trampe, Gustav (1932–2006), deutscher Fernsehjournalist
- Trampe, Harry von (1799–1875), deutscher Verwaltungsjurist und Politiker im Königreich Hannover
- Trampe, Tamara (1942–2021), deutsche Filmregisseurin, Autorin und Dramaturgin
- Trampe, Wolfgang (1939–2025), deutscher Schriftsteller
- Trampe-Brinkmann, Thomas (* 1960), deutscher Politiker (SPD), MdL
- Trampedach, Kai (* 1962), deutscher Althistoriker und Hochschullehrer
- Trampedach, Kurt (1943–2013), dänischer Künstler
- Trampeli, Johann Gottlob (1742–1812), deutscher Orgelbauer
- Trampenau, Bea (* 1962), deutsche Sozialarbeiterin und Sachbuchautorin
- Trampert, Freya (* 1968), deutsche Schauspielerin und Synchronsprecherin
- Trampert, Rainer (* 1946), deutscher Politiker (Bündnis 90/Die Grünen) und PublizistRainer Trampert (* 1946)

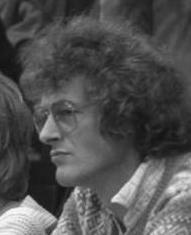
Rainer Trampert (* 1946)

- Trampitsch, Anton (1860–1940), kärntnerslowenischer Bierbrauer und Großindustrieller in Frankreich
- Trampler, Reinhold (1877–1964), österreichischer Fechter
- Trampler, Richard (1845–1907), österreichischer Geograph
- Trampler, Rudolf (1898–1974), deutscher Politiker (NSDAP)
- Trampler, Walter (1915–1997), deutscher Bratschist und Hochschullehrer
- Trampota, Andreas (* 1963), deutscher Philosoph
- Trampus, Ulrike (* 1970), deutsche Journalistin
- Trampusch, Albert (1816–1898), österreichischer Jurist und Politiker
- Trampusch, Emilie (* 1814), österreichische Lebensgefährtin von Johann Strauss (Vater)
- Trampusch, Gerhard (* 1978), österreichischer Radrennfahrer
- Trams, Ines (* 1967), deutsche Journalistin
- Trams, Włodzimierz (1944–2021), polnischer Basketballspieler
- Tramsen, Helge (1910–1979), dänischer Mediziner
- Tramsen, Johannes (1877–1943), deutscher lutherischer Pastor
- Tramunti, Carmine (1910–1978), US-amerikanischer Mafiaboss in New York
- Tramutola, Juan José (1902–1968), argentinischer Fußballtrainer
- Tramútolo, Carlos (1925–2013), uruguayischer Radsportler

### Tran
- Trần Đại Quang (1956–2018), vietnamesischer Politiker, Präsident der Sozialistischen Republik Vietnam
- Trân Ðinh Tu, Pierre (* 1937), vietnamesischer Geistlicher, römisch-katholischer Bischof von Phú Cường
- Trần Gia Thu, südvietnamesischer Radrennfahrer
- Trần Hiếu Ngân (* 1974), vietnamesische Taekwondoin
- Trần Hồng Hà (* 1963), vietnamesischer Politiker
- Trần Hưng Đạo († 1300), vietnamesischer General
- Trần Minh Vương (* 1995), vietnamesischer Fußballspieler
- Trần Nhân Tông (1258–1308), Kaiser von Đại Việt, dritter Kaiser der Trần-Dynastie
- Trần Nhật Hoàng (* 2000), vietnamesischer Sprinter
- Trần Quốc Hải (* 1960), vietnamesischer Mechaniker und Künstler
- Trần Quốc Hiền (* 1965), vietnamesischer Gewerkschafter, Anwalt und Dissident
- Tran tam Tinh, Vincent (* 1929), vietnamesisch-kanadischer Klassischer Archäologe
- Trân Thanh Chung, Pierre (1927–2023), vietnamesischer Geistlicher, römisch-katholischer Bischof von Kontum
- Trần Thị Nhi Yến (* 2005), vietnamesische Sprinterin
- Trần Thị Yến (* 1990), vietnamesische Hürdenläuferin
- Trần Thiện Khiêm (1925–2021), südvietnamesischer Politiker und General. Premierminister
- Trần Văn Điển (* 1998), vietnamesischer Leichtathlet
- Trần Văn Giàu (1911–2010), vietnamesischer Politiker und Historiker
- Trần Văn Hương (1902–1982), südvietnamesischer Politiker
- Trần Văn Nen (* 1927), südvietnamesischer Radrennfahrer
- Tran, Aaron (* 1996), US-amerikanischer Shorttracker
- Tran, Amy (* 1980), US-amerikanische Feldhockey-Torfrau
- Trần, Anh Hùng (* 1962), vietnamesischer Filmregisseur und DrehbuchautorTrần Anh Hùng (* 1962)

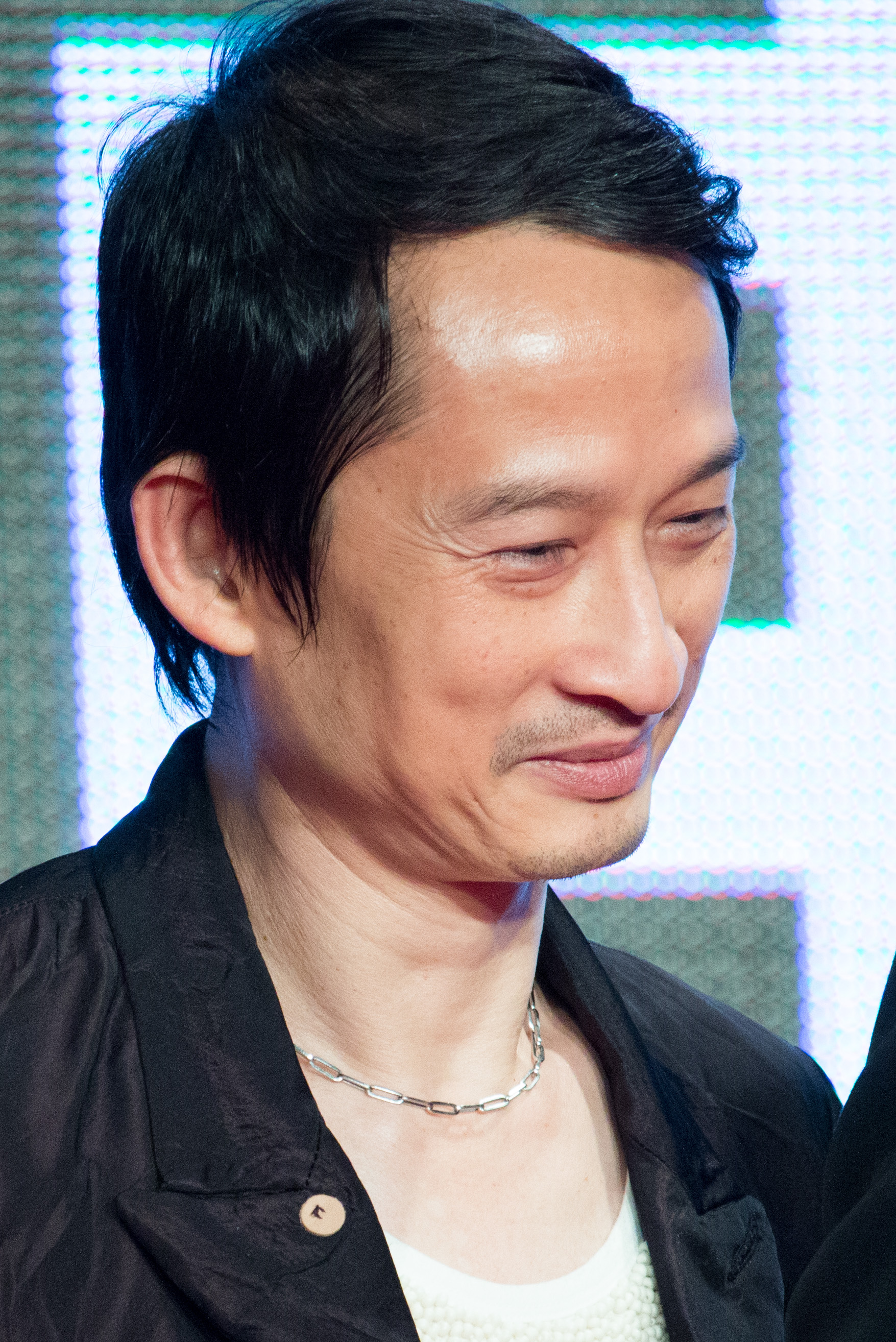
Trần Anh Hùng (* 1962)

- Tran, Anne (* 1996), französische Badmintonspielerin
- Trần, Cẩm Tú (* 1961), vietnamesischer Politiker
- Tran, Claire, französisch-britische Schauspielerin und Tänzerin
- Tran, Demi (* 2000), niederländische Tennisspielerin
- Tran, Derek (* 1980), US-amerikanischer Politiker
- Trần, Đình Sơn (* 1997), vietnamesischer Sprinter
- Trần, Đức Lương (1937–2025), vietnamesischer Politiker und Präsident Vietnams
- Tran, Hai Ngoc (* 1975), norwegisch-vietnamesischer Fußballspieler
- Tran, Hanh (* 1982), österreichischer Pokerspieler
- Tran, J. C. (* 1977), US-amerikanischer Pokerspieler
- Tran, Jenny, US-amerikanische Schauspielerin
- Tran, John-Nhan (* 1966), vietnamesisch-US-amerikanischer römisch-katholischer Geistlicher, Weihbischof in Atlanta
- Tran, Karrueche (* 1988), US-amerikanische Schauspielerin
- Tran, Kelly Marie (* 1989), US-amerikanische Schauspielerin
- Tran, Kimlinh (* 1989), stimmschauspielerisch tätige Person
- Tran, Levy (* 1983), US-amerikanische Schauspielerin und Model
- Tran, Lian (* 2002), niederländische Tennisspielerin
- Tran, Linh (* 1995), deutsche TischfußballspielerinLinh Tran (* 1995)

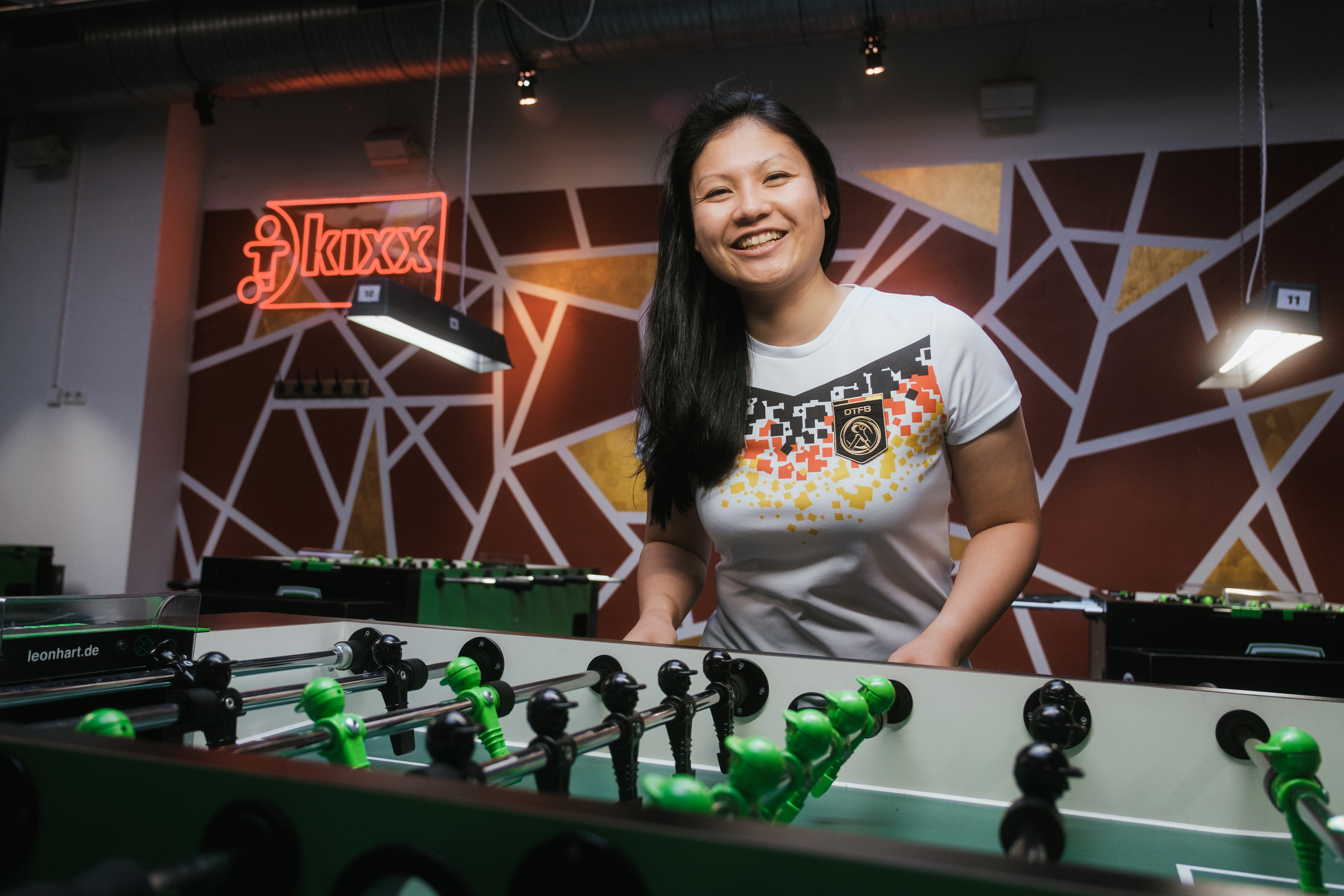
Linh Tran (* 1995)

- Tran, Mervin (* 1990), japanischer Eiskunstläufer
- Tran, Mimi (* 1960), vietnamesisch-amerikanische Pokerspielerin
- Tran, Minh Thu (* 1993), deutsche Journalistin
- Tran, Natalie (* 1986), australische Vloggerin, Komikerin und Schauspielerin
- Trần, Nữ Yên Khê (* 1968), vietnamesische Filmschauspielerin
- Trần, Quốc Hoàn (1916–1986), vietnamesischer Politiker
- Trần, Quyết Chiến (* 1984), vietnamesischer Dreibandspieler
- Tran, Richard, amerikanischer Kommunalpolitiker
- Tran, Rosa, Film- und Fernsehproduzentin
- Trần, Thái Tông (1218–1277), vietnamesischer Kaiser der Trần-Dynastie
- Tran, Thalia (* 2006), US-amerikanische Schauspielerin
- Trần, Thanh Hải (* 1982), vietnamesischer Badmintonspieler
- Trần, Thị Hải Linh (* 2001), vietnamesische Fußballtorspielerin
- Trần, Thị Kim Thanh (* 1993), vietnamesische Fußballtorhüterin
- Trần, Thị Thu (* 1991), vietnamesische Fußballspielerin
- Trần, Thị Thu Thảo (* 1993), vietnamesische Fußballtorhüterin
- Trần, Thị Thúy Nga (* 1991), vietnamesische Fußballtorspielerin
- Trần, Thị Thùy Trang (* 1988), vietnamesische Fußballtorspielerin
- Tran, Thien (1979–2010), deutsch-vietnamesischer Schriftsteller
- Trần, Thu Vân (* 1979), vietnamesisch-französische Künstlerin
- Trần, Tố Nga (* 1942), französisch-vietnamesische Journalistin, Widerstandskämpferin und Aktivistin
- Tran, Tony, vietnamesischer Pokerspieler
- Trân, Trần Quang (1900–1969), vietnamesischer Maler, Lackkünstler, Zeichner und Illustrator
- Trần, Trọng Kim (1883–1953), vietnamesischer Politiker, Premier 1945 unter der japanischen Besetzung
- Tran, Tutty (* 1988), deutscher Stand-Up-Comedian und SchauspielerTutty Tran (* 1988)

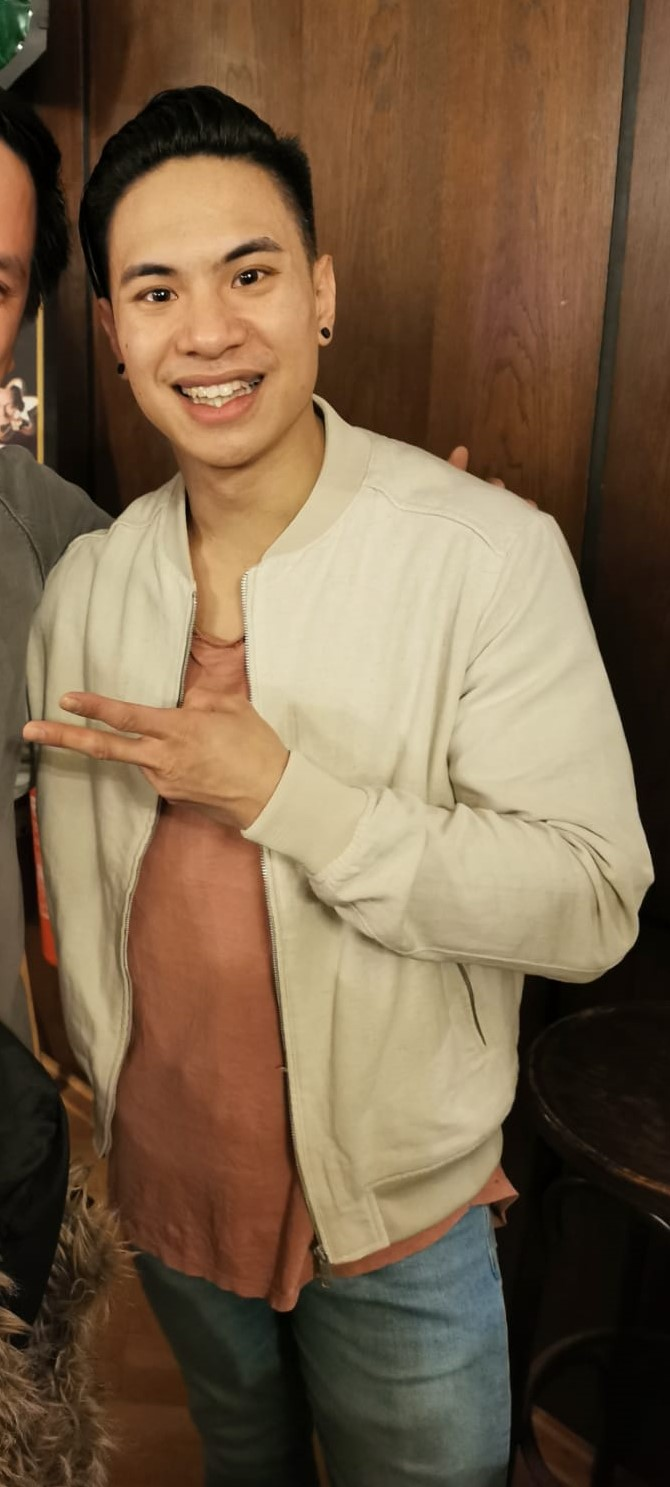
Tutty Tran (* 1988)

- Tran, Van Dan (1926–1997), vietnamesischer Schriftsteller
- Trần, Văn Hữu (1896–1984), vietnamesischer, frankophoner Politiker
- Trần, Văn Soái (1894–1961), vietnamesischer Warlord zur Zeit des Indochinakriegs
- Tran, Vi-Dan (* 1984), deutscher Regisseur, Kameramann, Darsteller, Produzent, Stuntman und Webvideoproduzent
- Trana, Tom (1937–1991), schwedischer Rallyefahrer
- Tränapp, Friedhelm (* 1963), deutscher Brigadegeneral der Luftwaffe der Bundeswehr und Beauftragter Compliance Management im Bundesministerium der Verteidigung
- Tranberg, Haakon (1917–1991), norwegischer Sprinter
- Tranberg, Kasper (* 1971), dänischer Jazzmusiker (Trompete, Flügelhorn, Kornett, Komposition)
- Tranberg, Lene (* 1956), dänische Architektin
- Tranborg, Mette (* 1996), dänische Handballspielerin
- Tranca, Daniel (* 1994), rumänischer Eishockeyspieler
- Trancart, Maria Anna, englisch-französische Tänzerin
- Trance, Emmanuel Celeste (* 1953), philippinischer Geistlicher, römisch-katholischer Bischof von Catarman
- Tranchand, Frédéric (* 1988), französischer Orientierungsläufer
- Tranchand, Pierre (* 1953), französischer Comiczeichner
- Tranchant de Laverne, Léger Marie Philippe (1767–1815), französischer Dragoneroffizier, Schriftsteller und Übersetzer
- Trancho, Gonzalo (* 1955), spanischer Anthropologe
- Tranchot, Jean Joseph (1752–1815), französischer Geograph
- Trančík, Dušan (* 1946), slowakischer Regisseur und Drehbuchautor
- Tranda, Zdzisław (1925–2025), reformierter Theologe und Bischof in Polen
- Trandafilow, Wladimir (1897–1972), bulgarischer Filmregisseur
- Trandem, Johan (1899–1996), norwegischer Diskuswerfer und Kugelstoßer
- Trandenkow, Igor Leonidowitsch (* 1966), russischer Stabhochspringer
- Trandenkowa, Marina Jewgenjewna (* 1967), russische Sprinterin
- Tranel, Wilhelm (1902–1944), deutscher römisch-katholischer Geistlicher, Steyler Missionar und Märtyrer
- Tranel-Michini, Monica (* 1966), US-amerikanische Ruderin
- Tranelli, Deborah (* 1955), US-amerikanische Schauspielerin und Musikerin
- Tranfield, Jenny (* 1975), englische Squashspielerin
- Tráng, Lê Dũng (* 1947), vietnamesisch-französischer Mathematiker
- Trang, Thuy (1973–2001), vietnamesisch-US-amerikanische Schauspielerin
- Trangbæk, Else (* 1946), dänische Sporthistorikerin
- Trangbæk, Michael (* 1962), dänischer Journalist und Moderator
- Tranholm-Mikkelsen, Jeppe (* 1962), dänischer Diplomat, Generalsekretär des Rates der EU
- Trani, Bruno (1928–2022), italienischer Regattasegler
- Trani, Fabiana (* 1963), italienische Harfen-Solistin
- Trani, Moses ben Joseph di (1505–1585), Talmudgelehrter
- Tranin, Edmond (* 1895), französischer Journalist
- Traninger, Anita (* 1969), österreichische Literaturwissenschaftlerin mit Schwerpunkten in den romanischen Literaturen und der Rhetorik
- Traninger, Manuel (* 1998), österreichischer Skirennläufer
- Trank, Josh (* 1984), US-amerikanischer RegisseurJosh Trank (* 1984)

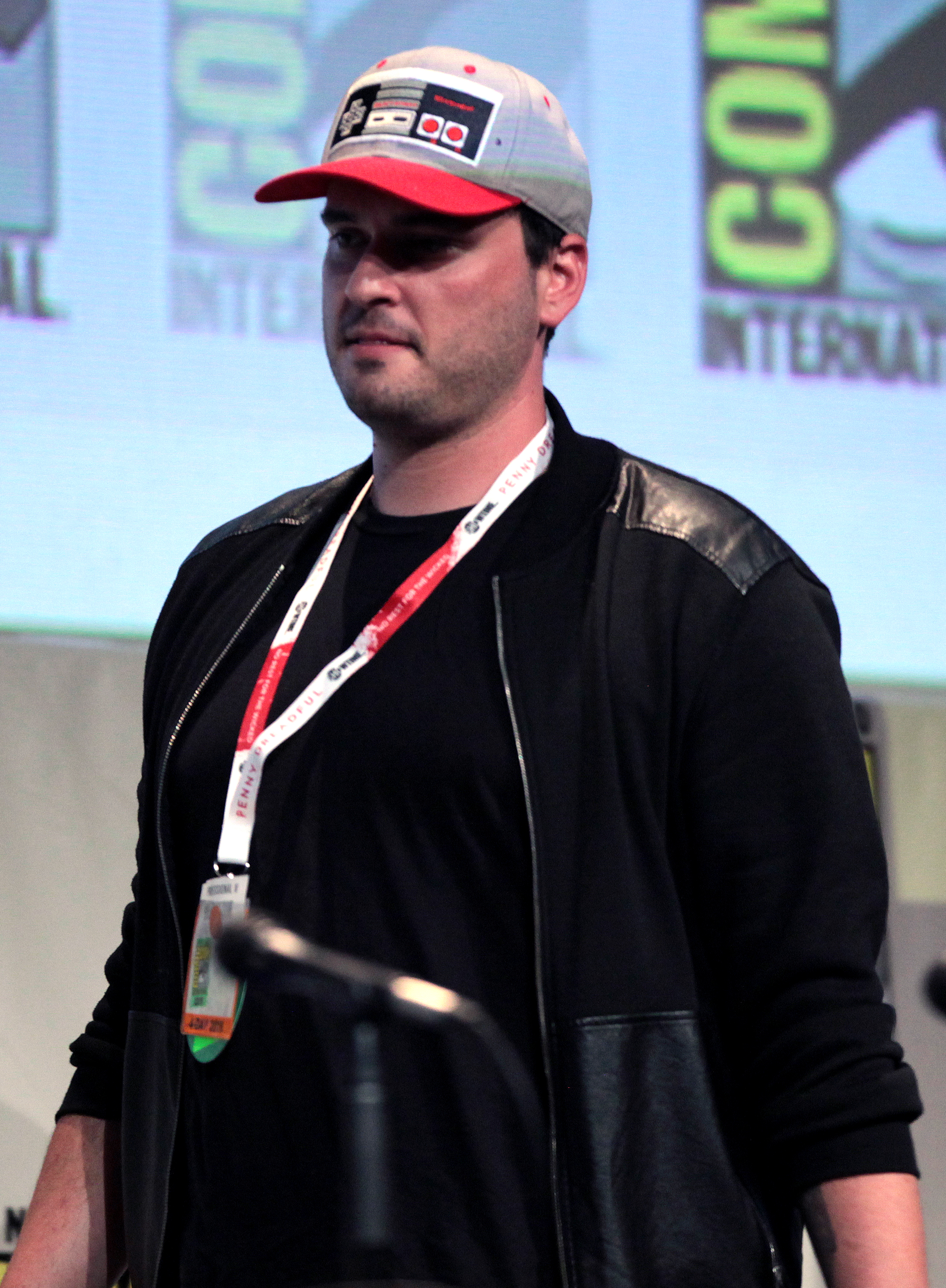
Josh Trank (* 1984)

- Trank, Richard, US-amerikanischer Regisseur, Drehbuchautor und Filmproduzent
- Tränker, Heinrich (1880–1956), deutscher Buchhändler, Antiquar, Okkultist und Theosoph
- Tränkle, Friedrich (1886–1968), deutscher Politiker
- Tränkle, Hermann (1930–2018), deutscher Klassischer Philologe
- Tränkle, Ulrich (1947–1993), deutscher Psychologe und Hochschullehrer
- Tränkler, Hans-Rolf (* 1941), deutscher Ingenieur und Professor für Messtechnik und Sensorik
- Trankow, Maxim Leonidowitsch (* 1983), russischer Eiskunstläufer
- Tranlé, Évelyne, französische Comic-Coloristin
- Tranmæl, Martin (1879–1967), norwegischer Politiker, Mitglied des Storting
- Tranmer, Eileen Betsy (1910–1983), britische Schachspielerin und Musikerin
- Trannacher, Sieglinde (1961–2015), österreichische Politikerin (SPÖ), Abgeordnete zum Kärntner Landtag
- Třanovský, Jiří (1592–1637), tschechischer Hymnendichter und Komponist
- Tranow, Wilhelm (* 1891), deutscher Kryptoanalytiker während des Zweiten Weltkriegs
- Tranquill, Drue (* 1995), US-amerikanischer American-Football-Spieler
- Tranquille, Régis (* 1955), seychellischer Hürdenläufer
- Tranquilli, Silvano (1925–1997), italienischer Schauspieler bei Bühne, Film und Fernsehen
- Tranquillini, Emil (1884–1955), österreichischer Architekt
- Transamund I. († 703), Comes von Capua, Dux von Spoleto
- Transamund II. († 745), Herzog, dux von Spoleto
- Transeau, Brian (* 1971), US-amerikanischer Musiker
- Transehe von Roseneck, Joachim von (1589–1673), deutschbaltischer Landespolitiker und schwedischer Diplomat
- Transehe, Georg von (1845–1908), russischer Generalleutnant
- Transehe, Nicolaus Johann von (1779–1858), deutschbaltischer Landespolitiker
- Transehe, Nikolai Alexander von (1886–1960), russischer Marineoffizier und Polarforscher
- Transehe, Nikolaus Heinrich von (1886–1969), lettischer Ornithologe
- Transehe-Roseneck, Astaf von (1865–1946), deutschbaltischer Historiker
- Transehe-Roseneck, Eduard von (1858–1928), russischer Geheimer Rat und Senator
- Transehe-Roseneck, Karl Otto von (1761–1837), deutschbaltischer Landespolitiker, Adelsmarschall
- Transgaard, Gorm (* 1966), dänischer Comicautor
- Transier, Werner (* 1952), deutscher Judaist und Numismatiker
- Transki, Slawtscho (1914–1999), bulgarischer Politiker
- Translateur, Siegfried (1875–1944), deutscher Komponist, Kapellmeister und Musikverleger
- Tranströmer, Tomas (1931–2015), schwedischer Lyriker und NobelpreisträgerTomas Tranströmer (1931–2015)

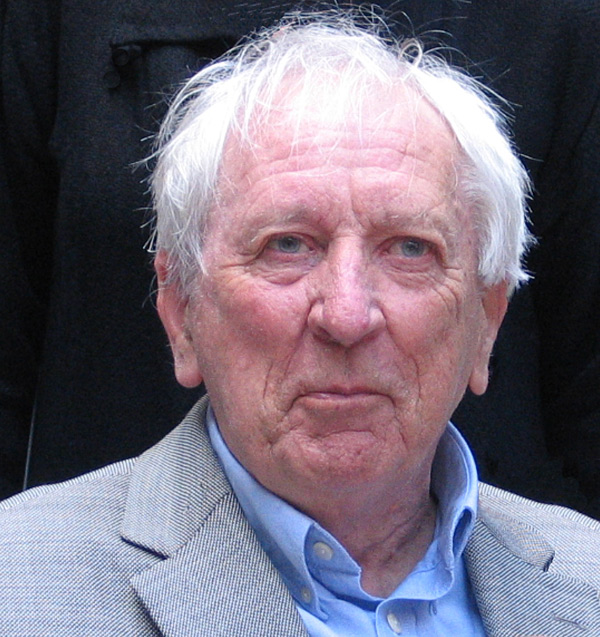
Tomas Tranströmer (1931–2015)

- Transue, Andrew J. (1903–1995), US-amerikanischer Politiker
- Transue, Jeremy (* 1983), US-amerikanischer Skirennläufer
- Transylvanus, Maximilianus, Sekretär von Kaiser Karl V.
- Trantenroth, A. D. (1940–2019), deutscher Bildhauer, Objektkünstler und Zeichner
- Trantenroth, Tim (* 1969), deutscher Künstler
- Tranter, Maureen (* 1947), britische Sprinterin
- Tranter, Neville (* 1955), australischer Puppenspieler
- Trantoul, Aimé (1908–1986), französischer Radrennfahrer
- Trantow, Cordula (* 1942), deutsche Schauspielerin, Regisseurin und IntendantinCordula Trantow (* 1942)

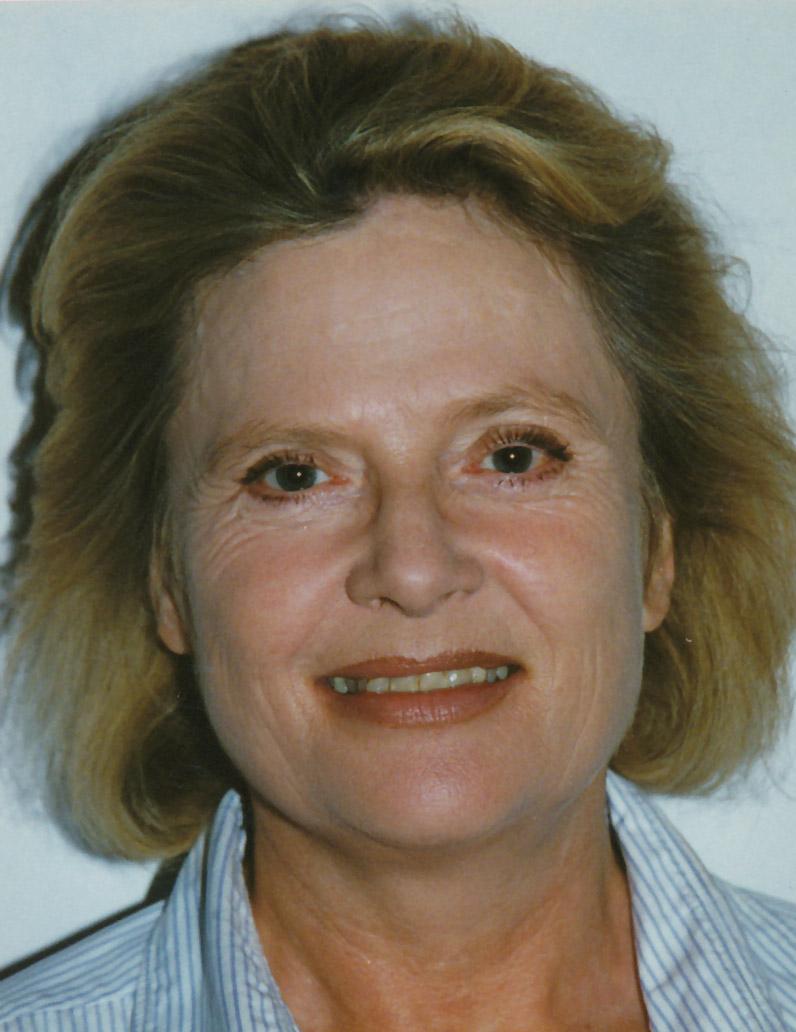
Cordula Trantow (* 1942)

- Trantow, Cornelius (* 1965), deutscher Chorleiter
- Trantow, Herbert (1903–1993), deutscher Komponist
- Trantow, Thorsten (* 1975), deutscher Grafik-Designer, Illustrator und Cartoonist
- Trantum, Thomas A. (* 1944), amerikanischer Investmentbanker und Unternehmer
- Tranziska, Ann-Kathrin (* 1974), deutsche Biologin und Politikerin (Bündnis 90/Die Grünen)
- Tranziska, Jakob (* 2001), deutscher Fußballspieler
- Tranzschel, Woldemar (1868–1942), russischer Botaniker und Mykologe

### Trao
- Traoré, Abdou (* 1981), malischer Fußballspieler
- Traoré, Abdou (* 1988), malischer Fußballspieler
- Traoré, Abdou Razack (* 1988), ivorisch-burkinischer Fußballspieler
- Traoré, Abdoulaye, ivorischer Straßenradrennfahrer
- Traoré, Abdoulaye (* 1959), malischer Sprinter
- Traoré, Abdoulaye (* 1967), ivorischer Fußballspieler
- Traoré, Abibatou (* 1973), senegalesische Schriftstellerin
- Traoré, Adama (* 1990), ivorisch-australischer Fußballspieler
- Traoré, Adama (* 1995), malischer Fußballspieler
- Traoré, Adama (* 1996), spanischer FußballspielerAdama Traoré (* 1996)

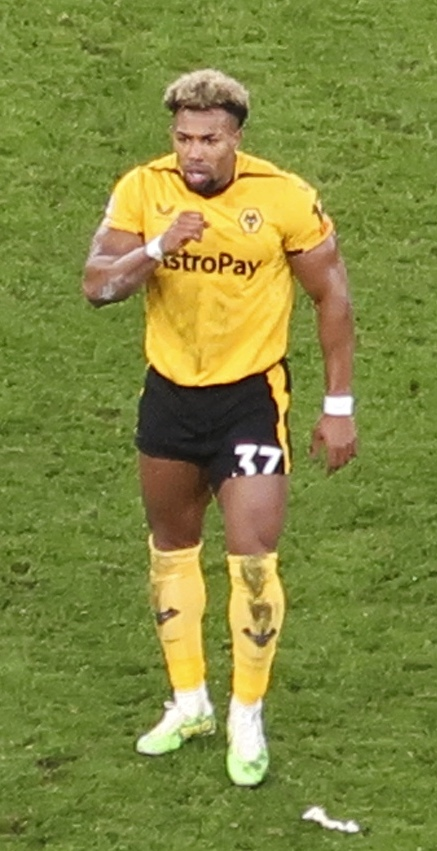
Adama Traoré (* 1996)

- Traoré, Alain (* 1988), burkinischer Fußballspieler
- Traore, Alassane (* 1994), ivorischer Fußballspieler
- Traoré, Ali (* 1985), französischer Basketballspieler
- Traoré, Amadou (* 2002), französisch-guineischer Fußballspieler
- Traoré, Aminata (* 1947), malische Politikerin und Autorin
- Traoré, Apolline (* 1976), burkinische Regisseurin
- Traoré, Armand (* 1989), französisch-senegalesischer Fußballspieler
- Traoré, Armel (* 2003), französischer Basketballspieler
- Traoré, Augustin (* 1955), malischer Geistlicher und römisch-katholischer Bischof von Ségou
- Traoré, Ayouba (* 1982), malischer Judoka
- Traoré, Bakaye (* 1985), malisch-französischer Fußballspieler
- Traoré, Bénie (* 2002), ivorischer Fußballspieler
- Traoré, Bertrand (* 1995), burkinischer Fußballspieler
- Traoré, Boubacar (* 1942), malischer Musiker
- Traorè, Boubacar (* 1997), senegalesischer Fußballspieler
- Traoré, Boubacar (* 2001), malischer Fußballspieler
- Traoré, Boubou (* 1989), malischer Fußballschiedsrichter
- Traorè, Chaka (* 2004), ivorischer Fußballspieler
- Traoré, Charles (* 1992), malischer Fußballspieler
- Traoré, Cheick (* 1995), malisch-französischer Fußballspieler
- Traoré, Cheickna (* 2000), ivorisch-US-amerikanischer Sprinter
- Traoré, Christian (* 1982), dänischer Fußballspieler
- Traoré, Daouda (* 2006), französisch-senegalesischer Fußballspieler
- Traoré, Demba (* 1972), malischer Politiker und Rechtsanwalt
- Traoré, Diarra (1935–1985), guineischer Premierminister
- Traoré, Dioncounda (* 1942), malischer Politiker und Staatspräsident
- Traoré, Djiguible (* 1960), malischer Boxer
- Traoré, Djimi (* 1980), malischer Fußballspieler
- Traoré, Dramane (* 1982), malischer Fußballspieler
- Traoré, Efua, nigerianisch-deutsche Schriftstellerin
- Traoré, Fankélé (* 1981), nigrischer Fußballspieler malischer Herkunft
- Traoré, Hakim (* 2001), deutsch-togoischer Fußballspieler
- Traoré, Hamari (* 1992), malischer Fußballspieler
- Traoré, Hamidou (* 1996), malischer Fußballspieler
- Traoré, Honoré (* 1957), burkinischer Militär und Fußballfunktionär
- Traoré, Ibrahim (* 1983), ivorischer Fußballschiedsrichter
- Traoré, Ibrahim (* 1988), burkinischer Militäroffizier und StaatspräsidentIbrahim Traoré (* 1988)

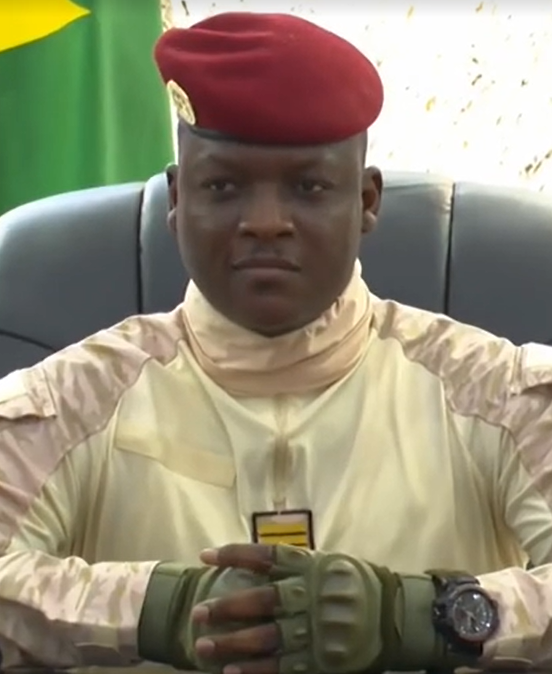
Ibrahim Traoré (* 1988)

- Traoré, Ibrahima (* 1988), guineisch-französischer Fußballspieler
- Traoré, Idrissa (1943–2023), burkinischer Fußballspieler und -trainer
- Traoré, Ismaël (* 1986), ivorisch-französischer Fußballspieler
- Traorè, Junior (* 2000), ivorischer Fußballspieler
- Traoré, Kalilou (* 1987), malischer Fußballspieler
- Traoré, Karamogho Moussa (* 1982), mauretanischer Fußballspieler
- Traoré, Kassim (* 1966), malischer Boxer
- Traoré, Kénéfing (* 1997), malische Speerwerferin

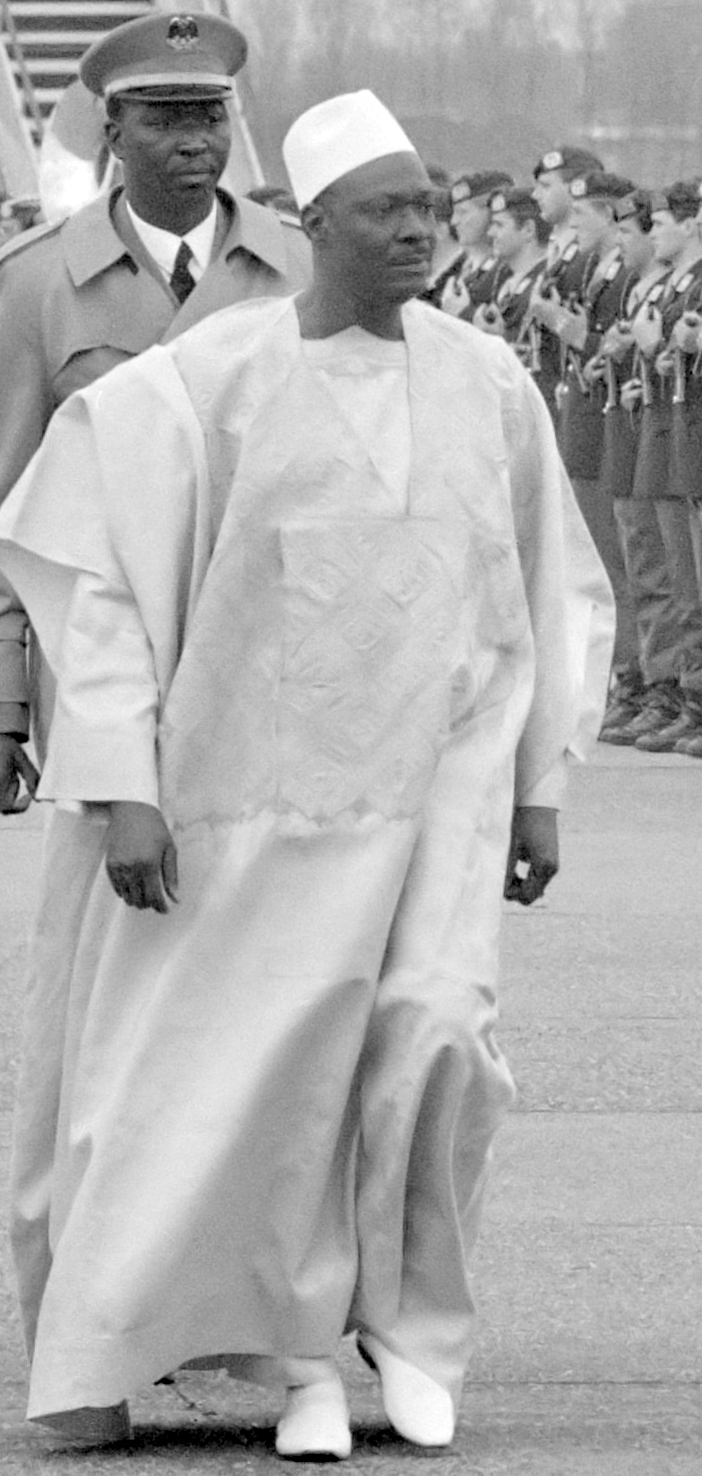
Moussa Traoré (1936–2020)

- Traoré, Lacina (* 1990), ivorischer Fußballspieler
- Traoré, Lamine (* 1982), burkinischer Fußballspieler
- Traoré, Lassina (* 2001), burkinischer Fußballspieler
- Traoré, Lassina (* 2007), burkinischer Fußballspieler
- Traoré, Lobi (1961–2010), malischer Musiker
- Traoré, Mahama Johnson (1942–2010), senegalesischer Filmemacher und Schriftsteller
- Traoré, Makan (* 2000), französischer Boxer
- Traoré, Mamadou (1933–2009), malischer Diplomat
- Traoré, Mamadou (* 1973), senegalesisch-französischer Vergewaltiger und Mörder
- Traoré, Mamadou Lamine (1947–2007), malischer Philosoph und Politiker
- Traoré, Mamadou Namory, malischer Beamter und Politiker
- Traoré, Martha (* 1995), dänische Weitspringerin
- Traoré, Moussa (1936–2020), malischer Militär und PolitikerMoussa Traoré (1936–2020)
- Traoré, Moussa (* 1990), ivorischer Fußballspieler
- Traoré, Nassira (* 1988), malische Basketballspielerin
- Traoré, Nolan (* 2006), französischer Basketballspieler
- Traoré, Omar Haktab (* 1998), deutsch-togoischer Fußballspieler
- Traoré, Oumou (* 1969), malische Diskuswerferin
- Traoré, Pon-Karidjatou (* 1986), burkinische Sprinterin
- Traoré, Rokia (* 1974), malische Sängerin
- Traoré, Sammy (* 1976), malischer Fußballspieler
- Traoré, Youssouf (* 1991), ivorischer Fußballspieler
- Traoui, Mejdi (* 1983), tunesischer Fußballspieler

### Trap
- Trap, Jens Peter (1810–1885), dänischer Kabinettssekretär und topografischer Autor
- Trapanese, Joseph (* 1984), US-amerikanischer Produzent und Komponist für Musik von Filmen, Fernsehserien und Bühnenstücken
- Trapanese, Rita (1951–2000), italienische Eiskunstläuferin
- Trapani, Antonella (* 1991), Schweizer Sängerin
- Trapattoni, Giovanni (* 1939), italienischer Fußballspieler und -trainerGiovanni Trapattoni (* 1939)

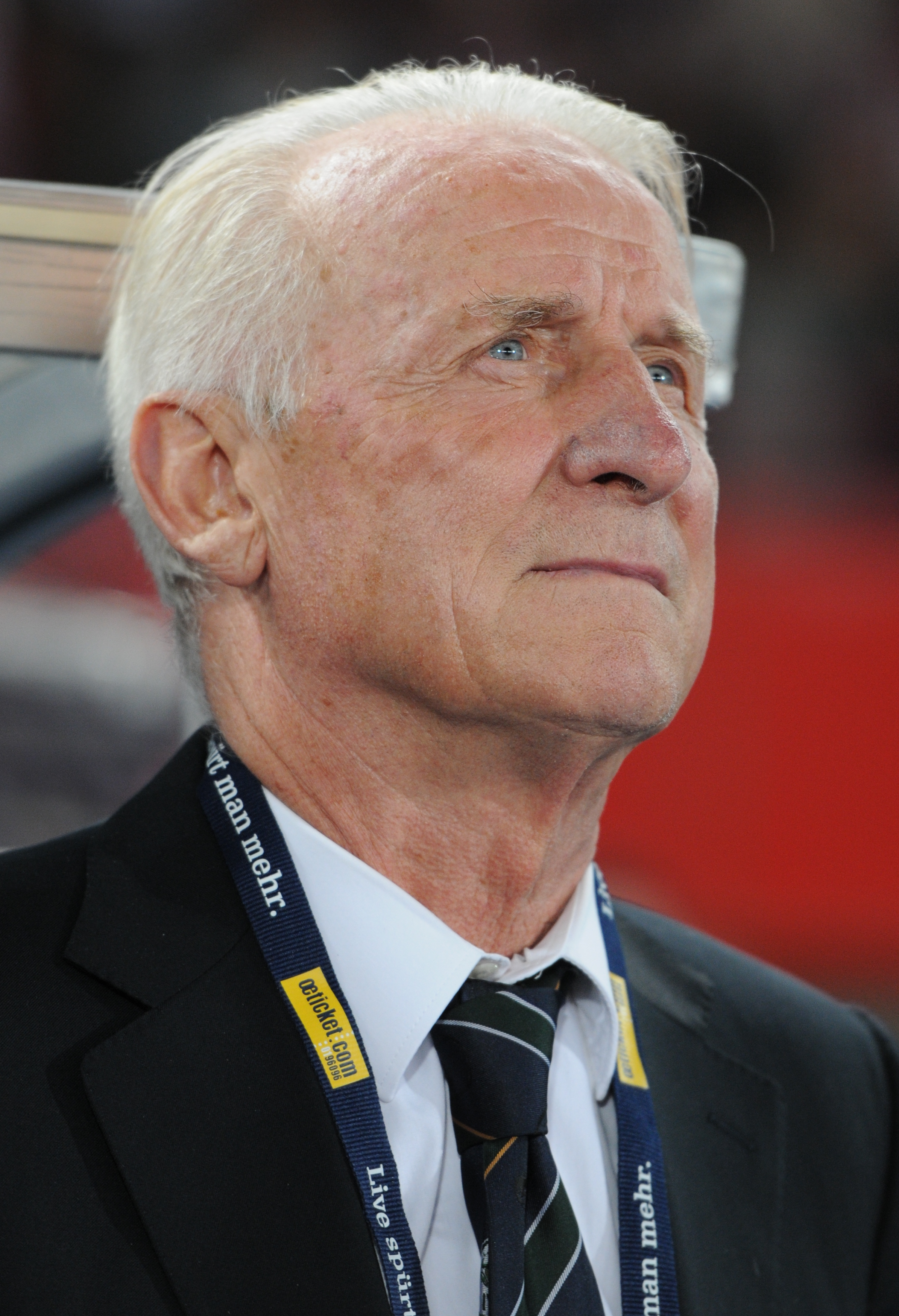
Giovanni Trapattoni (* 1939)

- Trapè, Livio (* 1937), italienischer Radsportler, Olympiasieger
- Trapesnikow, Dmitri Wiktorowitsch (* 1981), „Interims-Präsident“ der selbstproklamierten und international nicht anerkannten Volksrepublik Donezk
- Trapesnikow, Wadim Alexandrowitsch (1905–1994), russischer Elektroingenieur und Kybernetiker
- Trapikas, Kęstutis (* 1959), litauischer Politiker
- Trapl, Karel (1881–1940), tschechoslowakischer Volkswirtschaftler, Jurist, Politiker und Finanzminister
- Traply, Péter (* 1987), ungarischer Pokerspieler
- Trapmore, Steve (* 1975), britischer Ruderer
- Trapnell, Thomas J. H. (1902–2002), US-amerikanischer Offizier, Generalleutnant der US Army
- Trapp von Ehrenschild, Johann Joseph (1800–1885), nassauischer Beamter und Abgeordneter
- Trapp von Trappensee, Ludwig (1596–1655), deutscher Kaufmann, Bürgermeister von Heilbronn (1643–1655)
- Trapp, Adolf Karl Friedrich Wilhelm (1806–1876), Landrat und Regierungsbezirksdirektor
- Trapp, Agathe von (1913–2010), Tochter von Georg von TrappAgathe von Trapp (1913–2010)

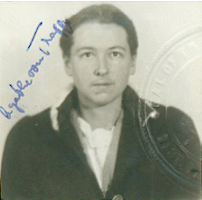
Agathe von Trapp (1913–2010)

- Trapp, Albert (1890–1966), deutscher Pädagoge, Hochschullehrer, Schriftsteller und Historiograf
- Trapp, Anni (1901–1994), deutsche Politikerin (SPD), MdL
- Trapp, Anton (1893–1967), deutscher Politiker (CDU), MdL Rheinland-Pfalz
- Trapp, Carl (1842–1921), deutscher Unternehmer und Abgeordneter
- Trapp, Christoph (1768–1830), Landrat
- Trapp, Eduard Christian (1804–1854), deutscher Mediziner, gilt als Gründer des Heilbades Homburg vor der Höhe
- Trapp, Elisabeth von (* 1955), US-amerikanische Sängerin und Mitglied der Trapp-Familie
- Trapp, Erich (* 1942), österreichischer Byzantinist
- Trapp, Ernst (1903–1989), deutscher Bauingenieur und Bauunternehmer
- Trapp, Ernst Christian (1745–1818), deutscher Pädagoge
- Trapp, Erwin (1927–2015), deutscher Jurist und Präsident des Landgerichts Wiesbaden
- Trapp, Eugen (1884–1955), deutscher Beamter, Lehrer und Heimatforscher
- Trapp, Eugen (* 1963), deutscher Kunsthistoriker und Denkmalpfleger
- Trapp, Friedel (* 1932), deutscher Fußballspieler
- Trapp, Friedrich Carl (1930–2020), deutscher bauingenieur und Bauunternehmer
- Trapp, Frithjof (* 1943), deutscher Germanist
- Trapp, Georg, österreichischer Jazz- und Unterhaltungsmusiker
- Trapp, Georg Ludwig von (1880–1947), österreichischer U-Boot-Kommandant und Vater der singenden Trapp-FamilieGeorg Ludwig von Trapp (1880–1947)

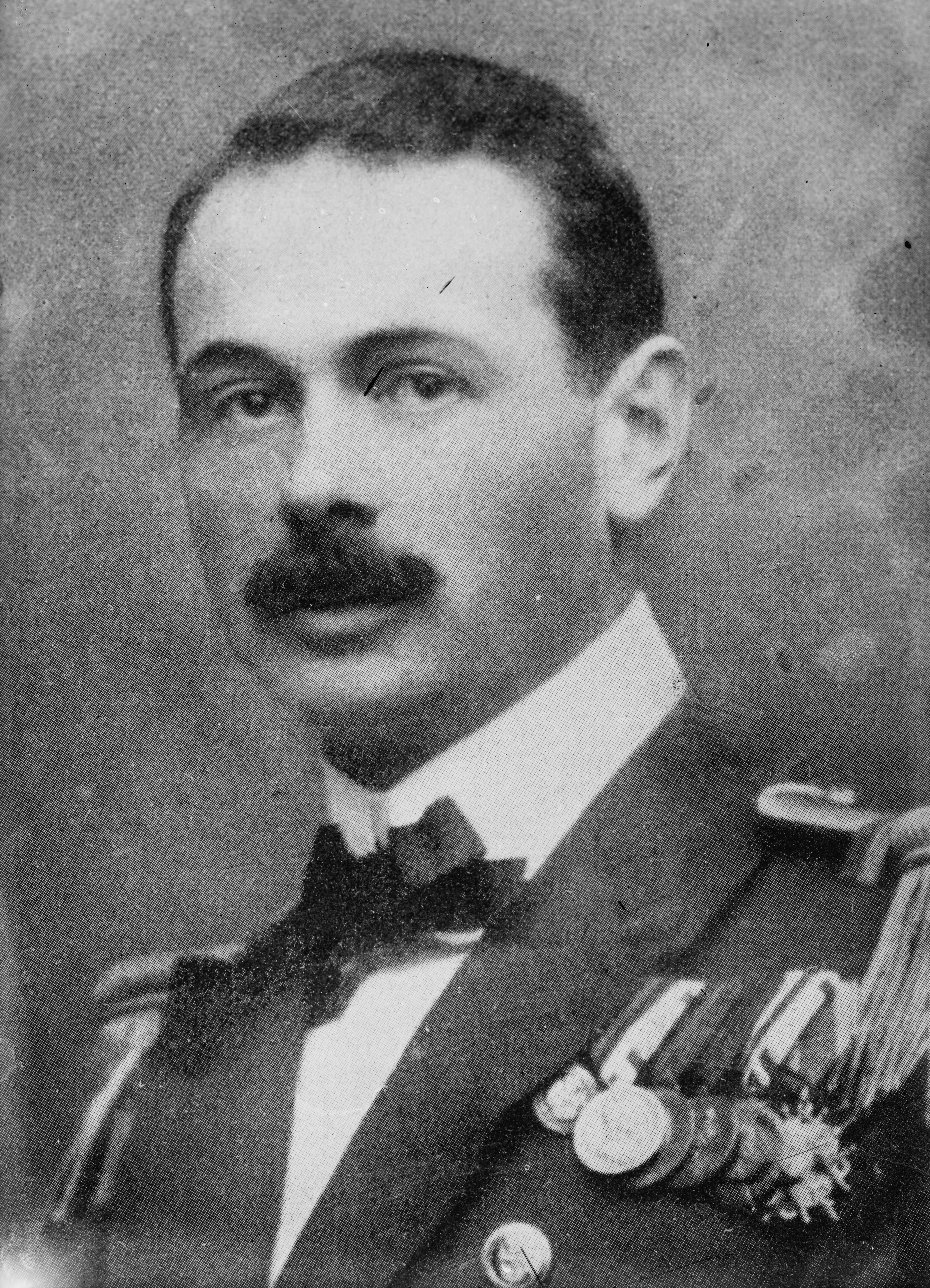
Georg Ludwig von Trapp (1880–1947)

- Trapp, Hans (1882–1938), deutscher Fußballspieler und Sportfunktionär
- Trapp, Hede von (1877–1947), österreichische Dichterin, Malerin und Grafikerin
- Trapp, Heinrich (* 1951), deutscher Politiker (SPD), MdL
- Trapp, Jackson (* 1992), US-amerikanischer Basketballspieler
- Trapp, Jakob (1895–1986), deutscher Komponist und Musikpädagoge
- Trapp, Jakob II., Obersterblandhofmeister
- Trapp, James (* 1969), US-amerikanischer Sprinter
- Trapp, Johann Nepomuk von (1790–1846), k. k. Kämmerer
- Trapp, Jörg (1942–2022), deutscher Basketballtrainer und -funktionär
- Trapp, Joseph Burney (1925–2005), neuseeländischer Bibliothekar und Historiker, der am Warburg Institute in London wirkte
- Trapp, Jutta (* 1948), deutsche Tischtennisspielerin
- Trapp, Karl (1833–1895), deutscher Opernsänger (Bass)
- Trapp, Kevin (* 1990), deutscher FußballtorwartKevin Trapp (* 1990)

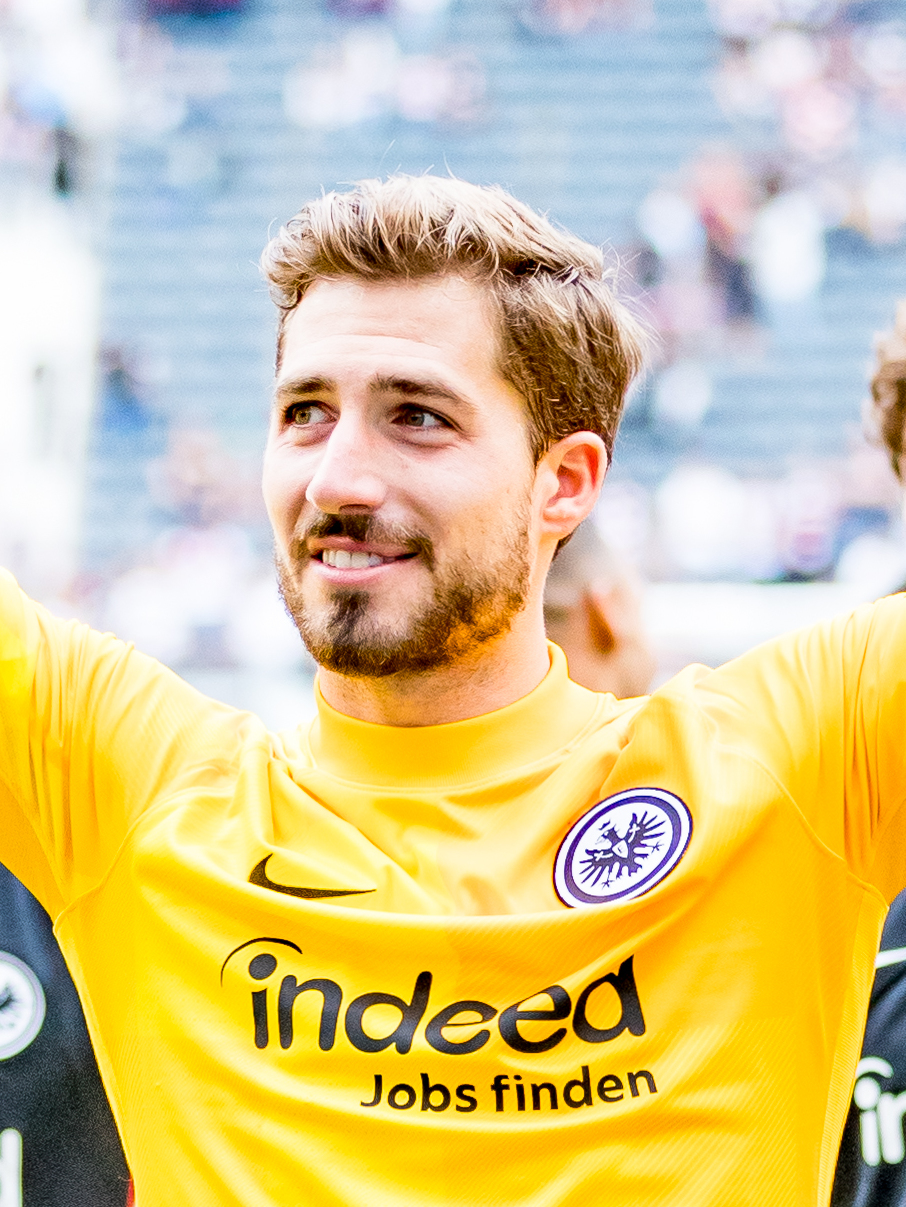
Kevin Trapp (* 1990)

- Trapp, Klaus-Dieter (* 1935), deutscher Fußballspieler
- Trapp, Lansford E., US-amerikanischer Offizier, Generalleutnant der US Air Force
- Trapp, Ludwig (1865–1949), deutscher Uhrmacher
- Trapp, Manon (* 2000), französische Mittelstreckenläuferin
- Trapp, Maria Augusta von (1905–1987), US-amerikanische Sängerin und Schriftstellerin österreichischer Herkunft
- Trapp, Maria Franziska von (1914–2014), US-amerikanische Missionarin österreichischer Herkunft
- Trapp, Martin E. (1877–1951), US-amerikanischer Politiker
- Trapp, Maurice (* 1991), deutscher Fußballspieler
- Trapp, Max (1887–1971), deutscher Komponist, Musikpädagoge
- Trapp, Oliver (* 1973), deutscher Chemiker
- Trapp, Oswald (1899–1988), österreichischer Kunsthistoriker
- Trapp, Peter (* 1947), deutscher Politiker (CDU), MdA
- Trapp, Ulrich († 1415), Bischof von Seckau
- Trapp, Walter (1920–2010), deutscher Kommunalpolitiker
- Trapp, Walter (1930–2020), deutscher Pädagoge und Verbandsfunktionär
- Trapp, Waltraud (* 1940), deutsche Tischtennisspielerin
- Trapp, Werner von (1915–2007), österreichischer Sänger, Mitglied der singenden Trapp-Familie
- Trapp, Wil (* 1993), US-amerikanischer Fußballspieler
- Trapp, Wilhelm (1889–1948), deutscher Polizeioffizier der Ordnungspolizei und Täter des Holocaust
- Trapp, Wilhelm (1906–1974), deutscher Widerstandskämpfer gegen den Nationalsozialismus und Interbrigadist
- Trapp, Willy (1923–2013), deutscher Kirchenmusiker und Komponist
- Trapp, Wolfgang (1918–2003), deutscher Metrologe und Ingenieur
- Trapp, Wolfgang (* 1957), deutscher Fußballspieler
- Trappaud, Paul († 1707), königlich dänischer Oberst und Chef des Oldenburgischen Kürassier-Regiments
- Trappe, Anna-Elisabeth (* 1939), deutsche Neurochirurgin
- Trappe, Christoph (* 1959), deutscher Sprinter
- Trappe, Heike (* 1966), deutsche Soziologin
- Trappe, Hertha (1904–1989), deutsche Autorin
- Trappe, Margarete (1884–1957), deutsche und britische Großwildjägerin
- Trappe, Paul (1931–2005), deutscher Soziologe
- Trappel, Manuel (* 1989), österreichischer Golfer
- Trappen, Alexander (1853–1930), deutscher Architekt des Historismus
- Trappen, Alfred (1828–1908), deutscher Maschinenbauingenieur
- Trappen, Arthur von der (1870–1945), deutscher Geologe, Paläontologe, Entomologe und Fotograf
- Trappen, Benedikt Maria (* 1961), deutscher Dichter und Autor
- Trappen, Friedel (1924–2013), deutscher Diplomat, Botschafter der DDR
- Trappen, Paul (1887–1957), deutscher Ringer, Gewichtheber, Kraftmensch und KraftartistPaul Trappen (1887–1957)

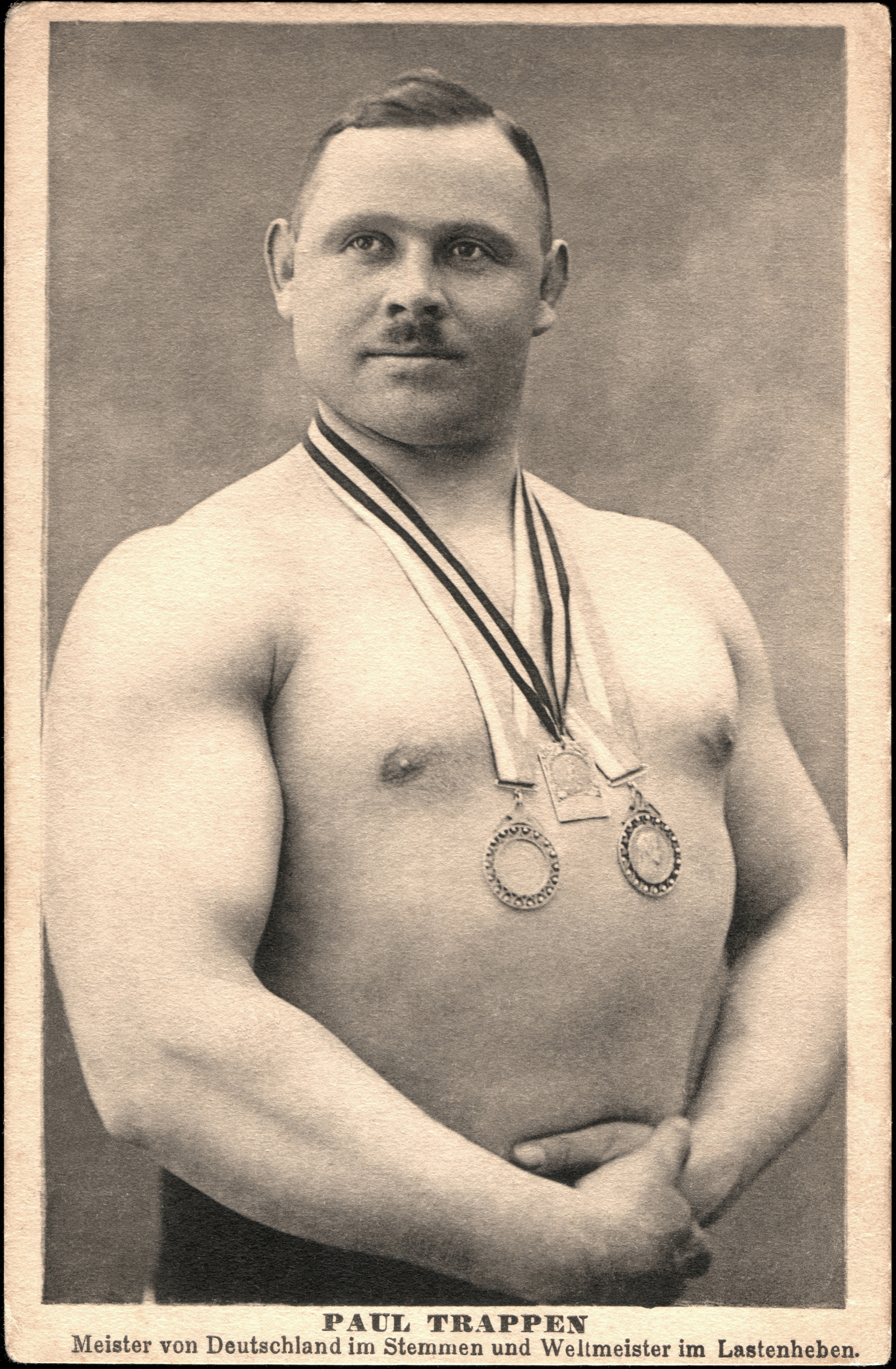
Paul Trappen (1887–1957)

- Trappen, Peter (* 1947), deutscher Kupferschmied
- Trappeniers, Jean (1942–2016), belgischer Fußballtorhüter
- Trappeniers, Nestor Joseph (1922–2004), belgisch-niederländischer Chemiker
- Trappentreu, Johann Baptist (1805–1883), deutscher Bierbrauer und Wirt
- Trapphoff, Franz (1923–2007), deutscher Fußballspieler
- Trappier, Arthur (1910–1975), US-amerikanischer Jazz-Schlagzeuger
- Trappl, Richard (* 1951), österreichischer Sinologe
- Trappl, Robert (* 1939), österreichischer Psychologe, Kybernetiker und Hochschullehrer
- Trappmann, Annika (* 1992), deutsche Betriebswirtin und Geschäftsführerin der Blechwarenfabrik Limburg GmbH
- Trappmann, Hugo Sebastian (* 1982), deutscher Unternehmer, Geschäftsführer der Blechwarenfabrik Limburg GmbH
- Trappmann, Mark (* 1970), deutscher Soziologe und Hochschullehrer
- Trappoli, Franco (* 1947), italienischer Politiker, Mitglied der Abgeordnetenkammer
- Trapski, Peter (* 1946), deutscher Karateka
- Trapszo, Tekla (1873–1944), polnische Schauspielerin

### Traq
- Traquair, Phoebe Anna (1852–1936), irisch-schottische Künstlerin
- Traquair, Ramsay (1840–1912), britischer Paläontologe
- Traquina Maria, José Augusto (* 1954), portugiesischer Geistlicher, römisch-katholischer Bischof von Santarém

### Trar
- Trarbach, Johann von († 1586), deutscher Bildhauer
- Trarbach, Otto (1890–1977), deutscher Landwirt und Politiker (CDP/CDU)
- Trares, Bernhard (* 1965), deutscher Fußballspieler und -trainerBernhard Trares (* 1965)

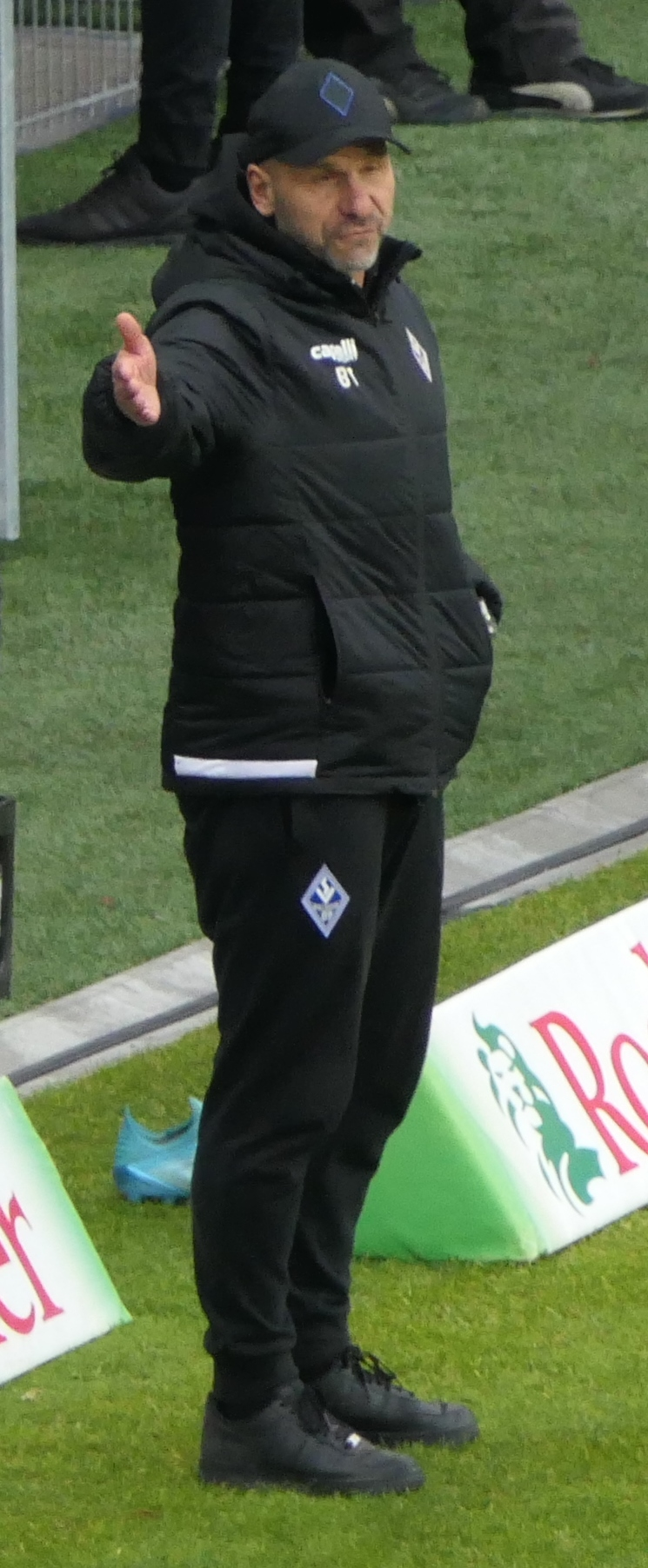
Bernhard Trares (* 1965)

- Träries, Helmut (* 1955), deutscher Fußballspieler
- Trarieux, Ludovic (1840–1904), französischer Politiker und Gründer der Französischen Liga für Menschenrechte

### Tras
- Trasante, Carlos (1953–2024), uruguayischer Fußballspieler
- Trasante, Obdulio (* 1960), uruguayischer Fußballspieler
- Trasarti, Armando (* 1948), italienischer römisch-katholischer Geistlicher, Bischof von Fano-Fossombrone-Cagli-Pergola
- Trașcă, Marioara (* 1962), rumänische Ruderin
- Trașcă, Teodor-Ioan (* 1973), rumänischer Ingenieur und Hochschullehrer für Nahrungsmittel-Technologie
- Träsch, Christian (* 1987), deutscher Fußballspieler
- Traschtschyla, Aljaksandr (* 1960), belarussischer Sprinter
- Trasciatti, Tiziana (* 1986), italienische Fußballschiedsrichterassistentin
- Traser, Ernst (* 1953), deutscher Fußballspieler
- Traser, Heinz (* 1953), deutscher Fußballspieler
- Traserra Cunillera, Jaume (1934–2019), spanischer Geistlicher, römisch-katholischer Bischof von Solsona
- Trash, Roger (1959–2011), deutscher Musiker und Autor
- Trasher, Aly, US-amerikanische Schauspielerin, Synchronsprecherin, Filmproduzentin und Hörfunkmoderatorin
- Trashi Tobgyel (1550–1602), Geistlicher der Nyingma-Schule des tibetischen Buddhismus, Meister der Nördlichen Schätze
- Trashi, Lorenc (* 1992), albanischer Fußballspieler
- Trashorras, Roberto (* 1981), spanischer Fußballspieler
- Trask, Alyssa (* 1999), kanadische Ballerina, Tänzerin und Schauspielerin
- Trask, C. Hooper (1894–1933), US-amerikanischer Schauspieler und Zeitungskorrespondent
- Trask, Diana (* 1940), australische Country-Sängerin und Pop-Sängerin
- Trask, Eliphalet (1806–1890), US-amerikanischer Politiker
- Trask, Keith (* 1960), neuseeländischer Ruderer
- Trask, Kyle (* 1998), US-amerikanischer American-Football-SpielerKyle Trask (* 1998)

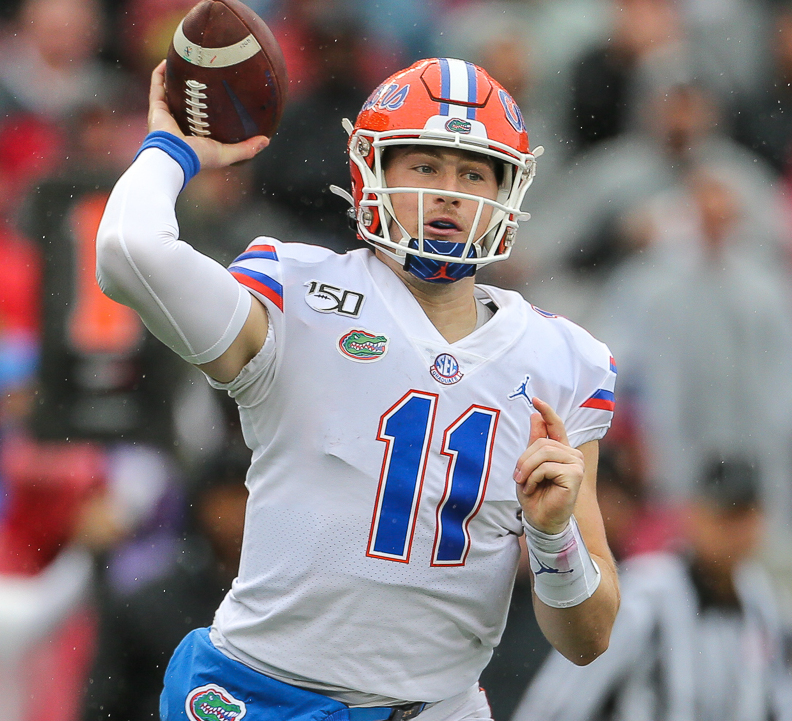
Kyle Trask (* 1998)

- Trask, Stephen (* 1967), US-amerikanischer Komponist
- Trask, Thomas J., US-amerikanischer Offizier, Generalleutnant der US Air Force
- Traska, Helmut (1935–2003), deutscher Fußballspieler
- Traskowski, Fritz (1909–1987), deutscher kommunistischer Widerstandskämpfer und VVN-Funktionär
- Trăsnea, Ana-Maria (* 1994), deutsche Politikerin (SPD)Ana-Maria Trăsnea (* 1994)

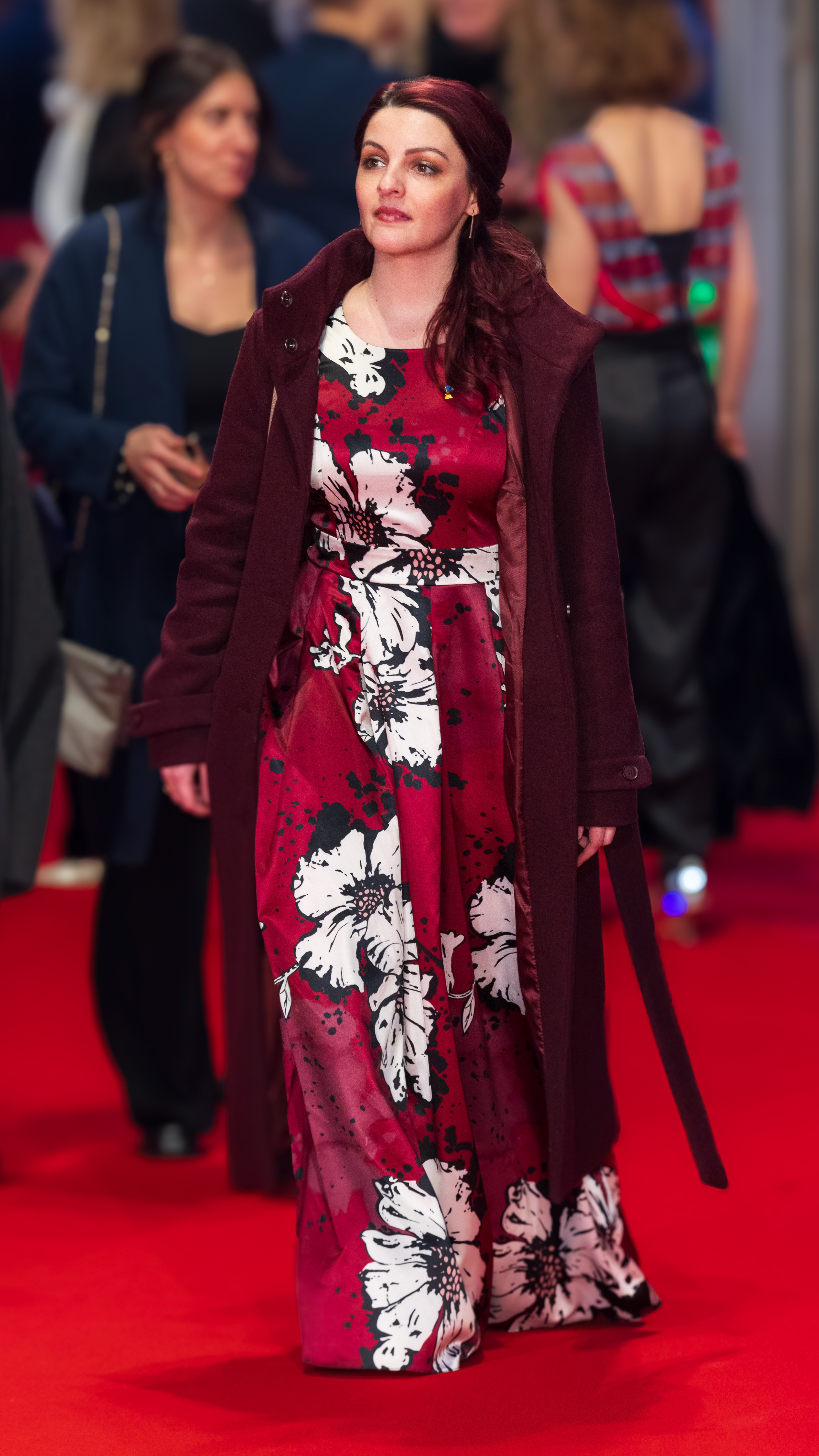
Ana-Maria Trăsnea (* 1994)

- Trasoglu, Tamer (* 1983), türkisch-deutscher Schauspieler
- Trass, Toomas (* 1966), estnischer Komponist und Organist
- Trastamires, Gonçalo (1000–1039), portugiesischer Ritter
- Trasti, Karl (1917–1976), norwegischer Politiker (Arbeiderpartiet)
- Traston, Simon (1929–2016), deutscher Schriftsteller und Verleger

### Trat
- Tratar, Marko (* 1974), slowenischer Schachgroßmeister
- Trathnigg, Gilbert (1911–1970), österreichischer Archäologe, germanistischer Mediävist, Museumsdirektor und Archivar
- Tratnik, Jan (* 1990), slowenischer Radrennfahrer
- Tratnik, Suzana (* 1963), slowenische Schriftstellerin und Übersetzerin
- Tratschuk, Tetjana (* 1990), ukrainische Biathletin
- Tratschuk, Wolodymyr (* 1985), ukrainischer Skisportler
- Tratt, Karl (1900–1937), deutscher Maler der Moderne
- Tratter, Franz (1923–1997), österreichischer Politiker (SPÖ), Mitglied des Bundesrates
- Tratter, Johannes (* 1962), österreichischer Politiker (ÖVP), Tiroler Landesrat
- Tratter, Lui (1937–2023), deutscher Projektkünstler, Sozialarbeiter, Lehrer und Sponti
- Trattinnick, Leopold (1764–1849), österreichischer Botaniker und Mykologe
- Trattler, Arthur (1917–1994), österreichischer Landesbeamter, Bezirkshauptmann und Widerstandskämpfer
- Trattner, Franz (* 1967), österreichischer Schlagzeuger und Sänger
- Trattner, Gilbert (* 1949), österreichischer Manager und Politiker (FPÖ), Abgeordneter zum Nationalrat, Mitglied des Bundesrates
- Trattner, Josef (* 1955), österreichischer Künstler
- Trattner, Jürgen (* 1969), deutscher Eishockeyspieler
- Trattner, Thomas von (1719–1798), österreichischer Buchdrucker, Buchhändler und Verleger
- Trattner, Wolfgang (1941–1999), deutscher Jazztrompeter
- Trattnig, Kriemhild (* 1937), österreichische Politikerin (FPÖ), Landtagsabgeordnete
- Trattnig, Matthias (* 1979), österreichischer EishockeyspielerMatthias Trattnig (* 1979)

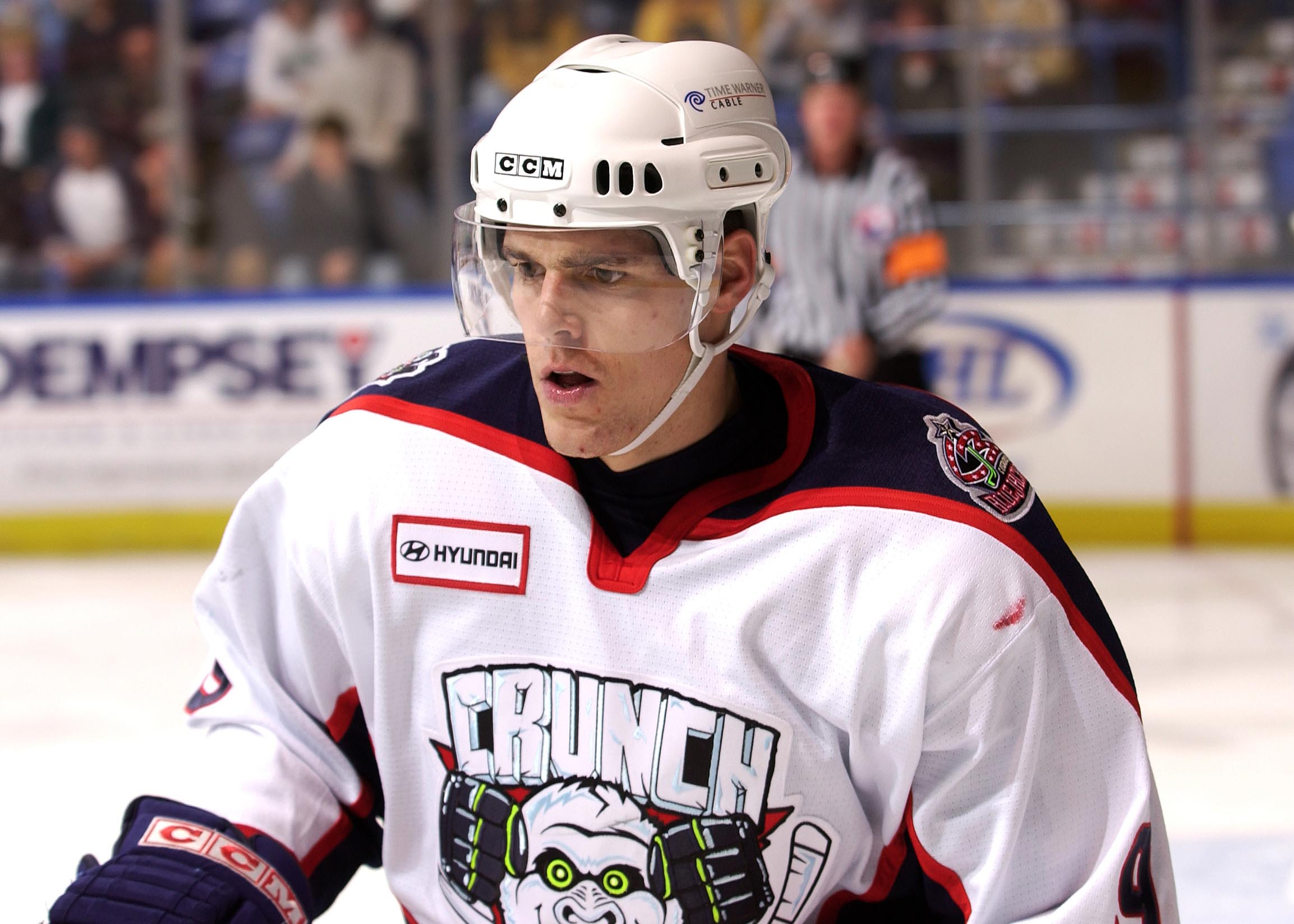
Matthias Trattnig (* 1979)

- Trattnigg, Herbert (* 1955), österreichischer Schauspieler
- Trattnigg, Sandra (* 1976), österreichische Opern- und Konzertsängerin (Sopran)
- Trattou, Leondios (* 1973), zyprischer FIFA-Schiedsrichter
- Tratz, Eduard Paul (1888–1977), österreichischer Zoologe und Biologe
- Tratz, Erwin (* 1927), deutscher Gewichtheber
- Tratz, Yvonne (* 1957), deutsche Kamerafrau
- Tratziger, Adam (1523–1584), Jurist, Syndicus und holsteinischer Kanzler

### Trau

#### Traub
- Traub, Albert (1906–1977), deutscher katholischer Priester und Geistlicher Rat
- Traub, Andreas (* 1949), deutscher Musikwissenschaftler und Hochschullehrer
- Traub, Barbara (* 1957), deutsche psychologische Psychotherapeutin, Mitglied im Präsidium des Zentralrats der Juden in Deutschland
- Traub, Christian Ludwig (1783–1836), württembergischer Oberamtmann
- Traub, Christoph (* 1970), deutscher Kommunalpolitiker (CDU) und Oberbürgermeister von Filderstadt
- Traub, Daniel (1909–1995), deutscher Maler und Graphiker
- Traub, Daniel (* 1971), US-amerikanischer Fotograf und Filmemacher
- Traub, Eric (1947–2019), amerikanischer R&B- und Jazzmusiker (Saxophon, Komposition)
- Traub, Erich (1906–1985), deutscher Veterinärmediziner
- Traub, Franziska (* 1962), deutsche SchauspielerinFranziska Traub (* 1962)

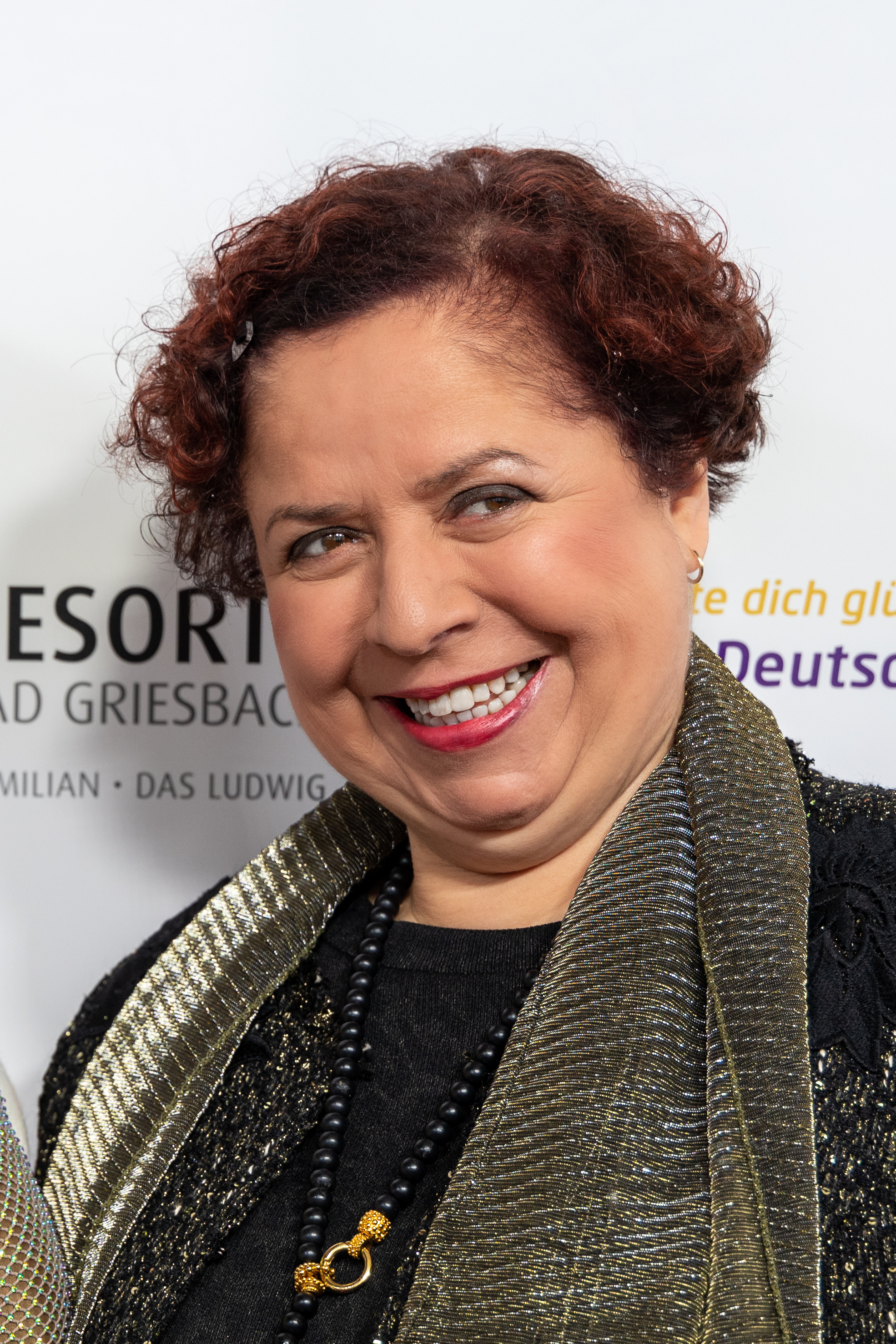
Franziska Traub (* 1962)

- Traub, Fritz (1929–2008), deutscher Jurist
- Traub, Gottfried (1869–1956), deutscher Theologe und Politiker (Fortschrittliche Volkspartei, Deutschnationale Volkspartei)
- Traub, Günter (* 1939), deutscher Eisschnellläufer
- Traub, Gustav (1885–1955), deutscher Maler und Grafiker
- Traub, Hans (1901–1943), deutscher Zeitungs- und Filmwissenschaftler
- Traub, Hellmut (1904–1994), deutscher evangelischer Theologe
- Traub, Hermann (1944–2013), deutscher Theologe und langjähriger Generalsekretär des CVJM Baden
- Traub, Hugo (* 1879), böhmischer und tschechoslowakischer Historiker
- Traub, Josef (1860–1934), spätnazarenischer Schweizer Maler
- Traub, Joseph F. (1932–2015), deutsch-amerikanischer Mathematiker und Hochschullehrer
- Traub, Jürgen (* 1943), deutscher Roll- und Eisschnellläufer
- Traub, Karl (1941–2021), deutscher Politiker (CDU), MdL, Bürgermeister
- Traub, Ludwig (1844–1898), württembergischer Maler und Illustrator
- Traub, Marianne (* 1934), deutsche Bildhauerin
- Traub, Oswald (1926–2020), deutscher Fußballspieler
- Traub, Reinhard, Lichtdesigner
- Traub, Rüdiger (* 1968), deutscher Handballspieler und -trainer
- Traub, Silke (* 1964), deutsche Bildungswissenschaftlerin
- Traub, Sophie (* 1988), kanadische Schauspielerin
- Traub, Stefan, deutscher Jazz-Vibraphonist und Filmkomponist
- Traub, Stefan (* 1968), deutscher Wirtschaftswissenschaftler
- Traub, Torsten (* 1975), deutscher Fußballspieler
- Traub, Vera (* 1994), deutsche MathematikerinVera Traub (* 1994)

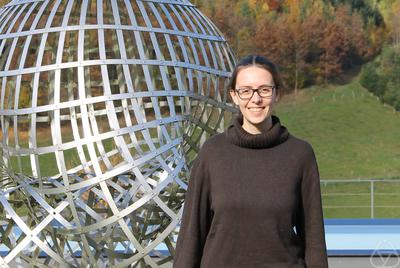
Vera Traub (* 1994)

- Traub, Wilhelm (1828–1874), württembergischer Maler
- Traub, Wilhelm (1914–1998), deutscher Politiker (SPD), MdL, MdB
- Traube, Arthur (1878–1948), deutscher Chemiker
- Traube, Herbert (* 1924), österreichisch-französischer Überlebender des Holocausts
- Traube, Hermann (1860–1913), deutscher Mineraloge
- Traube, Isidor (1860–1943), deutscher Physikochemiker
- Traube, Klaus (1928–2016), deutscher Atomkraftmanager, später Gegner der friedlichen Atomenergienutzung
- Traube, Ludwig (1818–1876), deutscher Arzt, Internist und Pathophysiologe
- Traube, Ludwig (1861–1907), deutscher klassischer Philologe, Mediävist und Paläograph
- Traube, Margarete (1856–1912), deutsche Chemikerin und Feministin
- Traube, Moritz (1826–1894), deutscher Chemiker und Universalgelehrter
- Traube, Wilhelm (1866–1942), deutscher ChemikerWilhelm Traube (1866–1942)

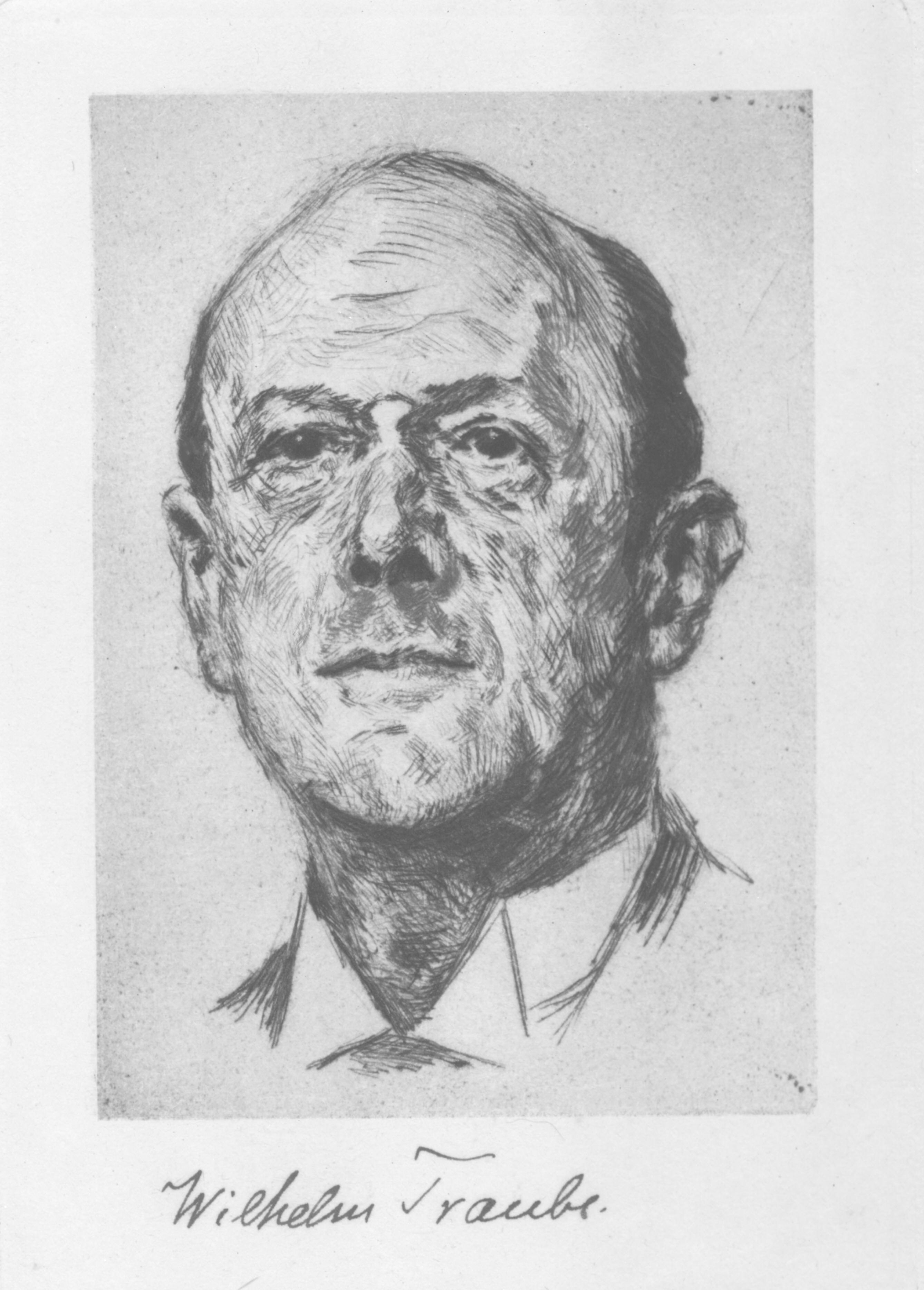
Wilhelm Traube (1866–1942)

- Traubel, Helen (1899–1972), US-amerikanische Opernsängerin (Sopran)
- Traubel, Sarah (* 1986), deutsche Opern- und Konzertsängerin der Stimmlage Sopran
- Trauberg, Ilja Sacharowitsch (1905–1948), russischer Regisseur und Drehbuchautor
- Trauberg, Leonid Sacharowitsch (1902–1990), russisch-jüdischer Regisseur und Drehbuchautor
- Traublinger, Heinrich (* 1943), deutscher Politiker (CSU), MdL
- Trauboth, Ferdinand (* 1898), deutscher Tischler und Parlamentsabgeordneter (NDPD), MdV
- Trauboth, Jörg H. (* 1943), deutscher Autor und Generalstabsoffizier

#### Trauc
- Traucki, Andrew, australischer Filmemacher
- Trauco, Miguel (* 1992), peruanischer Fußballspieler

#### Traud
- Trauden, Robert (1906–1964), deutscher Radrennfahrer
- Traudenius, Paulus († 1643), Gouverneur von Niederländisch-Formosa
- Traudt, Valentin (1864–1950), deutscher Lehrer, Schriftsteller und Politiker (SPD), MdL

#### Traue
- Traue, Antje (* 1981), deutsche SchauspielerinAntje Traue (* 1981)

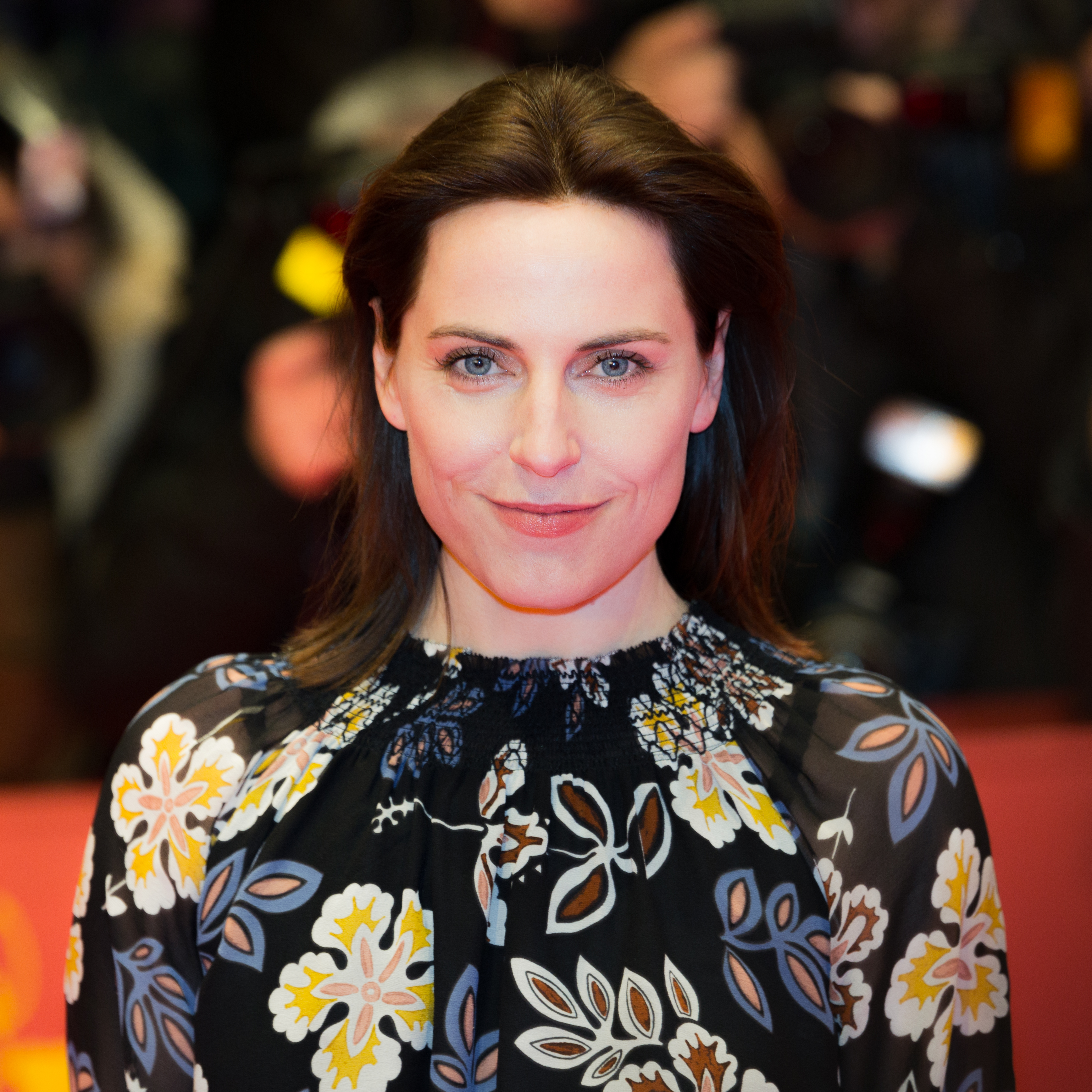
Antje Traue (* 1981)

- Traue, Harald (* 1950), deutscher Emotions- und Stressforscher
- Trauer, Günther (1878–1956), deutscher Bauingenieur, Stadtplaner und Baubeamter
- Trauer, Philipp (* 1988), deutscher Filmproduzent
- Trauernicht, Gert (* 1965), deutscher Industriedesigner
- Trauernicht, Gitta (* 1951), deutsche Politikerin (SPD), MdL, Landesminister in Schleswig-Holstein und Niedersachsen
- Trauernicht, Rolf (1924–2017), deutscher Unternehmer
- Trauernicht, Theodor (1896–1970), deutscher Politiker (SRP)

#### Trauf
- Trauffer (* 1979), Schweizer Mundart-Popsänger
- Trauffer, Roland-Bernhard (* 1945), Schweizer Ordenspriester und Theologe

#### Traug
- Traugott, Angelika (* 1952), deutsche Mittelstreckenläuferin
- Traugott, Erich (1928–2016), kanadischer Trompeter
- Traugutt, Romuald (1826–1864), polnischer General

#### Traul
- Traulsen, Friedrich (1887–1979), deutscher Maler und Grafiker und Radierer
- Traulsen, Heinrich (1843–1914), deutscher Landwirt, Hafenarbeiter und Schriftsteller

#### Traum
- Traumann, Stefan (* 1961), deutscher Diplomat

#### Traun
- Traun, Antonie (1850–1924), deutsche Sozialreformerin
- Traun, Christian Justus Friedrich (1804–1881), deutscher Kaufmann und Fabrikant
- Traun, Ernst von (1608–1668), österreichischer Adliger und Militär
- Traun, Friedrich Adolf (1876–1908), deutscher Olympiasieger im Tennis-Herrendoppel 1896
- Traun, Gustav (1844–1904), österreichischer Hof- und Gerichtsadvokat und Politiker, Landtagsabgeordneter
- Traun, Heinrich (1838–1909), deutscher Industrieller und Politiker, MdHB, Senator
- Traun, Sigmund Adam von (1573–1638), österreichischer Freiherr, Hofkammerpräsident und niederösterreichischer Landesmarschall
- Traun, Ursula (1918–2020), deutsche Synchronsprecherin und Schauspielerin
- Traunecker, Claude (* 1943), französischer Ägyptologe
- Trauner, Alexandre (1906–1993), ungarischer Szenenbildner
- Trauner, Dirk (* 1967), österreichischer Chemiker
- Trauner, Gernot (* 1992), österreichischer FußballspielerGernot Trauner (* 1992)

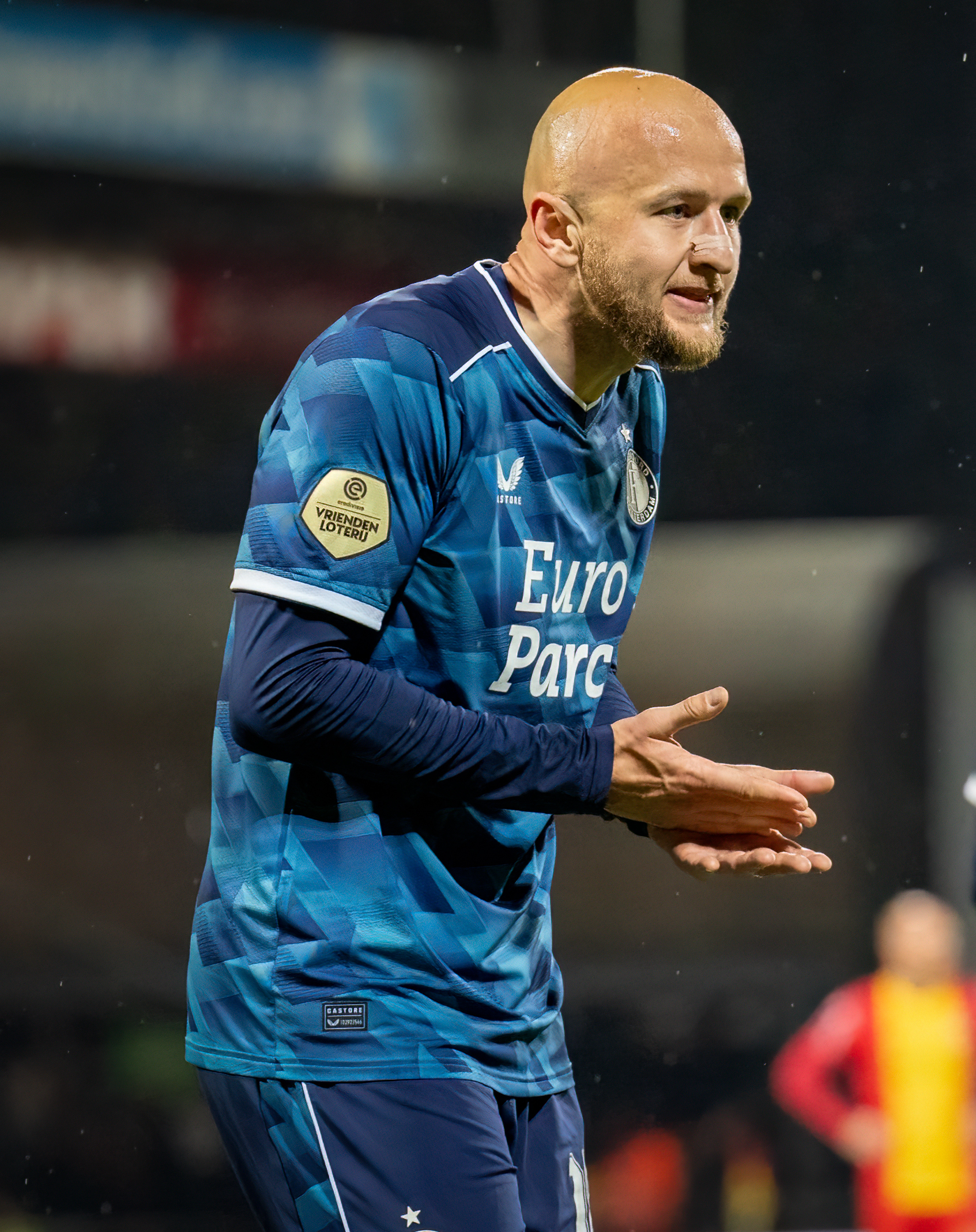
Gernot Trauner (* 1992)

- Trauner, Ignaz von (1638–1694), deutscher Benediktiner und Abt
- Trauner, Maurus von (1624–1670), deutscher Benediktiner und Abt
- Trauner, Otto (1887–1918), österreichischer akademischer Maler, Radierer, Lithograph und Illustrator
- Trauner, Rudolf junior (1954–2024), österreichischer Politiker (ÖVP), Landtagsabgeordneter
- Trauner, Rudolf senior (1918–2004), österreichischer Politiker (ÖVP), Landtagsabgeordneter
- Traunfellner, Claudius (* 1965), österreichischer Dirigent
- Traunfellner, Franz (1913–1986), österreichischer Maler und Grafiker
- Traunfellner, Leopold (1866–1949), österreichischer Politiker (CSP), Landtagsabgeordneter
- Traunmüller, Richard (* 1980), österreichischer Politologe
- Traunmüller, Roland (* 1940), österreichischer Informatiker
- Traunspurger, Walter (* 1956), deutscher Zoologe

#### Traup
- Traupe, August (1903–1969), deutscher Bildhauer
- Traupe, Karl (1930–2023), deutscher Jurist, Hauptgeschäftsführer einer Handwerkskammer und Autor
- Traupel, Walter (1914–1998), Schweizer Maschinenbauingenieur und Hochschullehrer
- Traupel, Wilhelm (1891–1946), deutscher Manager, SS-Führer und Nationalsozialist

#### Traus
- Trausch, Demy (1900–1945), luxemburgischer römisch-katholischer Geistlicher und Märtyrer
- Trausch, Gilbert (1931–2018), luxemburgischer Historiker
- Trausch, Joseph (1795–1871), Siebenbürger Historiker und Literaturwissenschaftler
- Trauschenfels, Eugen von (1833–1903), siebenbürgischer Verwaltungsjurist, Publizist und Historiker
- Trauschke, Cornelia (* 1966), deutsche Fußballspielerin
- Trausenecker, deutscher Fußballspieler
- Trausmuth, Gudrun (* 1969), österreichische Literaturwissenschaftlerin
- Traußnig, Adolf (1903–1990), österreichischer Politiker (ÖVP), Abgeordneter zum Nationalrat
- Traustel, Sergei (1903–1975), deutscher Maschinenbauingenieur und Hochschullehrer
- Trausti Eyjólfsson (1927–2010), isländischer Leichtathlet

#### Traut
- Traut, Bill († 2014), US-amerikanischer Musikproduzent und -manager
- Traut, Carl (1872–1956), deutscher Schriftsteller
- Traut, Hans (1895–1974), deutscher Offizier, zuletzt Generalleutnant im Zweiten Weltkrieg
- Traut, Herbert (1927–1989), deutscher Manager, Generaldirektor eines DDR-Betriebs, Kandidat des ZK der SED
- Traut, Herbert F. (1894–1963), US-amerikanischer Gynäkologe und Geburtshelfer
- Traut, Hermann (1866–1931), deutscher Bibliothekar
- Traut, Karl (1906–1986), deutscher SS-Obersturmbannführer
- Traut, Michael (* 1964), deutscher Offizier
- Traut, Sascha (* 1985), deutscher Fußballspieler
- Traut, Walter (1907–1979), österreichischer Filmproduktions- und Herstellungsleiter
- Traut, Wolf († 1520), deutscher Maler, Zeichner und Grafiker
- Trautenberger, Thomas, deutscher Politiker und Bürgermeister
- Trauterbuhl, Johann (1521–1585), deutscher Rechtswissenschaftler und Politiker
- Trautewein, August (1860–1932), deutscher Politiker (SPD)
- Trauth, Gero (* 1942), deutscher Maler, Grafiker und Designer
- Träutlein-Peer, Ingrid, deutsche Filmeditorin
- Trautloft, Johannes (1912–1995), deutscher Luftwaffenoffizier, zuletzt als Generalleutnant der Bundesluftwaffe
- Trautman, Adam (* 1997), US-amerikanischer Footballspieler
- Trautman, Allan (* 1955), US-amerikanischer Puppenspieler und Schauspieler
- Trautman, Andrzej (* 1933), polnischer theoretischer Physiker
- Trautman, Donald Walter (1936–2022), US-amerikanischer Geistlicher, römisch-katholischer Bischof von Erie
- Trautman, Juri Andrejewitsch (1909–1986), russischer Architekt und Stadtplaner
- Trautman, Matt (* 1985), südafrikanischer Triathlet und Ironman-Sieger (2014)
- Trautman, Milton Bernhard (1899–1991), US-amerikanischer Ichthyologe und Ornithologe
- Trautman, Morty († 2012), US-amerikanischer Jazzmusiker
- Trautmanis, Martinš (* 1988), lettischer Radrennfahrer
- Trautmann, Albert (1867–1920), deutscher Apotheker, Heimatforscher und Schriftsteller
- Trautmann, Alfred (1884–1952), deutscher Veterinärmediziner und Hochschullehrer
- Trautmann, Andreas (* 1959), deutscher Fußballspieler und -trainer
- Trautmann, Bert (1923–2013), deutscher Fußballspieler und -trainerBert Trautmann (1923–2013)

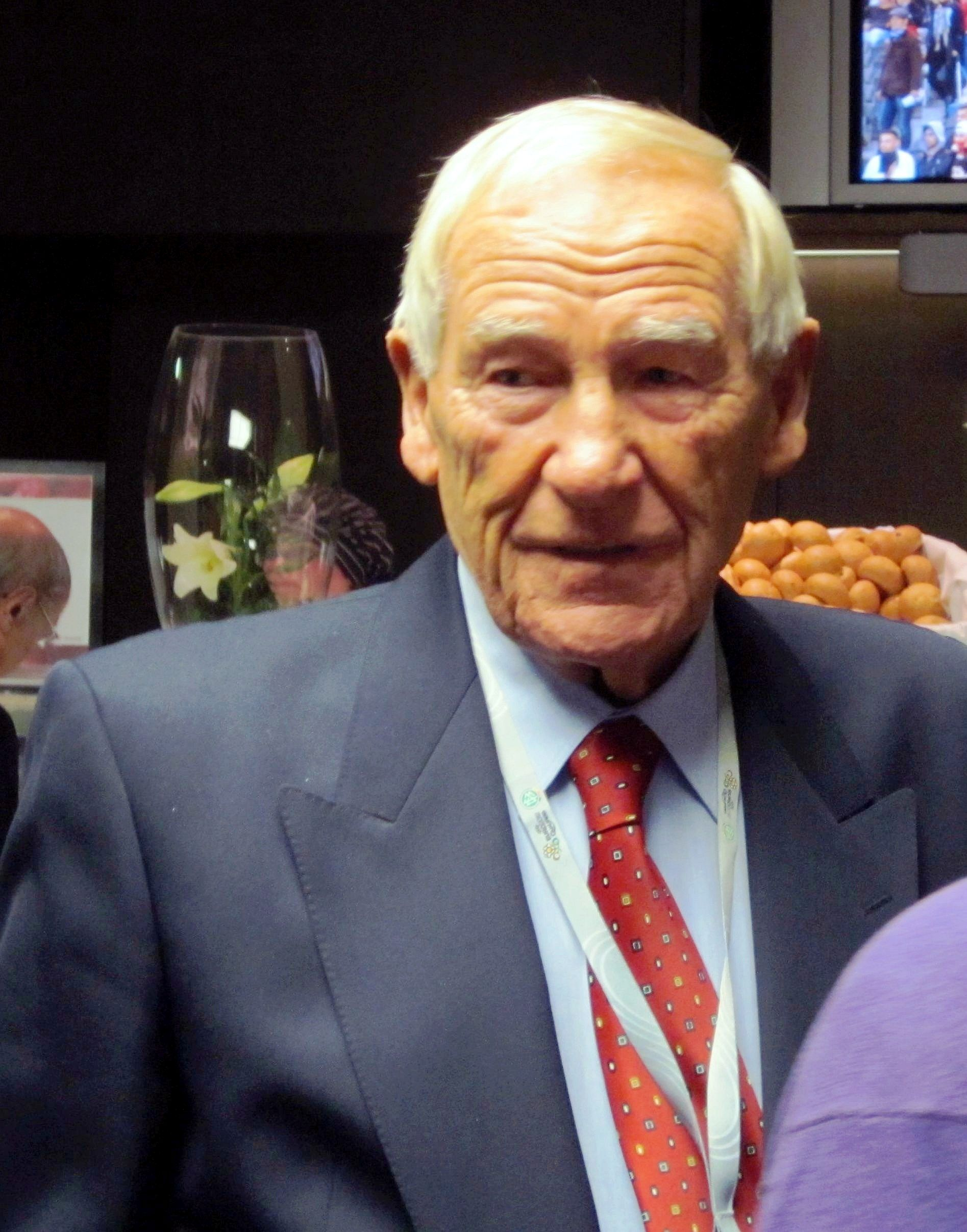
Bert Trautmann (1923–2013)

- Trautmann, Catherine (* 1951), französische Politikerin, MdEP
- Trautmann, Chris (* 1964), deutscher Übersetzer und Schriftsteller
- Trautmann, Christel (1936–2020), deutsche Politikerin (SPD), MdL
- Trautmann, Denis (* 1972), deutscher Leichtathlet
- Trautmann, Erich (1881–1947), deutscher Jurist
- Trautmann, Eva (* 1982), deutsche Pentathletin
- Trautmann, Ferdinand (1833–1902), deutscher Ohrenarzt, Sanitätsoffizier und Hochschullehrer
- Trautmann, Frank (* 1960), deutscher Kameramann
- Trautmann, Franz (1939–2022), deutscher römisch-katholischer Theologe
- Trautmann, Günter (1941–2001), deutscher Politikwissenschaftler
- Trautmann, Günther (1940–2021), deutscher Mathematiker
- Trautmann, Herbert (1948–2006), deutscher Politiker (CDU), MdL
- Trautmann, Hermann (1842–1926), deutscher Kaufmann und Politiker (NLP), MdR
- Trautmann, J. Michael, US-amerikanischer Schauspieler
- Trautmann, Jalaludin (* 1981), deutscher Kameramann
- Trautmann, Joachim (* 1967), deutscher Fußballspieler
- Trautmann, Johann Georg (1713–1769), deutscher Maler und Grafiker
- Trautmann, Johann Georg (1805–1888), deutscher Kaufmann und Abgeordneter
- Trautmann, Karl (1857–1936), deutscher Kulturhistoriker
- Trautmann, Karl (* 1932), deutscher Fußballspieler und -trainer
- Trautmann, Karl-Heinz (* 1930), deutscher Metallgestalter
- Trautmann, Lara (* 1988), deutsche Synchronsprecherin, Sängerin, Moderatorin, Let’s Playerin und Livestreamerin auf TwitchLara Trautmann (* 1988)

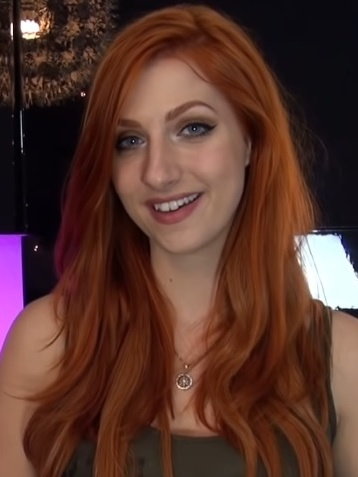
Lara Trautmann (* 1988)

- Trautmann, Lothar (1935–2010), deutscher Theaterregisseur
- Trautmann, Ludwig (1885–1957), deutscher Schauspieler
- Trautmann, Maria, deutsche katholische Theologin und Hochschullehrerin
- Trautmann, Maria (* 1990), deutsche Jazz- und Improvisationsmusikerin und Dramatikerin
- Trautmann, Markus (* 1970), deutscher katholischer Theologe und Autor
- Trautmann, Mike (* 1974), deutscher Leichtathlet
- Trautmann, Monique, deutsche Sängerin, Songwriterin und Model
- Trautmann, Moritz (1842–1920), deutscher Anglist
- Trautmann, Norbert (* 1939), deutscher Chemiker
- Trautmann, Oskar (1877–1950), deutscher Diplomat
- Trautmann, Paul (1881–1929), deutscher Jurist und Politiker
- Trautmann, Paul (* 1916), deutscher Eishockeyspieler
- Trautmann, Petra (1921–1967), deutsche Schauspielerin
- Trautmann, Reinhold (1883–1951), deutscher Slawist
- Trautmann, Richard (* 1969), deutscher JudokaRichard Trautmann (* 1969)

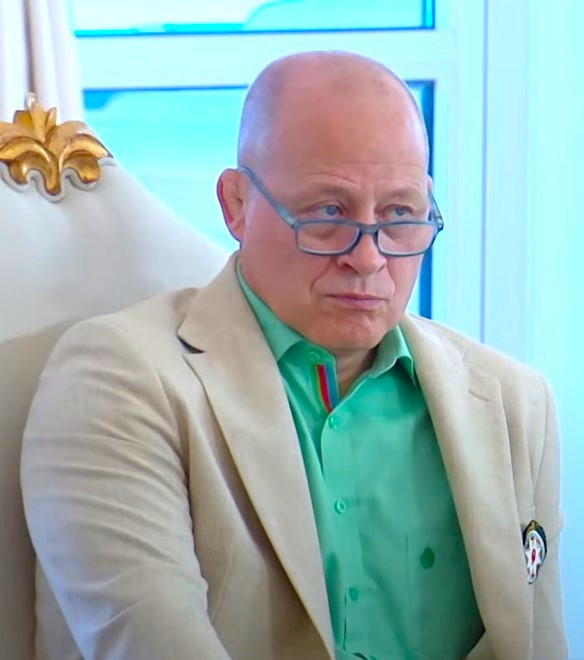
Richard Trautmann (* 1969)

- Trautmann, Rosemarie (* 1929), deutsche Metallgestalterin
- Trautmann, Rosmarie (1938–2016), deutsche Rechtswissenschaftlerin
- Trautmann, Rudolf (1908–1944), deutscher Politiker (NSDAP), MdR
- Trautmann, Thomas (* 1957), deutscher Pädagoge
- Trautmann, Walter (1906–1983), deutscher Journalist, Chefredakteur mehrerer nationalsozialistischer Tageszeitungen und der Vereinigten Wirtschaftsdienste
- Trautmann, Wilhelm (1846–1903), deutscher Jurist und Politiker (NLP), MdR
- Trautmann, Wilhelm (1888–1969), deutscher Fußballspieler
- Trautmann, Willi (1924–1966), deutscher Tischtennisspieler
- Trautmann, William E. (1869–1940), Brauerei-Arbeiter, Gewerkschafter, Zeitungs-Redakteur, Autor, Redner
- Trautmann, Wolfgang (* 1944), deutscher Soziologe und Autor
- Trautmann-Nehring, Erika (1897–1968), deutsche Archäologin und Illustratorin
- Trautmannsdorf, Christoph von († 1480), Bischof von Seckau
- Trautmannsdorff, Maria Thaddäus von (1761–1819), Bischof von Königgrätz; Erzbischof von Olmütz; Kardinal der Römisch-Katholischen Kirche
- Trautner, Carolina (* 1961), deutsche Politikerin (CSU), MdL
- Trautner, Eberhard (* 1967), deutscher Fußballtorhüter
- Trautner, Elfriede (1925–1989), österreichische Grafikerin
- Trautner, Hanns Martin (* 1943), deutscher Entwicklungspsychologe
- Träutner, Iris, österreichische Sängerin und Songwriterin
- Trautner, Peter (1951–2017), deutscher Künstler
- Trautner, Thomas (1932–2023), deutscher Biologe
- Trautner, Tobias (* 1995), deutscher Fußballtorhüter
- Trautnitz, Georg, deutscher Ökonom
- Trautsch, Asmus (* 1976), deutscher Dichter, Philosoph, Dozent und Kurator
- Trautsch, Erich (1904–1985), deutscher Bauunternehmer
- Trautsch, Heinz (* 1927), deutscher Militär, Generalleutnant der LSK/LV der Nationalen Volksarmee
- Trautschold, Gustav (1871–1944), deutscher Schauspieler, Theaterregisseur und Filmregisseur
- Trautschold, Hermann (1817–1902), deutsch-russischer Geologe und Paläontologe
- Trautschold, Ilse (1906–1991), deutsche Schauspielerin
- Trautschold, Johann Friedrich (1773–1842), deutscher Oberfaktor, Hüttenmeister und Unternehmenschronist
- Trautschold, Johann Gottlob (1777–1862), sächsischer Pfarrer, Theologe, Pädagoge und Dichter
- Trautschold, Manfred (1854–1921), deutschamerikanischer Genremaler und Lithograf
- Trautschold, Walter (1902–1969), deutscher Maler, Zeichner, Karikaturist, Bildhauer und Bühnenbildner
- Trautschold, Wilhelm (1815–1877), deutscher Porträtmaler
- Trautson, Balthasar II. von († 1594), österreichischer Staatsmann
- Trautson, Ernst von (1633–1702), katholischer Bischof von Wien
- Trautson, Johann Franz von (1609–1663), österreichischer Adeliger, Staatsmann und Statthalter des Landes Niederösterreich
- Trautson, Johann II. von († 1531), österreichischer Staatsmann
- Trautson, Johann III. von († 1589), österreichischer Staatsmann
- Trautson, Johann Joseph von (1707–1757), Erzbischof von Wien und Kardinal
- Trautson, Johann Karl von (1684–1729), kaiserlich österreichischer Generalfeldwachtmeister und Inhaber des Infanterie-Regiments No.35
- Trautson, Johann Leopold Donat von (1659–1724), österreichischer Fürst, Erzieher und Obersthofmeister Kaiser Josephs I.
- Trautson, Johann Wilhelm von (1700–1775), erster und letzter Besitzer des von seinem Vater gestifteten Majorates, letzter Vertreter seiner Linie
- Trautson, Paul Sixt III. von († 1621), österreichischer Staatsmann
- Trauttenberg, Hans (1909–1985), österreichischer Eishockeyspieler
- Trauttenberg, Hubertus (* 1941), österreichischer Militär, General des Österreichischen BundesheeresHubertus Trauttenberg (* 1941)

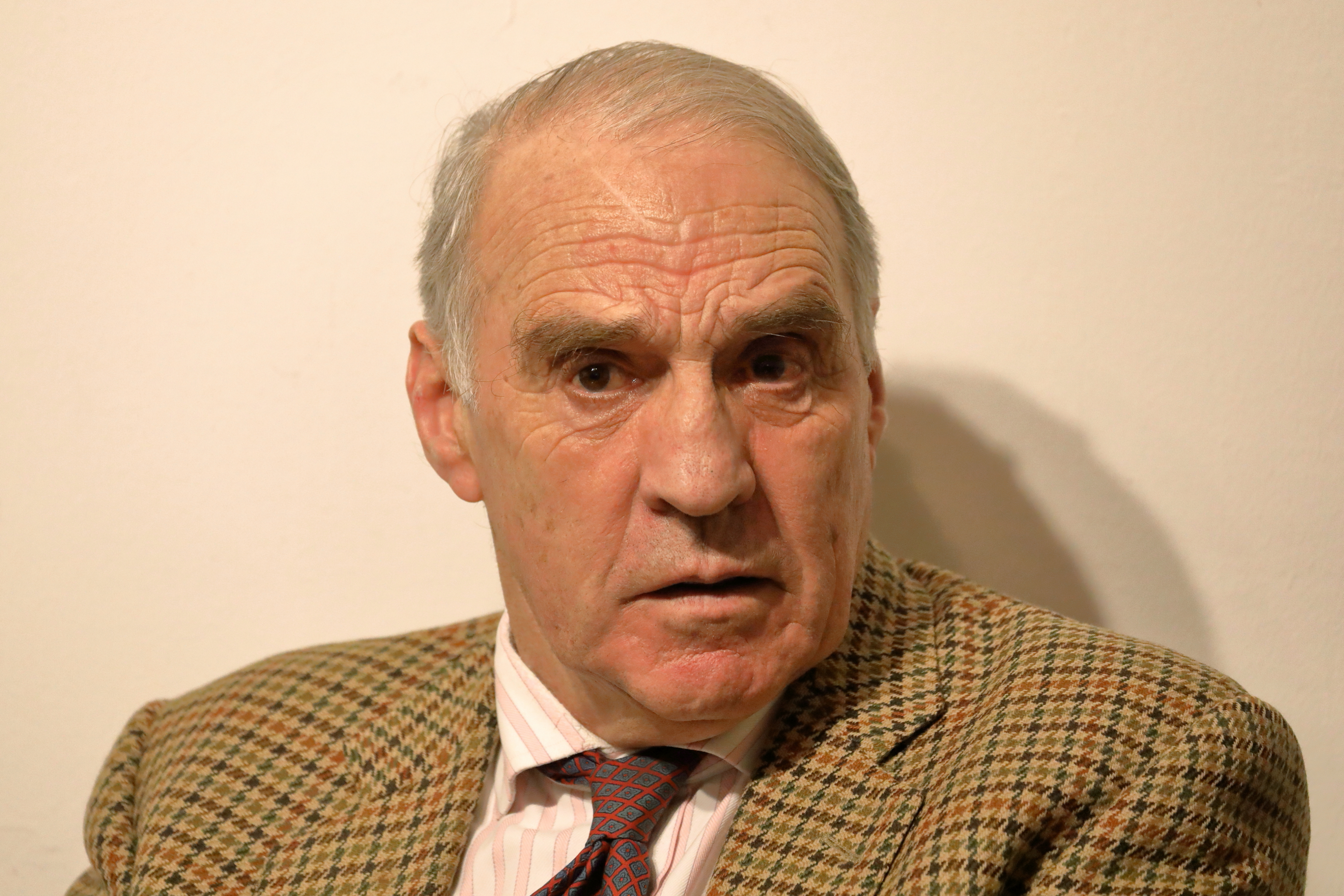
Hubertus Trauttenberg (* 1941)

- Trauttenberg, Leopold von (1761–1814), österreichischer General
- Trauttmannsdorff, Franz Ehrenreich von (1662–1719), österreichischer Diplomat
- Trauttmannsdorff, Franz Norbert von (1705–1786), kaiserlicher Oberst-Erblandmarschall von Böhmen und Ritter des goldenen Vlieses
- Trauttmansdorff, Adam Matthias von (1617–1684), Landmarschall und königlicher Statthalter in Böhmen
- Trauttmansdorff, Ferdinand (* 1950), österreichischer Botschafter in Prag
- Trauttmansdorff, Ferdinand von (1749–1827), österreichischer Adliger, Diplomat und Politiker
- Trauttmansdorff, Johannes von († 1483), salzburgischer römisch-katholischer Geistlicher
- Trauttmansdorff, Maximilian von und zu (1584–1650), österreichischer Politiker
- Trauttmansdorff, Siegmund Joachim von († 1706), Feldmarschall
- Trauttmansdorff, Victoria (* 1960), österreichische Schauspielerin
- Trauttmansdorff-Weinsberg, Ferdinand Von (1825–1896), österreichischer Adliger, Diplomat und Politiker
- Trauttner, Andreas (1702–1782), deutscher Landmesser und Kartenzeichner
- Trautvetter, Andreas (* 1955), deutscher Politiker (CDU), MdL
- Trautvetter, Benjamin (* 1985), deutscher Handballspieler
- Trautvetter, Ernst Rudolph von (1809–1889), deutschbaltischer Botaniker und Universitätsrektor
- Trautvetter, Johan Reinhold von († 1741), schwedischer Generalleutnant und Freiherr
- Trautvetter, Paul (1889–1983), Schweizer reformierter Pfarrer und Pazifist
- Trautvetter, Rudolf (1891–1982), deutscher Luftwaffenadmiral
- Trautwein, Alfred (1940–2019), deutscher Biophysiker
- Trautwein, Dieter (1928–2002), deutscher evangelischer Theologe, Texter und Komponist
- Trautwein, Edith (1882–1967), deutsche Bibliothekarin und Politikerin (SPD), MdL
- Trautwein, Eduard (1893–1978), deutscher Maler
- Trautwein, Ernst (* 1936), deutscher Eishockeyspieler und -trainer
- Trautwein, Eugen (* 1938), deutscher Betriebswirt, Unternehmer und Mäzen
- Trautwein, Friedrich (1888–1956), deutscher Pionier der elektronischen Musik
- Trautwein, Fritz (1911–1993), deutscher Architekt
- Trautwein, Hans-Michael (* 1957), deutscher Volkswirtschaft
- Trautwein, Katrin (* 1962), Schweizer Farbforscherin und Unternehmerin
- Trautwein, Kurt (1881–1958), deutscher Mikrobiologe
- Trautwein, Kurt (1906–1990), deutscher Fußballspieler
- Trautwein, Theodor (1833–1894), deutscher Buchhändler, Redakteur und Mitbegründer des Deutschen Alpenvereins
- Trautwein, Ulrich (* 1972), deutscher Psychologe, Pädagoge und Hochschullehrer
- Trautwein, Ulrike (* 1958), evangelische Theologin und Generalsuperintendentin
- Trautwein, Ursula (* 1932), deutsche Autorin
- Trautwein, Wolfgang (1922–2011), deutscher Physiologe
- Trautwein, Wolfgang (1946–2023), deutscher Diplomat
- Trautwein, Wolfgang (* 1949), deutscher Germanist, Literaturwissenschaftler und Archivar
- Trautwein, Wolfgang (* 1961), deutscher Sportschütze
- Trautwine, John C. (1810–1883), US-amerikanischer Bau- und Eisenbahningenieur
- Trautz, Friedrich Max (1877–1952), deutscher Offizier und Japanologe
- Trautz, Fritz (1917–2001), deutscher Historiker
- Trautz, Max (1880–1960), deutscher Chemiker
- Trautz, Rudolf (1936–2021), deutscher Turniertänzer (lateinamerikanische Tänze), Tanzlehrer und Tanzsport-Funktionär
- Trautzl, Julius (1859–1958), österreichischer Bildhauer und Medailleur
- Trautzsch, Walter (1903–1971), deutscher antifaschistischer Widerstandskämpfer und „Thälmann-Kurier“
- Trautzschen, Hans Karl Heinrich von (1730–1812), deutscher Dichter und Militärschriftsteller

#### Trauz
- Trauzettel, Helmut (1927–2003), deutscher Architekt und Hochschullehrer
- Trauzettel, Ludwig (* 1951), deutscher Landschaftsarchitekt
- Trauzettel, Manfred (1929–2001), deutscher Maler und Grafiker
- Trauzettel, Rolf (1930–2019), deutscher Sinologe und Historiker
- Trauzl, Isidor (1840–1929), österreichischer Chemiker sowie Industrieller

### Trav
- Travaglia, Giovanni (1643–1687), italienischer Bildhauer und Architekt des Barock
- Travaglia, Simon (* 1964), neuseeländischer Autor
- Travaglia, Stefano (* 1991), italienischer TennisspielerStefano Travaglia (* 1991)

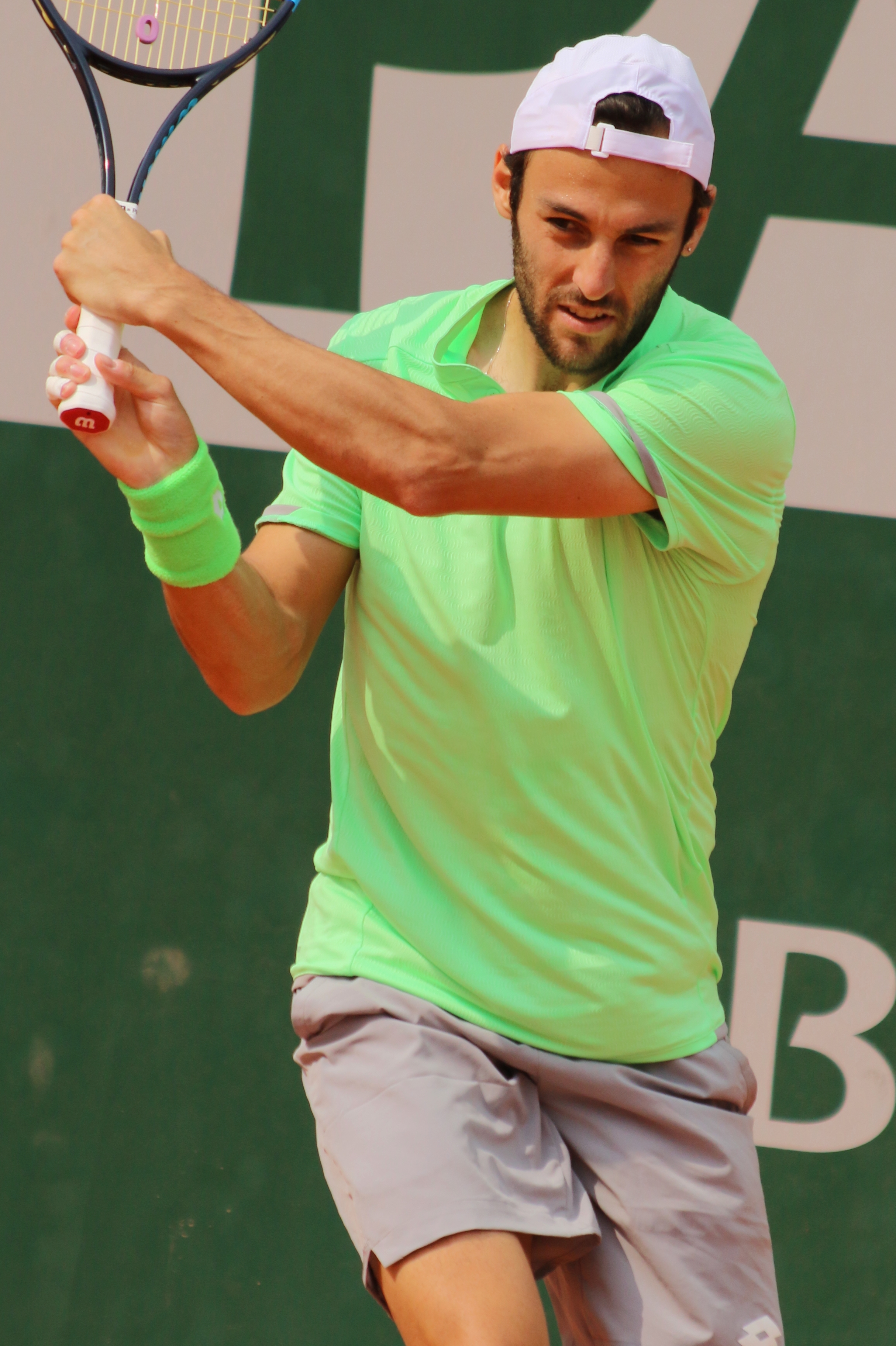
Stefano Travaglia (* 1991)

- Travaglini, Gabriel (* 1958), argentinischer Rugbyspieler
- Travaglini, Mário (1932–2014), brasilianischer Fußballspieler und -trainer
- Travaglini, Peter (1927–2015), Schweizer Maler, Plastiker, Bildhauer und Grafiker
- Travaglino, Luigi (* 1939), italienischer Geistlicher, Kurienerzbischof der römisch-katholischen Kirche, Apostolischer Nuntius
- Travaglio, Marco (* 1964), italienischer Journalist
- Travaini, Lucia (* 1953), italienische Numismatikerin
- Traval, Wil (* 1980), australischer Schauspieler
- Travalena, Fred (1942–2009), US-amerikanischer Stimmenimitator, Komiker und Schauspieler
- Travanti, Daniel J. (* 1940), US-amerikanischer Schauspieler
- Travas, Benny Mario (* 1966), pakistanischer Geistlicher, römisch-katholischer Erzbischof von Karatschi
- Travassos Valdez, José Lúcio (1787–1862), portugiesischer Politiker
- Travassos, José (1922–2002), portugiesischer Fußballspieler
- Travassos, Lauro (1890–1970), brasilianischer Entomologe, Helminthologe und Hochschullehrer
- Travella, Francesco Maria (1802–1854), Schweizer römisch-katholischer Geistlicher und Schriftsteller
- Travella, Rocco (* 1967), Schweizer Bahnradsportler
- Travelletti, Adolphe (1914–1985), Schweizer Politiker
- Travelmann, Bernhard, Domherr in Münster
- Travelmann, Gottfried († 1391), Bürgermeister der Hansestadt Lübeck
- Traven, B. (1882–1969), deutschsprachiger SchriftstellerB. Traven (1882–1969)

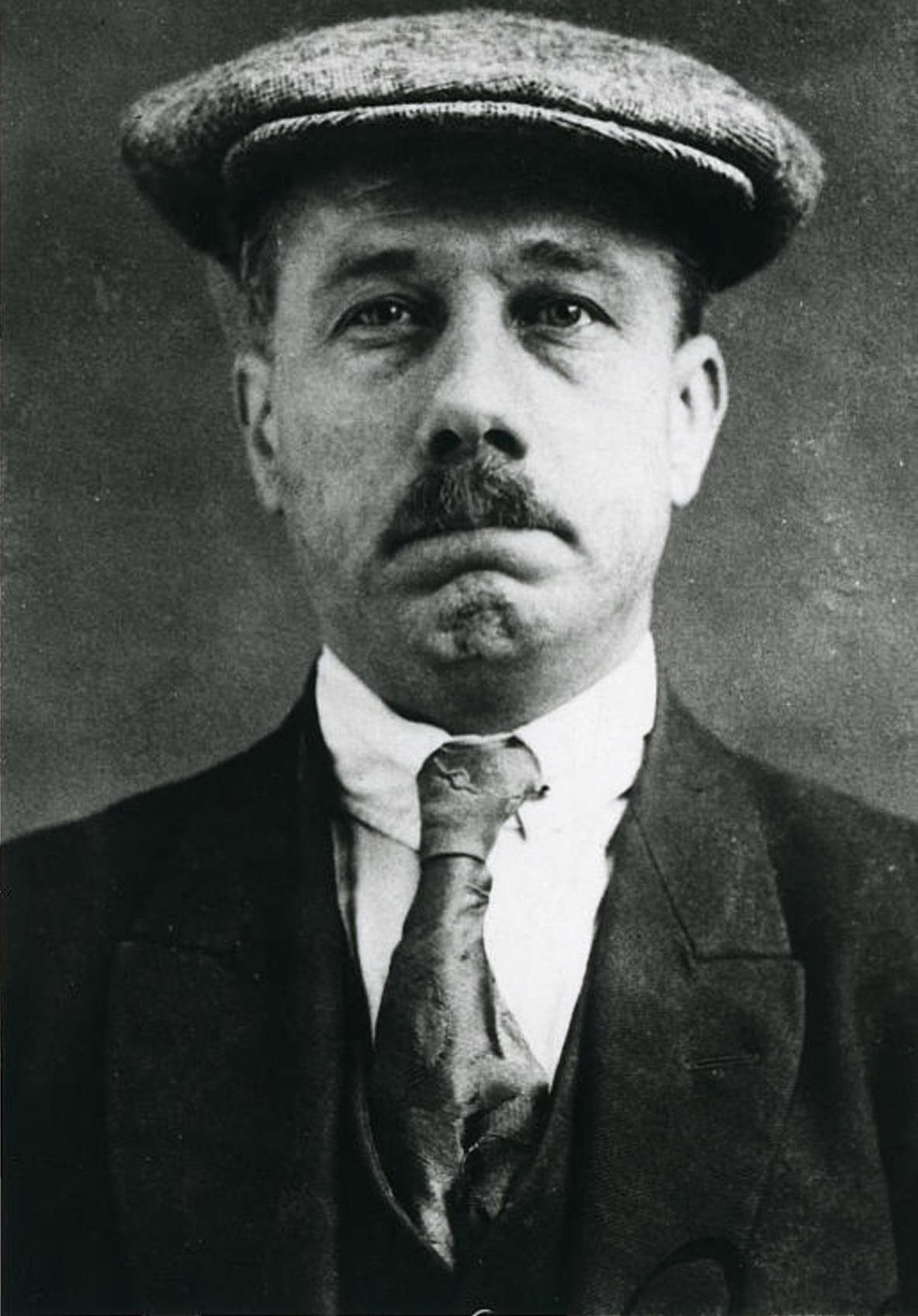
B. Traven (1882–1969)

- Traver, Josep (* 1968), spanischer Folk- und Jazzmusiker (Gitarre)
- Travers, Aileen (* 1966), schottische Badmintonspielerin
- Travers, Allan (1892–1968), US-amerikanischer Baseballspieler
- Travers, Andrina (* 1995), Schweizer Pop-Sängerin und Schauspielerin
- Travers, Bill (1922–1994), britischer Theater- und Filmschauspieler, Fernsehproduzent, Drehbuchautor und Regisseur sowie engagierter Tierschützer
- Travers, Dan (* 1956), schottischer Badmintonspieler
- Travers, Dean (* 1996), kaimanischer Skifahrer
- Travers, Dillon (* 1991), britisch-caymanischer Skirennläufer
- Travers, Dow (* 1987), kaimanischer Skifahrer
- Travers, Fritz (1874–1929), Oberbürgermeister von Wiesbaden
- Travers, Gustav (1839–1892), deutscher Diplomat
- Travers, Henry (1874–1965), britischer Film- und TheaterschauspielerHenry Travers (1874–1965)

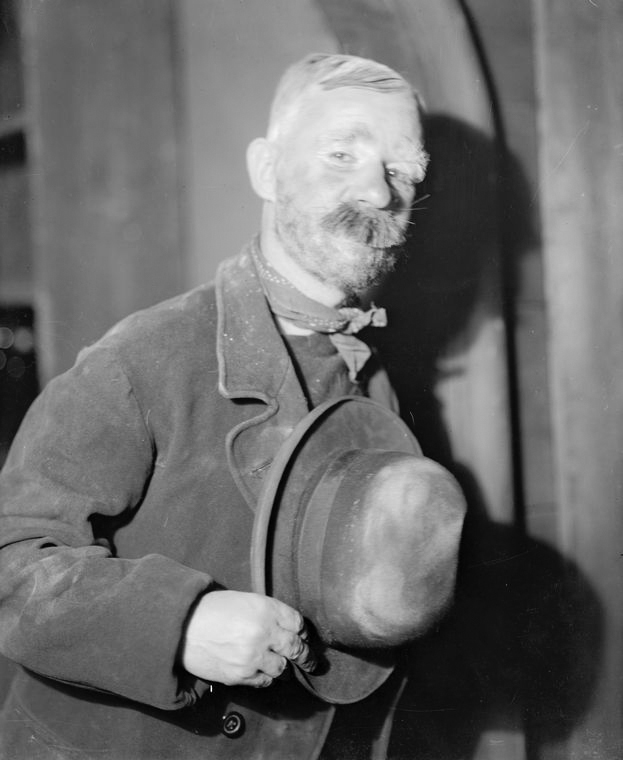
Henry Travers (1874–1965)

- Travers, Johann (1483–1563), Schweizer Jurist, Bündner Landeshauptmann und Heerführer, Mitbegründer der rätoromanischen Sprache und Förderer der Reformation im Engadin
- Travers, John († 1758), englischer Komponist, Organist und Musik-Kopist der späten Barockzeit
- Travers, John (* 1989), britischer Schauspieler
- Travers, John (* 1991), irischer Mittel- und Langstreckenläufer
- Travers, Lily (* 1990), britische Schauspielerin
- Travers, Linden (1913–2001), britische Schauspielerin
- Travers, Mark (* 1999), irischer Fußballtorhüter
- Travers, Mary (1936–2009), US-amerikanische Folksängerin und Singer-Songwriter
- Travers, Morris William (1872–1961), englischer Chemiker
- Travers, P. L. (1899–1996), australische SchriftstellerinP. L. Travers (1899–1996)

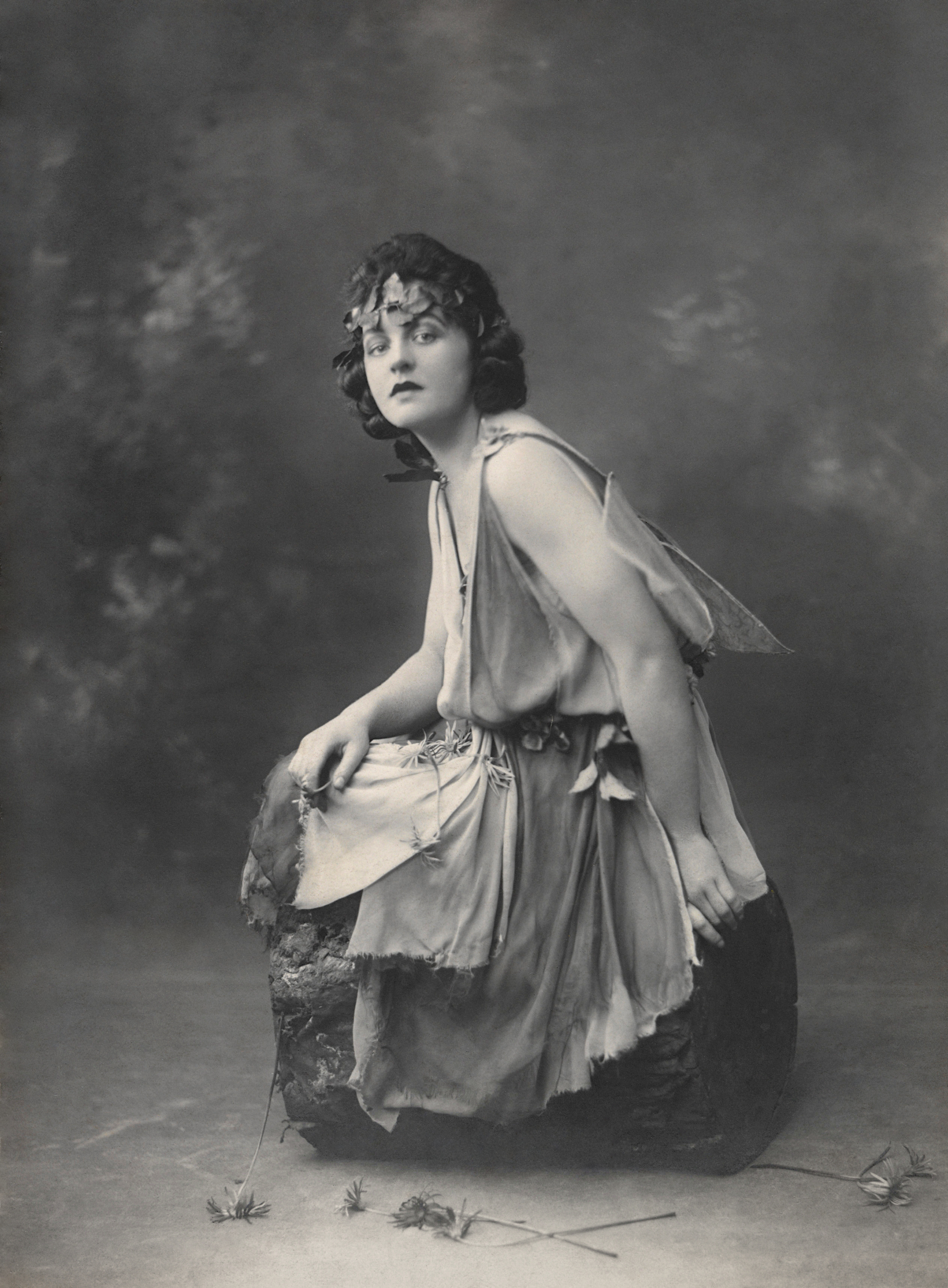
P. L. Travers (1899–1996)

- Travers, Pat (* 1954), kanadischer Rockmusiker
- Travers, Paul (1927–1983), britischer Generalleutnant
- Travers, Peter, US-amerikanischer Filmkritiker
- Travers, Rudolf von, Bündner Richter und Regimentsführer
- Travers, Susan (1909–2003), erste und einzige Frau, die in der Fremdenlegion diente
- Travers, Walter († 1634), englischer puritanischer Autor
- Traversa, Gregor (1941–2007), österreichischer Künstler
- Traversa, Leo (* 1959), US-amerikanischer Jazzbassist
- Traversa, Lucia (* 1965), italienische Florettfechterin
- Traversa, Mario (1912–1997), italienischer Geiger und Kapellmeister
- Traversa, Thomas (* 1985), französischer Windsurfer
- Traversa, Tommaso (* 1990), italienischer Eishockeyspieler
- Traversagni, Lorenzo Guilelmo (1425–1503), italienischer Franziskaner
- Traversay, Jean-Baptiste Prevost de Sansac de (1754–1831), russischer Admiral und Marineminister
- Traverse, Patrick (* 1974), kanadischer Eishockeyspieler
- Traverse, Pierre (1892–1979), französischer Bildhauer
- Traversi, Anita (1937–1991), Schweizer Schlagersängerin
- Traversi, Antonio Maria (1765–1842), italienischer Kurienerzbischof und Naturforscher
- Traversi, Gaspare († 1770), italienischer Barockmaler der neapolitanischen Schule
- Traversini, Roberto (* 1963), luxemburgischer Politiker
- Traverso, Enzo (* 1957), italienischer Historiker und JournalistEnzo Traverso (* 1957)

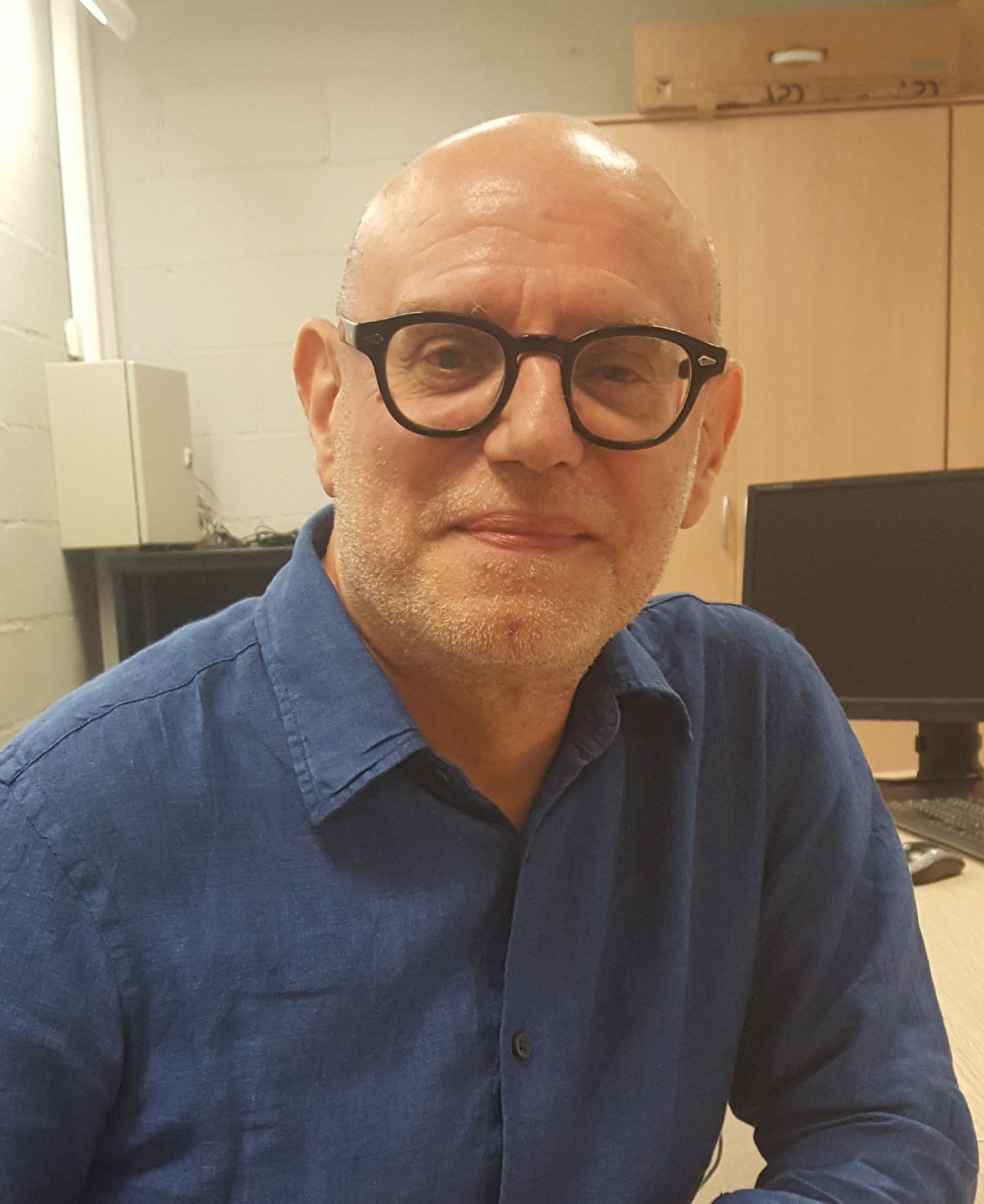
Enzo Traverso (* 1957)

- Traverso, Jorge (1945–2025), uruguayischer Journalist und Rundfunkmoderator
- Travert, Stéphane (* 1969), französischer Politiker
- Trávez Trávez, Fausto Gabriel (* 1941), ecuadorianischer Geistlicher, emeritierter römisch-katholischer Erzbischof von Quito
- Travia, Antonio Maria (1914–2006), italienischer Geistlicher, Kurienerzbischof der römisch-katholischen Kirche
- Travica, Dragan (* 1986), italienischer Volleyballspieler
- Traviès, Charles-Joseph (1804–1859), Schweizer, später französischer Karikaturist und Maler
- Traviès, Édouard (1809–1876), französisch Tiermaler
- Travieso Martín, José Javier (* 1952), spanischer Geistlicher und Apostolischer Vikar von San José de Amazonas
- Travieso, Frank (* 1980), kubanischer Radrennfahrer
- Travilla, William (1920–1990), US-amerikanischer Kostümdesigner
- Travis, Chester (* 1987), neuseeländischer Filmemacher, Autor, Komponist und Musiker
- Travis, Dave (* 1945), britischer Speerwerfer
- Travis, Dave Lee (* 1945), britischer Moderator und DJDave Lee Travis (* 1945)

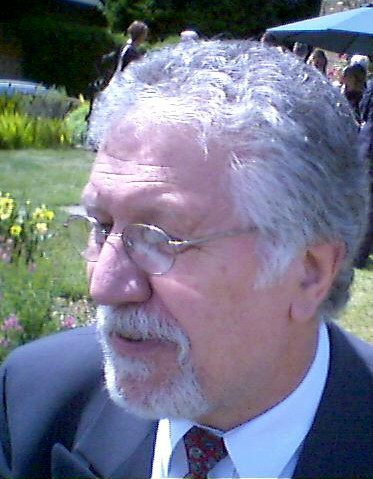
Dave Lee Travis (* 1945)

- Travis, Edward (1888–1956), britischer Kryptoanalytiker und Geheimdienst-Mitarbeiter
- Travis, Eugene M. (1863–1940), US-amerikanischer Geschäftsmann und Politiker
- Travis, Francis (1921–2017), Schweizer Dirigent US-amerikanischer Herkunft
- Travis, Greg (* 1958), US-amerikanischer Schauspieler, Drehbuchautor und Comedian
- Travis, June (1914–2008), US-amerikanische Filmschauspielerin
- Travis, Kylie (* 1970), australische Schauspielerin
- Travis, Lewis (* 1997), englischer Fußballspieler
- Travis, Mark (* 1943), Film- und Theaterregisseur
- Travis, Maury Troy (1965–2002), US-amerikanischer Serienmörder
- Travis, Merle (1917–1983), US-amerikanischer Country-Musiker und Songwriter
- Travis, Mike (1944–2023), britischer Jazz- und Rockmusiker und Schauspieler
- Travis, Nancy (* 1961), US-amerikanische SchauspielerinNancy Travis (* 1961)

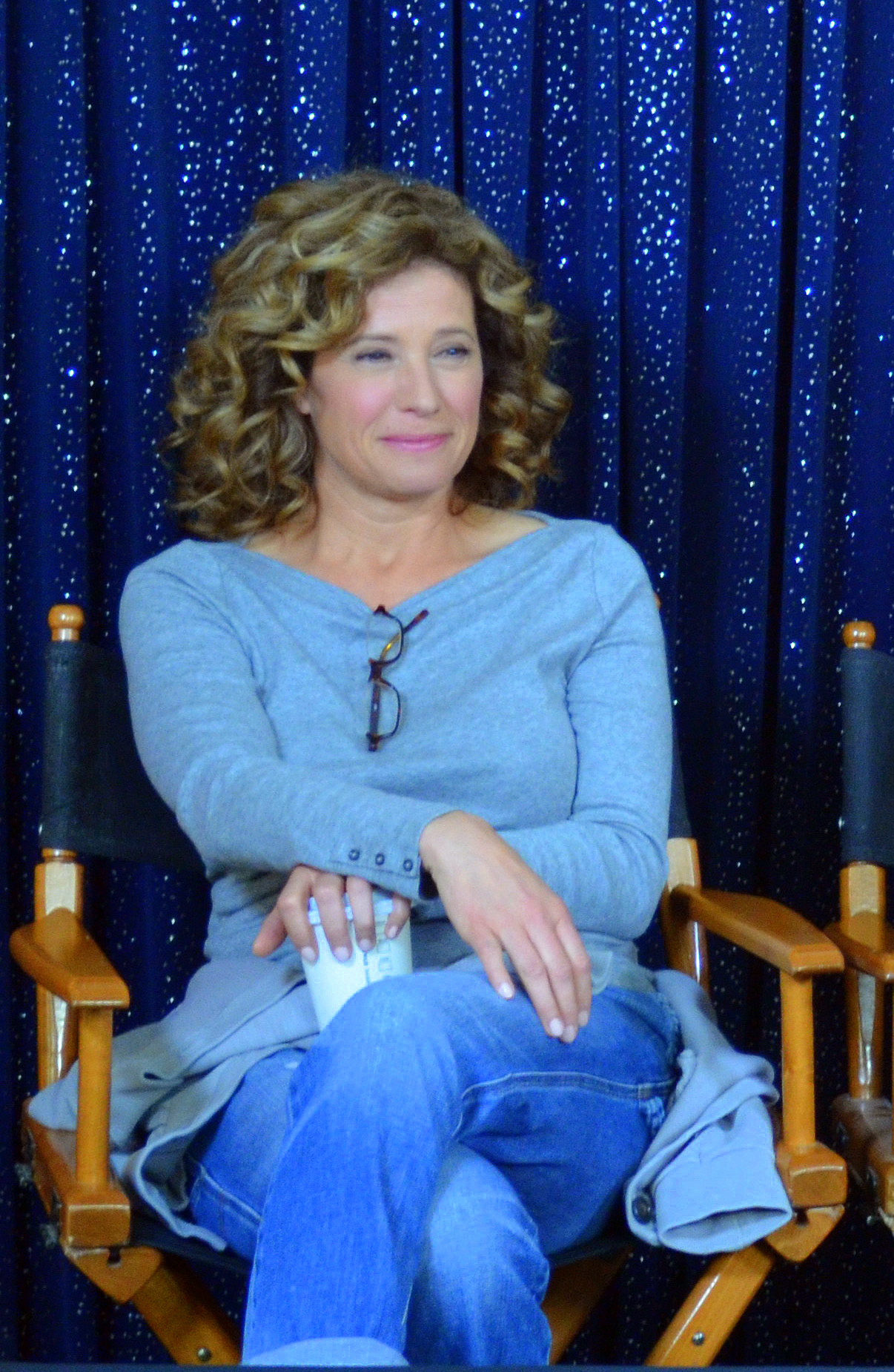
Nancy Travis (* 1961)

- Travis, Neil (1936–2012), US-amerikanischer Filmeditor
- Travis, Nick (1925–1964), US-amerikanischer Jazzmusiker
- Travis, Nicky (* 1987), englischer Fußballspieler
- Travis, Pete, britischer Filmregisseur
- Travis, Randy (* 1959), US-amerikanischer Country-Sänger und Songwriter
- Travis, Richard (1913–1989), US-amerikanischer Schauspieler
- Travis, Romeo (* 1984), US-amerikanisch-mazedonischer Basketballspieler
- Travis, Roy (1922–2013), US-amerikanischer Komponist
- Travis, Scott (* 1961), US-amerikanischer Schlagzeuger der britischen Heavy-Metal-Band Judas PriestScott Travis (* 1961)

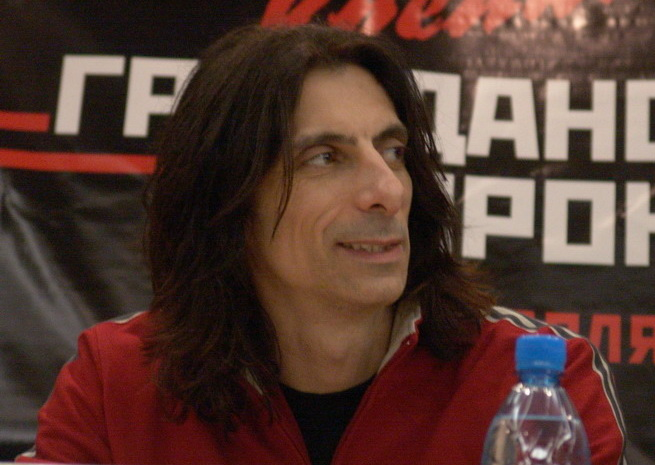
Scott Travis (* 1961)

- Travis, Stacey (* 1964), US-amerikanische Schauspielerin
- Travis, Theo (* 1964), britischer Saxophonist (Jazz, Progressive Rock)
- Travis, William (1809–1836), texanischer Nationalheld
- Traviss, Karen, englische Romanautorin
- Travllius Rufinus, römischer Offizier (Kaiserzeit)
- Travlos, Ioannis (1908–1985), griechischer Architekt und Bauforscher
- Travnicek, Cornelia (* 1987), österreichische Schriftstellerin
- Trávníček, Jiří, tschechoslowakischer Radrennfahrer
- Trávníček, Oldřich (1888–1945), tschechischer Verleger und Buchhändler mit Sitz in Žilina
- Trávníček, Pavel (* 1950), tschechischer Schauspieler und Synchronsprecher
- Trávníček, Zdeněk (* 1968), tschechischer Eishockeyspieler und -trainer
- Travnik, Angela (1887–1943), slowenische Widerstandskämpferin
- Travnizek, Benjamin (* 1981), deutscher Basketballtrainer
- Travolta, Ella Bleu (* 2000), US-amerikanische Schauspielerin
- Travolta, Ellen (* 1939), US-amerikanische Schauspielerin
- Travolta, Joey (* 1950), US-amerikanischer Schauspieler, Filmproduzent, Regisseur und Sänger
- Travolta, John (* 1954), US-amerikanischer Schauspieler, Tänzer, Produzent und AutorJohn Travolta (* 1954)

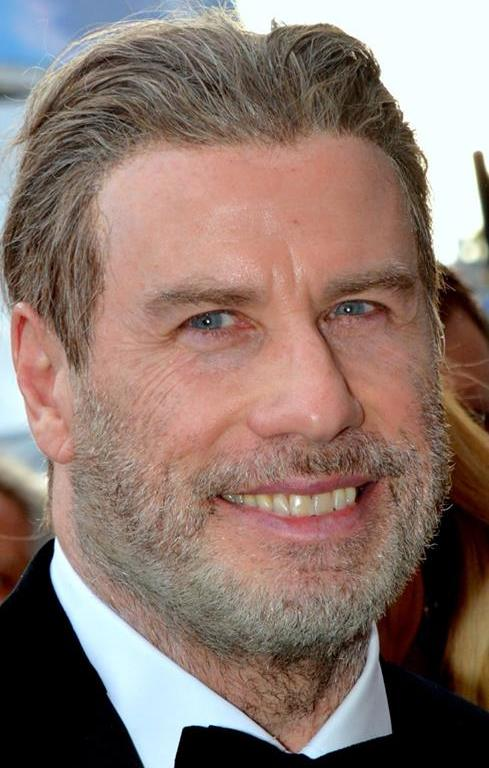
John Travolta (* 1954)

- Travolta, Margaret, US-amerikanische Schauspielerin
- Travouillon, Kenny J. (* 1982), australischer Wirbeltier-Paläontologe und Paläoökologe

### Traw
- Trawally, Bubacarr (* 1994), gambischer Fußballspieler
- Trawick, Brynden (* 1989), US-amerikanischer American-Football-Spieler
- Trawin, Andrei (* 1979), kasachischer Fußballspieler
- Trawin, Gleb Leontjewitsch (1902–1979), sowjetischer Radsportler
- Trawinski, Bruno (1893–1977), deutscher Politiker (Zentrum, CDU), MdL
- Trawiński, Remigiusz (* 1958), polnischer Unternehmer, Fußballtrainer und -funktionär
- Trawiwut Potharungroj (* 1979), thailändischer Fußballspieler
- Trawkin, Nikolai Iljitsch (* 1946), russischer Politiker
- Trawny, Dieter (* 1939), deutscher Fußballspieler
- Trawny, Peter (* 1964), deutscher Philosoph und Hochschullehrer
- Trawöger, Helmut (* 1948), österreichischer Musikpädagoge, Dirigent und Flötist
- Trawöger, Norbert (* 1971), österreichischer Flötist, Musikpädagoge, Autor, Kulturmanager und KulturvermittlerNorbert Trawöger (* 1971)

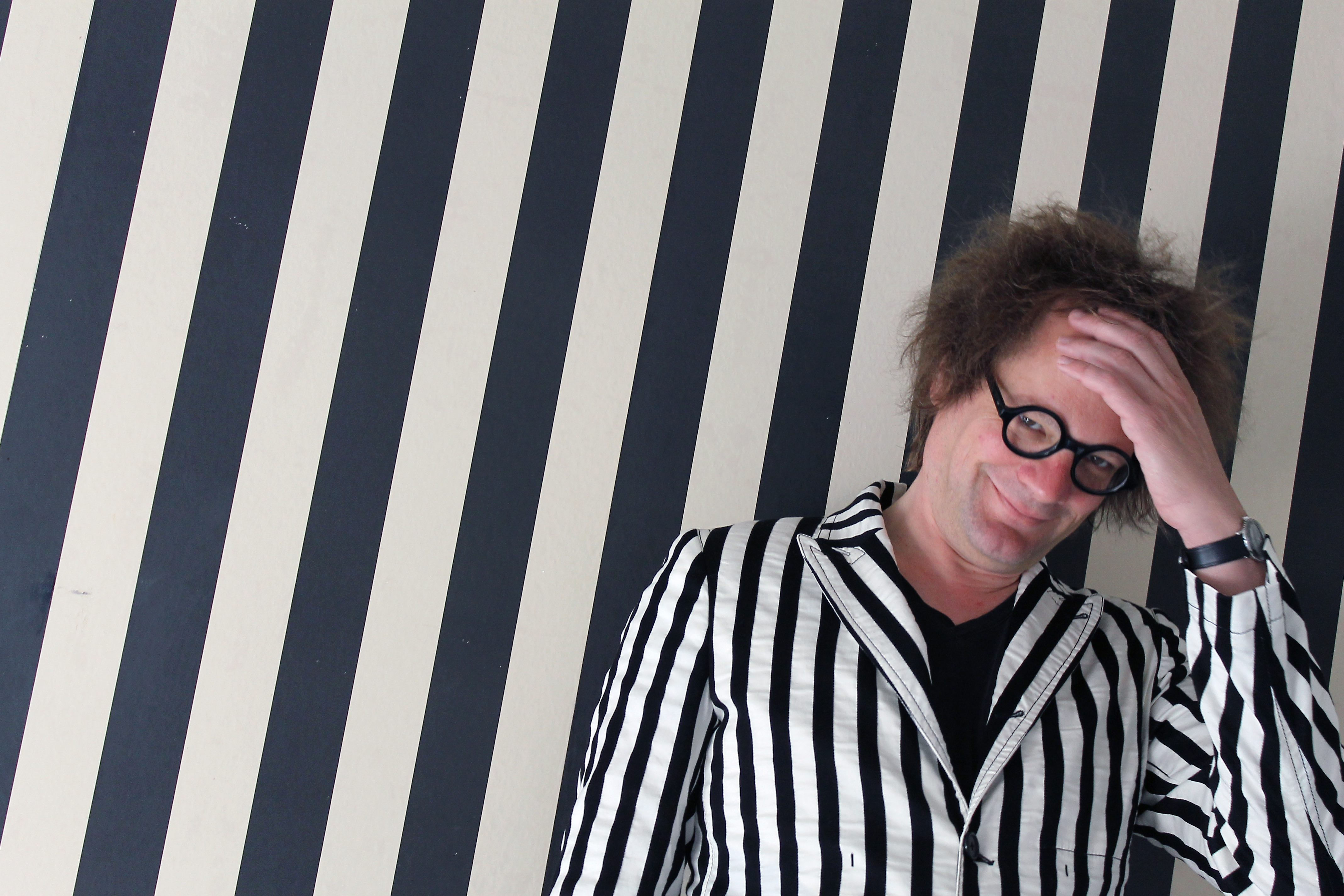
Norbert Trawöger (* 1971)

- Trawöger, Sibylle (* 1983), österreichische Theologin

### Trax
- Traxdorf, Heinrich, Mainzer Orgelbauer
- Traxel, Anh Dao (* 1958), vietnamesisch-französische Autorin
- Traxel, Christoph August (1802–1839), deutscher Journalist und Autor
- Traxel, Josef (1916–1975), deutscher Opernsänger (Tenor)
- Traxel, Lukas (* 1993), Schweizer Jazzmusiker
- Traxel, Werner (1924–2009), deutscher Psychologe und Hochschullehrer
- Traxl, Dominik (* 1994), österreichischer Politiker (ÖVP)
- Traxl, Herbert (* 1940), österreichischer Diplomat
- Traxl, Josef Alfons (1900–1941), österreichisches KZ-Opfer
- Traxl, Mario (* 1964), österreichischer Radrennfahrer
- Traxl, Martin (* 1964), österreichischer Journalist und Fernsehmoderator
- Traxler, Franz (1876–1950), österreichischer Politiker (CSP), Abgeordneter zum Nationalrat
- Traxler, Franz (1951–2010), österreichischer Soziologe und Hochschullehrer
- Traxler, Gabrielle (1942–2015), österreichische Politikerin (SPÖ), Landtagsabgeordnete, Abgeordnete zum Nationalrat
- Traxler, Günter (* 1939), österreichischer Journalist
- Traxler, Hans (* 1929), deutscher Illustrator und Cartoonist
- Traxler, J. Bob (1931–2019), US-amerikanischer Politiker
- Traxler, Jiří (1912–2011), tschechisch-kanadischer Jazz- und Swing Pianist, Komponist, Liedtexter und Arrangeur
- Traxler, Johann (1959–2011), österreichischer Radrennfahrer
- Traxler, Karel (1866–1936), tschechischer Schachspieler und Schachkomponist
- Traxler, Karl (1905–1982), österreichischer Politiker (SPÖ), Landtagsabgeordneter
- Traxler, Margaret (1924–2002), US-amerikanische Theologin
- Traxler, Mathias (* 1973), Schweizer Schriftsteller
- Traxler, Peter (1946–2011), österreichischer Musikkomiker, Teil von Muckenstruntz & Bamschabl
- Traxler, Tanja (* 1985), österreichische Wissenschaftsjournalistin, Autorin und Hochschullehrerin

### Tray
- Trayer, Hans Dieter (* 1941), deutscher Schauspieler und Schauspiel-Coach
- Traylor, Bill (1856–1949), afroamerikanischer autodidaktischer Zeichner und Maler
- Traylor, Craig Lamar (* 1989), US-amerikanischer Filmschauspieler
- Traylor, Melvin Alvah (1878–1934), US-amerikanischer Rechtsanwalt und Bankier
- Traylor, Melvin Alvah, Jr. (1915–2008), US-amerikanischer Ornithologe
- Traylor, Ray (1962–2004), US-amerikanischer WrestlerRay Traylor (1962–2004)

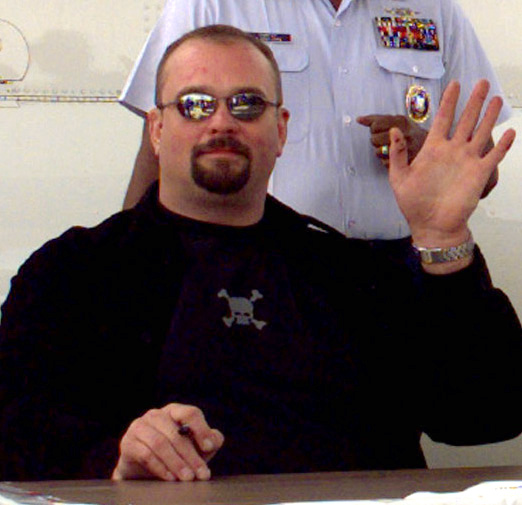
Ray Traylor (1962–2004)

- Traylor, Robert (1977–2011), US-amerikanischer Basketballspieler
- Traylor, Rudy (1918–1992), US-amerikanischer R&B- und Jazzmusiker und Musikproduzent
- Traylor, Susan (* 1964), US-amerikanische Schauspielerin
- Traynor, Charlie (* 2005), australischer Fußballspieler
- Traynor, Chuck (1937–2002), US-amerikanischer Unternehmer und Pornograf
- Traynor, Ian (1955–2016), britischer Journalist
- Traynor, Oscar (1886–1963), irischer Politiker
- Traynor, Paul (* 1977), kanadischer Eishockeyspieler
- Traynor, Philip A. (1874–1962), US-amerikanischer Politiker

### Traz
- Traz, Robert de (1884–1951), Schweizer Schriftsteller und Pazifist
- Trazegnies, Johann III. von († 1550), niederländischer General und Rat, kaiserlicher Kämmerer von Karl V., Generalkapitän des Hennegaus, Ritter des Ordens vom Goldenen Vlies
- Trazié Thomas (* 1999), ivorischer Fußballspieler